# Història de Bèlgica

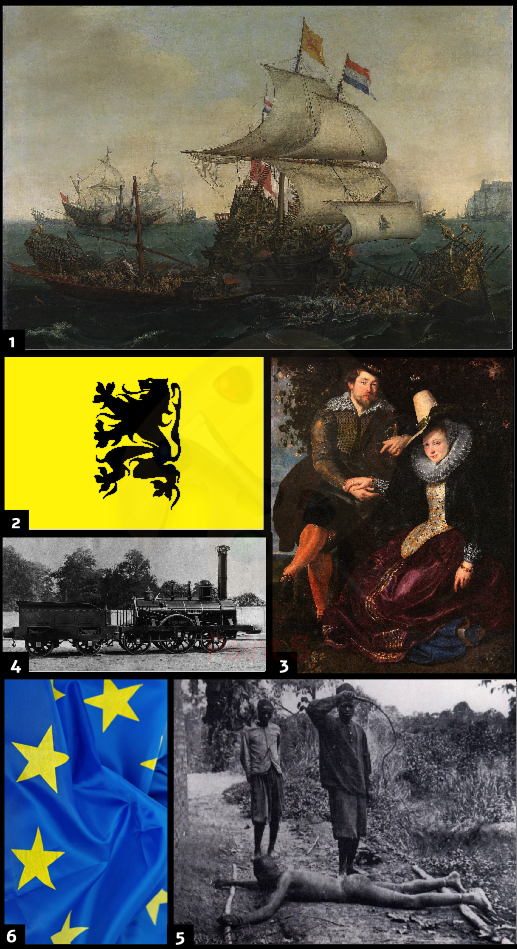
(1) Vaixells neerlandesos abordant galeres espanyoles en la batalla dels mars estrets l'any 1602; (2) Bandera flamenca i emblema del nacionalisme flamenc; (3) Autoretrat del pintor flamenc Rubens amb la seua esposa Isabella Brant; (4) Primera locomotora introduïda en sòl belga durant la Revolució industrial; (5) Maltractament físic per part dels colons belgues amb fuet a la mà a finals del al Congo Belga; (6) Bandera de la Unió Europea, projecte inspirat en el Benelux

La història de Bèlgica comença el 1830, quan la part meridional del Regne Unit dels Països Baixos decidí després de la Revolució belga d'expulsar les tropes neerlandeses i de declarar la independència. Abans, aquest territori mai no havia estat un estat. El territori geogràfic era part de diversos feus, comtats, ducats i altres senyories que a poquet a poquet es reuniren en una unió personal de les Disset Províncies, els Països Baixos espanyols, els Països Baixos austríacs, possessions successives (amb fronteres molt variables) del ducat de Borgonya, Espanya i Àustria. Aquesta federació política no era l'expressió de la voluntat del poble, sinó el resultat de matrimonis estratègics dels sobirans. Fou durant segles un territori de ningú i de tothom, camp de batalla preferit de gairebé totes les cases reials d'Europa.
Les fronteres actuals començaren a traçar-se al segle xvi després de la Guerra dels Vuitanta anys, l'adveniment del protestantisme i la independència d'Espanya de la República de les Set Províncies Unides. Sociològicament, les Terres de la Generalitat catòliques, feien part del "sud", la república les ocupà per protegir-se contra espanyols i francesos. Fins al 1795, la república sempre mantingué ciutats fortificades al territori espanyol i després austríac.
Abans del 1830 els mots Belgium, bèlgic o Bèlgica tenien diverses significacions, de voltes molt allunyades del territori actual (vegeu Països Baixos (topònim)). Bèlgica és un terme heretat dels escrits romans, però no designa el territori que ocupa l'estat actual belga. Les fronteres definitives se'n fixaren el 1839 amb el tractat de Londres (1839).
El territori belga actual pateix una sèrie de fragmentacions dins de Lotaríngia a la mort de Carlemany. La fragmentació feudal porta després de diversos episodis d'enfrontaments entre feus medievals a unir les possessions holandeses, flamenques, valones i luxemburgueses en mans de la casa de Borgonya. Els Borgonya aspiraven a crear un estat unitari a l'estil francès al bell mig del Sacre Imperi romà i del Regne de França.
França mai acceptà aquest projecte perquè considerà els Borgonya súbdits del regne i, a més, veia en el territori de Bèlgica i Luxemburg les seues "fronteres naturals". És amb aquesta expressió que es designa els desigs de França d'annexionar-se Bèlgica i Luxemburg. El Regne Unit donà sempre suport als Països Baixos neerlandesos perquè mai volgué que es produís un projecte com aquest.
Després de la invasió francesa durant les guerres de la seua Revolució, el congrés de Viena restaura els Països Baixos borgonyons sota l'apel·lació de Regne Unit dels Països Baixos. Hi quedaren units neerlandesos, francesos i luxemburguesos. Tanmateix, la convivència de flamencs i valons amb la monarquia holandesa derivà en una vertadera crisi tot just començar el segle xix.
França i Anglaterra s'avenen amb la resta de potències de l'època, com Àustria, Rússia i Prússia, tot plegat sota l'atenta mirada de l'Església catòlica, a crear un nou estat tampó anomenat Bèlgica, que inclou flamencs, valons i una part minsa de territori germanòfon. És amb la creació d'aquest estat que començà a tenir sentit l'explicació d'una història de Bèlgica amb el seu passat prehistòric, romà i medieval. Com que no es pot parlar de Bèlgica en el sentit contemporani abans 1830, la història anterior es troba en la història dels estats que en posseïen el territori.
Després de les dues guerres mundials que s'esdevenen per les ambicions de França i Alemanya, el 1919 amb el tractat de Versalles s'establix que els cantons d'Eupen, Malmedy i Sankt-Vith queden annexats a l'Imperi alemany. Es clouen les fronteres de Bèlgica fins entrada la dècada dels 70.
L'intent de donar forma a un estat unitari sobre la base del jacobinisme francès derivà en noves crítiques de les fronteres belgues. El nacionalisme belga comença ja des del segle xix a veure's com una creació artificial nascuda de les voluntats explícites de l'elit europea. A poquet a poquet, els belgues de parla neerlandesa (i després del 1919 els de parla alemanya) s'emanciparen culturalment dels francòfons.
La implantació d'un règim federal pronunciat no ajudà a unir les dues comunitats més importants. El flamencs, a dalt, viuen com si foren part d'Holanda: els mitjans de comunicació, la cultura i les cosmovisions són neerlandeses. Els valons, a baix, viuen com si foren part de França: els mitjans de comunicació, la cultura i les cosmovisions són franceses. Malgrat que existix una televisió pública, en la pràctica aquesta emet en neerlandès amb programació específica i íntegrament neerlandesa a Flandes, i en francès amb programació específica i íntegrament francesa a Valònia. Dues comunitats viuen, doncs, dins d'un estat donant-se l'esquena, l'una paral·lela a l'altra. La comunitat germanòfona, per la seua banda, viu i té cosmovisions vingudes d'Alemanya. Per bé que accepta ser una minoria dins de Valònia, el seu tarannà és alemany.
El conflicte lingüístic que provoquen les imposicions francòfones sobre Bèlgica, així com aquest esquema de convivència, sumat a les ambicions dels estats veïns de tenir-hi un tampó, fa nàixer el nacionalisme való i flamenc al segle xix. Tot just començar el segle xxi, el nacionalisme flamenc aconseguix un suport molt ampli en la societat flamenca i amb aquest procedix a qüestionar la monarquia belga. Proposa la disgregació de Flandes i Valònia. Apareixen llavors intencions de lligar Valònia a França i Flandes als Països Baixos. La força del moviment fa entrar el govern i el parlament belgues en una crisi considerable. Bèlgica quedà sense govern durant pràcticament un any.

## Prehistòria

### Restes d'homínids
Les restes més antigues que l'arqueologia ens ha fet arribar sobre el territori que coneixem actualment com Bèlgica fan remuntar la presència humana a 800.000 anys arrere, a Hallebaye, prop de les muntanyes de Sant-Pierre a la província de Lieja. El Regne de Bèlgica fou un dels pioners en termes de recerca arqueològica: ja des de la dècada del 1830 s'hi trobaren restes fòssils de neandertals, de les primeres descobertes al continent europeu. L'any 1829, per exemple, a la localitat valona d'Engis, a Lieja, es trobà el primer crani neandertal: després de les anàlisis pertinents es conclogué que era d'un infant. Sabem que la seua instal·lació permanent es fa cap pels volts del 400000 ane, a les vores del riu Mosa. Del 250000 al 35000 ane s'ha apreciat en les cerques arqueològiques una expansió dels neandertals a Bèlgica, sobretot a la província de Lieja i en tenim proves a la cova d'Schmerling a Awirs o les traces d'Spy a la província de Namur. La troballa més recent és del 2014 a Flandes, concretament a Wavre-sainte-Catherine.
Algunes fites arqueològiques: 
- 1866 - troballa de mandíbula de neandertal al Trou de la Naulette, Dinant
- 1866 - troballa de dos esquelets a Spy
- 1895 - troballa de fragment de fèmur a Fons-de-Forêt

De tots els assentaments prehistòrics, hi destaca la cova d'Scladina o del Nen d'Scaldina. L'any 1971 un grup d'espeleòlegs descobrix a Scaldyn restes d'un homínid d'11 anys acompanyat de força material lític. Llavors es decidí d'anomenar l'indret Scaldina. El bateig fou el principi de molts titulars de premsa i molta expectació fins hui dia. I és que les traces deixades per neandertals a Bèlgica demostren que vivien en campaments, tot i que pel clima, escollien grutes i coves per establir-se. També vivien de carn d'animals grossos.

### Neolític
Hui ja és consens que cap als volts de 30000 ane hi ha una substitució gradual de neandertals per homo sapiens, per bé que a Bèlgica hi hagué interrupció de la presència humana. Els glacials impossibilitaren sobreviure en territori belga i per aquest motiu les restes presencien un tall que es reprèn amb l'augment de les temperatures. En eixe sentit, es planteja la hipòtesi que la presència d'humans a Bèlgica torna per un canvi notable en l'alimentació. Els animals deixen de ser grans i esdevenen més xiquets. Són més hàbils i poden desplaçar-se més ràpidament. El canvi de temperatures els empeny segurament cap a Bèlgica. La pujada dels nivells de la mar així com la necessitat de seguir aquest nou aliment, fou el que portà probablement a la repoblació de Bèlgica.
Així, doncs, l'humà modern en substituïx l'antic i apareix novament vers els volts de 14.000 anys arrere. Tots aquests canvis procuren un pas del modus vivendi nòmada cap al sedentari. Amb el sedentarisme naix l'agricultura, l'horticultura i la creació de les primeres comunitats estratificades. A Bèlgica aquest femòmen es veu a les regions de Lieja, Mosa i Limburg. També es traduïx en campaments a l'aire lliure, amb l'arribada de les primeres creences religioses i les primeres eines no estrictament lítiques. S'hi cultiva llavors el cereal i s'hi domestica igualment el gos. La ceràmica esdevé una font important per a la supervivència. S'utilitza per a tot tipus d'eines i construccions.
El jaciment més important n'és la mina d'Spiennes, reconeguda actualment per la UNESCO com a Patrimoni mundial. Es tracta en realitat d'un conjunt heterodox i dispers de mines d'època que s'estenen en 100 hectàrees i que caldria datar de 4400 ane a 2500 ane. Tot i això, existixen altres assentaments:
- Wommersom, al Brabant flamenc
- Jandrain-Jandrenouille, al Brabant való
- Ciply, Flénu, Ghlin, Mesvin, Obourg, Saint-Denis, Sant-Symphorien i Strépy, a l'Hainaut
- Avennes, Braives i Meffe, a l'Hesbaye

D'aquesta època també cal parlar de les pràctiques funeràries de les primeres poblacions sedentàries, que fan servir les coves per tal d'enterrar-hi els seus parents. Ara bé, en les pràctiques funeràries, com a la resta d'Europa, hi ha sobretot un gran interès pels megàlits de tota mena, una mica repartits a Bèlgica. De fet, es pot parlar de les sepultures de Wéris, que s'estenen en prop de 8 quilòmetres per 300 metres. Es tracta d'un conjunt de menhirs i megàlits que, juntament amb els de la regió del Luxemburg, Namur i Hainaut, donen una perspectiva d'allò que hauria sigut la cultura neolítica a Bèlgica.

### Edat dels metalls
L'edat del bronze apareix vers el 1800 ane, però no té efectes gaire importants llevant de la importació de bronze i de les pràctiques de la cultura de Hallstatt. Bèlgica devia ser un territori on no hi havia manera de fabricar-hi bronze per manca de recursos naturals i per aquest motiu s'importà el bronze pel comerç que, si bé ja existix, no n'és l'activitat principal, que continua en les línies anteriors, l'agricultura i la domesticació. Les construccions d'habitatges, però, adoptaren l'estil de vida propi dels Països Baixos. També, les restes arqueològiques testimonien la introducció de la cultura funerària de les cremacions, força estesa per tot Europa.
Els Hallstatt començaren a viure de la sal cap a l'edat del ferro i s'expandiren per tot Europa central. Se'n troba documentada la cultura a Suïssa o Àustria. L'ocupació dels Hallstatt en territori flamenc derivà en vertaderes resistències per part de la població local. Els Hallstatt pareix que foren grups guerrers més organitzats i estratificats, en viure a mode de tribu. La resistència de la comunitat flamenca indígena de la zona de Flandes Occidental portà a la construcció d'alguns fortaleses.
Aquesta expansió no pot deixar de banda la presència de la cultura celta. Els celtes foren una civilització pròpia de l'edat del ferro. Sabien escriure tot i no tenir escriptura pròpia. Parlaven diferents llengües procedents d'una única branca lingüística. Practicaven una religió politeista i creien en una creació cíclica de l'univers. Utilitzaven ja moneda per a fer intercanvis comercials, que devien ser més importants que els seus anteriors ocupants. S'estengueren amb força facilitat per tot Europa fins al punt d'arribar a la península Ibèrica. Aquest conjunt de pobles que anomenem de forma genèrica celtes tingueren desencontres amb Roma. Roma donà qualificatius a cadascun dels pobles que vivien als diferents territoris que mirà d'annexionar. Així sabem o pensem saber que a Bèlgica vivien els eburons, els atuàtucs, els nervis, els menapis, els mòrins i els rems.

## L'antiguitat a Bèlgica

### Quant a la denominació "belga"

Fronteres lingüístiques actuals; (1) en verd la zona neerlandesa anomenada Flandes (2) en roig la zona francòfona anomenada Valònia (3) en blau la zona germanòfona que es considera dins de Valònia (4) la capital Brussel·les on francès i neerlandès són oficials

És en la seqüència de la invasió romana del territori no peninsular itàlic que Roma s'apropa de l'actual Bèlgica. Cèsar fou el general i posteriorment emperador que s'encarregà de l'ocupació de territori aliè. Segons els relats que ell mateix ens ha fet arribar de les guerres que emprengué contra els pobles assentats, el territori belga estaria ocupat per celtes, als quals donà nom. No sols a ells, sinó també a la regió on habitaven. Aquesta fou designada en llatí com a Gàl·lia bèlgica. Per a Juli Cèsar, la Gàl·lia era una regió força vasta que anava fins al Rin. Per tant, amb l'objectiu de diferenciar-ne les parts, decidix donar noms a regions d'aquesta Gàl·lia romanitzada i el territori actual belga rep aquest nom. De fet, el terme Bèlgica incloïa una part de França i de Bèlgica. Ara bé, els romans diferenciaren la Belgica Secunda de la Belgica Prima.
La Secunda és precisament la que correspon hui dia al territori que anomenem Bèlgica. El terme és reprès posteriorment per tal de construir un estat al segle xix. Tanmateix, cal entendre que durant el segle xix l'estat que coneixem com a Bèlgica no és una realitat. Mai la fou abans del 1830. L'estat belga actual era terra de tothom i de ningú, disputada per les reialeses europees que fracturaven contínuament la Bèlgica actual, donant peu a fronteres que hui seguixen donant problemes. La "nació" que es volgué construir al segle xix és efectivament contestada. El territori belga actual és hereu de les ocupacions germàniques. Sofrix divisions a partir de la mort de Carlemany, torna a ajuntar-se però amb realitats dispars, torna a dividir-se, forma part de les Set Províncies Unides i així contínuament fins a l'any 1830, sota diverses cases reials. L'única unió visible en fou la dels Països Baixos que no considera precisament el territori actual belga sinó un territori més ampli.
Per la Reforma protestant del segle xvi, en què el territori de parla neerlandesa es revolta contra el poder hispànic per les seues ambicions imperialistes i centralistes, les províncies del nord, de parla neerlandesa, es dividixen de les del sud, en una guerra d'independència que produïx la separació dels territoris de parla neerlandesa en dos. D'aleshores ençà es distingixen dos tipus de Països Baixos:
- Els Països Baixos del nord: corresponen a la república independent que s'alliberà del poder hispànic i que hui anomenem Països Baixos per tal de deixar clar que el territori panneerlandès hauria d'incloure totes les terres de parla neerlandesa, és a dir, les Províncies Unides o Països Baixos. En eixos Països del nord s'hi practicava majoritàriament el protestantisme, contràriament al sud, on s'acabà practicant el catolicisme de forma majoritària pel fet que el Regne hispànic aconseguí dividir el territori panneerlandès.
- Els Països Baixos del sud: corresponen a la Bèlgica actual i per això poden rebre a voltes la designació de Bèlgica Règia. En virtut del seu traspàs continu a mans de diferents dinasties d'estats aliens, aquesta part neerlandesa deslligada del nord es trobà en mans hispàniques, franceses, borgonyones i austríaques. Això en condicionà l'esdevenir lingüístic i estatal. El nord continuà parlant neerlandès (designat a la zona com a "flamenc", que és el nom que rep la variant neerlandesa de la zona) i el sud francès amb una porció xiqueta on s'hi parlava ja l'alemany.

És precisament a la primera meitat del segle xix que Bèlgica o Països Baixos del sud queda en mans franceses. Sota criteris jacobins l'estat francès formà l'estat belga. Això no obstant, es mirà de reconstruir l'antiga unitat de les Províncies Unides, però per querelles religioses derivaren les fronteres cap a l'estat belga de hui. Bèlgica es construí fent correspondre les fronteres religioses i no les lingüístiques, de manera que tot plegat ha derivat amb el temps en la voluntat de la part neerlandesa de Bèlgica a voler-se separar de la francòfona. Fins i tot s'hi parla d'estat tampó.

És, doncs, al segle xix quan es reprèn la idea de Bèlgica romana per tal de construir aquest estat amb una "nació" -del tot contestada- que vol seguir la concepció de l'estat nació oberta però que finix en una perpètua baralla entre comunitats lingüístiques que no senten que a Bèlgica existisca cap "nació" única i unificada. Al segle xix es volgué reprendre el terme belga per una simple situació romàntica en què s'exaltaren herois "bàrbars" contra el poder romà. Aquest esquema, típicament europeu i de l'època, permeté popularitzar escrits de Juli Cèsar com ara "de tots els pobles de la Gàl·lia, els belgues són els més ferotges" (De Bello Gallico; I-II). Als manuals actuals d'història els alumnes seguixen veient aquest aforisme com si encara es volgués donar certa veritat a tot allò que Juli Cèsar escrigué, vist que la cita es troba mig tallada i que segurament l'emperador romà escrigué això per tal d'encoratjar la guerra contra els celtes.

### La Guerra de les Gàl·lies
L'ocupació romana començà precisament a causa d'ocupacions. Per raons que no sabem en l'actualitat, les tribus helvètiques dels sàntons volgueren al segle I ane desplaçar-se cap a la Gàl·lia de l'oest. Es pensa que el seu cap Orgetòrix fou qui incentivà la migració. Pareix que procurava reprendre el territori que amb anterioritat les tribus helvètiques dels tigurins no aconseguiren. Els sàntons cremaren ciutats i pobles al seu pas.
Juli Cèsar veié en aquestes avançades un perill que fou orquestrat contra els locals per tal de fer efectiva la seua voluntat d'apoderar-se de tot el territori celta. Algunes tribus germàniques s'instal·laren precisament vers el 70 ane en territori belga. El seu cap Ariovist hagué de rebel·lar-se contra Roma. La desfeta contra els romans per part dels sàntons incentivà moltes tribus gal·les a revoltar-se contra Roma amb l'ajuda d'Ariovist. La unió entre les tribus gal·les és l'element que l'emperador romà utilitzà per a fer-hi la guerra, una unió que, com a la resta de territoris europeus sota el domini romà, resultà ser un fracàs.
La guerra no fou una victòria per a les ètnies locals i l'estat romà guanyà per començar a instal·lar-se en territori belga. En la batalla de "bàrbars contra romans" destaquen líders de tribus ben diverses. Podem parlar de Boduognatus, Ambiòrix, Vercingetòrix o Uxellodunum. Les revoltes se succeïxen després de l'intent de Roma d'envair Anglaterra, però malgrat algunes victòries dites "bàrbars" el poder centralitzat romà aconseguix avançar irreparablement.

### Romanització o aculturació
La implantació de Roma en territori belga significà per als pobles celtes la pèrdua de la seua cultura i l'assimilació a la nova. També hi hagué una incorporació del model de vida romà, així com una reorganització de tots els territoris conquistats amb vista a tenir-ho tot molt més ben controlat i estratègicament col·locat per tal de fer funcionar l'estat romà. La perifèria belga esdevé, doncs, territori de construcció de vies romanes i altres infraestructures pròpies de Roma.
Quan l'emperador August arriba al poder, el territori de la Gàl·lia és redistribuït. La Gàl·lia del nord que Cèsar havia ocupat se separa de la Gàl·lia narbonesa, la qual queda dividida en tres províncies, Aquitània, Llió i Bèlgica. Després de la revolta batava, August vol avançar encara més i pren la decisió d'anar-se'n a conquerir territori germànic. Vers el 9 ane l'armada romana avança fins al Rin, des d'on una coalició de tribus germàniques desfà Roma i li posa límit. De llavors ençà la frontera entre el món romà i el germànic s'estabilitza al Rin.
El regirament que Roma va fer del territori belga ha originat amb el temps moltes de les ciutats que hui coneixem. És el cas de Tournai, Metz o Tongeren. Moltes ciutats actuals de Bèlgica s'assenten precisament sobre les ruïnes del que fou Roma i això explica que no hi haja gaires elements visibles del que fou l'ocupació romana. Tot i això, la ciutat de Tongeren és la que destaca més a l'època perquè esdevé un centre urbà important, mecanisme de romanització. Roma troba en territori belga abundants recursos naturals.
A Tongeren hi ha el temple més important de Roma a Bèlgica, un testimoniatge del procés de substitució de la cultura anterior. Roma el feu servir perquè s'hi rendís honor i servei a Roma i les divinitats romanes. Malgrat que Roma permeté l'existència de les divinitats anteriors, la realitat és que tot estava pensat per tal que els antics ocupants s'aculturassen. A Haccourt es troben igualment termes, banys públics i altres tipus de pràctiques culturals romanes.

### L'ocupació germànica i la caiguda de Roma

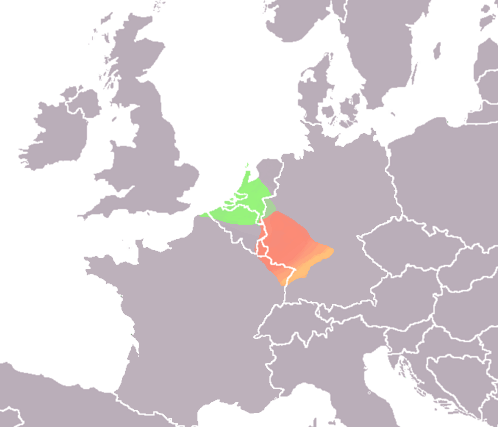
El mapa mostra la distribució dels francs salis i els francs ripuaris. Els primers són en verd i els segons en taronja

Mapa de les tribus franques (s. III)

Les tensions entre romans i perses, i romans i germans, finalment acaben destruint l'Imperi romà. Immens, ja no s'aconseguix des de Roma controlar l'abast de les possessions. Les tensions internes pròpies de Roma l'aboquen progressivament al seu final definitiu. A la darreria del segle iii les incursions bàrbares desplacen progressivament la frontera entre Roma i Germània. En poquet temps, els germans ja són en territori romà i Roma ja no pot tornar arrere. S'hi instal·len tribus noves i estats nous. Roma es fractura i desapareix.
El primer signe d'aquesta caiguda és la divisió de l'imperi l'any 260. Les lluites pel poder es veuen igualment a Bèlgica. La inestabilitat pròpia del context porta llavors el general Pòstum a separar les províncies d'Hispània, Gàl·lia i Britànnia de la resta de l'imperi. Fou proclamat com a nou emperador i s'establí un nou regne independent, el de l'Imperi de les Gàl·lies. La separació durà tretze anys vist que tot seguit Roma mirà altra volta de recuperar la part secessionista. Tot i això, res impedix que el territori belga siga saquejat.
Quan Dioclecià és proclamat emperador, l'Imperi romà torna a escindir-se, aquesta volta per voluntat de Roma. L'imperi quedarà administrat per dos emperadors, l'un per a Occident, l'altre per a Orient. Es reorganitza novament el territori romà. Les fronteres s'acompanyen de murs militars que han de fer front a les ocupacions germàniques. Això mateix es veu a Bèlgica. De Colònia a Bavay s'erigix una línia militar altament controlada. Les costes del mar belga també són rodejades de militars. Les fronteres belgues són, doncs, amb diferència les que patiren més aquesta reorganització: tot un mur de contenció fou erigit contra els anomenats "bàrbars".
Tanmateix, res hi fa. Roma es troba igualment en crisi econòmica i ideològica. El cristianisme penetra des del segle II el territori dels llims belgues. Quan apareix l'edicte de Milà, el cristianisme avança per bé que a les fronteres militars de Bèlgica també passaren idees i costums de les religions orientals. És així com les comunitats missioneres de cristians aconseguixen construir progressivament esglésies, abadies o monestirs a Bèlgica.
Vers el 340 la lluita fratricida entre els fills de l'emperador Constantí és usada pel poble germànic franc amb la intenció d'acostar-se a territori belga. Constantí I accepta que s'instal·len a Toxandria -a la Gàl·lia del nord romana-. L'episodi del seu assassinat torna a ser aprofitat pels francs que envaïxen Roma. La caiguda de Colònia amenaça llavors l'imperi. Constantí torna a designar un dels seus fills -Julià- per expulsar els francs i, malgrat les victòries, vers el 360, Julià, designat anteriorment per a combatre contra els bàrbars, és elegit emperador dels bàrbars en un ritual iniciàtic. El procés d'aculturació esdevé llavors una realitat. Algunes tribus germàniques pacten amb Roma per assentar-s'hi. Roma les acull amb autonomies pròpies -les federacions- tot aprofitant els militars bàrbars que són aculturats.
Les relacions entre francs i romans ja són entre amistoses i enemistoses. Són sobretot complexes, però un element que segella el final de Roma amb tota seguretat. L'any 406 tribus germàniques com els vàndals, alamans o sueus travessen el Rin i decidixen ocupar la península Ibèrica. Els visigots prenen Roma i aquesta cau definitivament. És el punt final de l'Imperi romà d'Occident. La falta de protecció militar que abans era garantida pel poder central romà permet als francs salians de Bèlgica començar la "conquesta" de la França actual.
La invasió franca s'inicià amb la proclamació del rei Clodió -els texts d'època no permeten traçar correctament la primera dinastia franca, però es pensa que el primer rei franc fou Meroveu, suposadament pare de Clodió-. En aquesta empenta, segons Gregori de Tours, la dinastia dels merovingis venç Àtila, cap dels huns, i prosseguix territori avall, de Bèlgica a França, tot expulsant els visigots de França, els quals s'instal·len a la península Ibèrica, on derroten els sueus. La successió és suposadament interrompuda -això es desprèn de texts de l'època, hui contestats- fins que arriba Clodoveu I al poder. Clodoveu destrona Siagri i es casa amb la filla del rei burgundi. Naix així una estratègia que comença a divulgar-se en les cantarelles trobadoresques de la recent entronitzada edat mitjana.
A l'edat mitjana l'estratègia de Clodoveu és fer-se amb el territori romà complet. No hi arribà, però aconseguí annexionar-se pràcticament tot el sòl francòfon actual. Es casà amb la filla del rei burgundi per fer-se amb el territori. Després fa la guerra contra els alamans. Les cròniques de l'època diuen que jurà al Déu cristià de la seua dona que, si els vencia, es convertiria al catolicisme. Dit i fet, el rei dels francs s'hi convertix, en realitat una estratègia per anar avançant per territori romà assegurant-se el suport de la teocràcia cristiana. L'objectiu, segons Gregori de Tours, és la guerra contra els infidels, és a dir, la "croada contra els arrians". En aquesta guerra "evangelitzadora" s'estrenen els primers concilis de l'Església catòlica sota la tutela de Clodoveu.

## L'Edat Mitjana

### La dinastia merovíngia
Després de les grans invasions del segle IV i V el territori belga es transforma en el cor del primer Regne franc. Tot i que a l'època no existia encara el concepte de capital, tal com l'entenem nosaltres, es pot dir que Tournai era el centre gravitatori des d'on Khilderic I n'administrava el conjunt. Vers el 496, Clodoveu (466-511), rei dels francs, rep el baptisme a Reims, i abandona Tournai per instal·lar-se a París. La cristianització massiva comença llavors a partir del 630 amb el suport de monjos i altres figures eclesiàstiques.
Després de la mort de Clodoveu, el Regne franc es partix entre els successors, seguint la tradició franca. Les divisions entre les distintes parts del regne variaren al llarg del segle vi. A més a més, altres "conquestes" augmenten l'extensió del territori cap al sud francès actual, fins al riu Sena i Roine. Els períodes d'unificació són escassos. La dinastia dels merovingis continua succeint-se al poder amb un allargament constant del territori. D'aquesta política naixen tres entitats polítiques diferents que, malgrat trobar-se separades per diferents reis, són totes sota l'espasa d'algun merovingi.
- Nèustria, nord-est de França amb la Bèlgica actual inclosa
- Austràsia, que va de les fronteres belgues amb Alemanya actuals fins a les fronteres frisones i saxones de l'època
- Borgonya, que comprèn la regió de Borgonya francesa actual fins a Suïssa

El territori helvètic és en aquest període absorbit pels francs i el Regne borgonyó entra en l'òrbita franca. Tanmateix, com s'ha dit, malgrat l'expansió evident, el Regne franc dels merovingis és sobretot una constant fragmentació per la tradició que vol que el pare repartisca el territori a parts iguals entre els fills. Això obligà els reis merovingis a trobar aliances amb els grans terratinents. És així com els futurs majordoms de palau dits Pipínids teixeixen un gran poder a Austràsia des d'on implanten el seu llinatge.
Les ambicions franques porten el territori belga a ser bandejat. Les antigues ciutats romanes són progressivament abandonades o es troben en retrocés. Els monarques francs preferixen les ciutats franceses per assentar-ne el poder i això anà en detriment de les regions belgues a pesar que a Bèlgica es desenvolupà una forta indústria del ferro que serví justament per a l'elaboració i comercialització de les armes necessàries per a l'expansió merovíngia.

#### Les fronteres lingüístiques
Els francs que s'instal·laren inicialment a la Bèlgica actual, parlaven una branca germànica del fràncic. Quan penetren en territori romà mercès a la caiguda de Romà, la incursió massiva impossibilita una imposició de la seua llengua i les poblacions romanes s'assimilen al fràncic alhora que les poblacions franques s'assimilen al llatí. És així com naix progressivament el francès actual.
Les discussions sobre l'origen de les fronteres lingüístiques de la Bèlgica actual és més especulació que fets verídics. Això es deu al fet que les fonts actuals de què disposem no donen certeses siga per la composició mateixa del fràncic com pels relats que els mateixos pobles de l'època volgueren donar-se. Tot i això, es pensa que la regió actual de Valònia, on es parla francès majoritàriament, rebé precisament aquest nom pels assentaments francs salians. La paraula pareix que procedix del fràncic "walha" derivat en "waal" i finalment "walonia".

El llatí, però, s'anà imposant de forma progressiva entre les elits de l'època. La fragmentació del llatí que deriva en les llengües actuals es fa notar encara més per l'ús del llatí per part de l'administració eclesiàstica i reial. El parlar del carrer ja no és exactament el mateix que el de l'Església romana. Això pronuncia la frontera lingüística actual. El nord seguix la tendència dels parlars fràncics i a poquet a poquet es dibuixa una realitat lingüística diferent del sud. El sud origina el francès actual mentre que el nord origina el neerlandès, que evoluciona del baix alemany marcant la diferència amb el frisó, que alhora marca la diferència amb l'alemany i el neerlandès.
El frisó és actualment una comunitat lingüística sense estat propi que se situa a Holanda. Els Països Baixos actuals (Holanda) tenen el neerlandès com a llengua oficial i compartien territori amb Flandes fins que la Guerra d'Independència contra l'Imperi hispànic portà la fragmentació del territori de parla neerlandesa en dos. La part del sud (Flandes) s'incorporà al segle xix a la part francòfona belga (Valònia) per crear l'estat belga. La part nord neerlandesa (Holanda) formà el seu propi estat independent: els Països Baixos. Alhora, una xiqueta part del territori del Sacre Imperi germànic de parla alemanya s'inclogué igualment dins de Valònia (sud-oest).

### L'Imperi Carolingi
L'ascens de la família dels Pipínids entre els majordoms de palau de la monarquia franca canvia la dinastia dels merovingis. El patrimoni dels merovingis és deixat en la pràctica en mans dels majordoms en aquesta política merovíngia de trobar suports en els terratinents. Els Pipínids hàbilment s'apropien progressivament de tots els territoris francs. És el cas de Carles Martell, que s'omple de glòria en vèncer els exèrcits musulmans a Poitiers. El seu pare és qui elabora l'estratègia per prendre el poder. Reprèn la missió dita evangelitzadora contra els pobles "pagans". Això li permet tenir la jerarquia cristiana rere seu. En assentar-se sobre l'antic Imperi romà, és de l'interès dels reis "bàrbars" tenir l'Església romana al seu costat perquè així la submissió del territori esdevé més fàcil. D'ací, doncs, que el seu fill Carles Martell anés a liderar la batalla de Poitiers contra els àrabs. No és estrany tampoc que els mateixos Pipínids estimulassen els concilis eclesiàstics de Roma, ni han d'estranyar-nos les batalles contra els frisons, alamans o saxons per part dels francs, ja que aquests no practiquen el catolicisme i això no agrada a l'Església romana.
A la mort del rei merovingi Teodoric IV l'any 737, Carles Martell, en tant que majordom de palau, no procedix a designar successor al tron. Exercix la realitat del poder, però, contràriament a allò que es pogués pensar, tampoc pareix voler emparar-se del regne, com a mínim a simple vista. El seu fill, Pipí I el Breu, és qui s'encarrega de fer allò que el pare hauria d'haver fet. L'any 751 destrona els merovingis amb tota l'habilitat habitual que caracteritza els Pipínids. Rep el suport de l'Església romana després que exercís el paper major durant el concili de Soissons. Davant la coalició dels ducs d'Aquitània, Baviera i Alemània, troba llavors l'ocasió ideal per a un nou monarca i, precisament, es proclama a ell mateix, amb el vistiplau de l'Església, nou rei dels francs. Per legitimar la seua conquesta del poder, procedix a consagrar-se mitjançant una emulació ritualística dels reis jueus descrita a la Bíblia -fet que l'atorga a ulls de l'Església poder diví-. El legítim rei dels francs, el merovingi Khilderik III, és apartat voluntàriament i relegat al monestir de Sant Bertí. Finalment, per tal d'assegurar-se continuïtat, ajuda tres anys més tard al papa Étienne II, que es troba en dificultats a causa dels llombards. Naix una nova dinastia, la dels carolingis.
Els fills successors Carloman i Carles són els qui finalment acabaren donant nom a la nova dinastia. Mentre Carloman és apartat del poder, el seu germà, Carles o Carles el Gran, d'ací que es faça designar en català com a Carlemany, reprèn la política expansionista dels francs posant la religió com a pretext. Així destruïx el santuari religiós dels saxons. Torna a la guerra contra els pobles de l'est. Conquerix el sud de la França actual i arriba fins a Catalunya. Mirà de fer-se amb la península Ibèrica, aqueixa antiga Hispania romana que aleshores es trobava sota el poder musulmà. Les tropes basques el foragiten malgrat que la seua cort només veu grandesa en el nou monarca. En poquet temps l'Imperi carolingi esdevé d'envergadura. S'estén de la frontera danesa a la bretona, passant pels Pirineus i la frontera hongaresa, des d'on el seu regne ha de fer front als àvars i hongaresos. Els hongaresos constituïxen una frontera sobre la qual el monarca no aconseguix passar.
Amb tot, la seua tasca "evangelitzadora" és compensada, una altra volta, amb intrigues entre l'Església i la reialesa. El Nadal del 800 és consagrat a Roma amb el títol d'"emperador dels romans". És a dir, el papat li concedix la reialesa romana de forma que a partir d'aleshores es considerà que Carles, posteriorment anomenat el Gran i amb el temps abreujat en Carlemany, havia reconstruït l'Imperi romà i per aquest motiu era digne de rebre el títol d'emperador dels romans. Sota aquests auguris i glòries, Carlemany tindrà temps de fixar la seua capital a Aquisgrà, des d'on potencià un renaixement cultural gràcies a la implantació de monestirs, els quals són els responsables de començar la tasca gens fàcil de traduir els clàssics grecs i romans. El llatí cobra importància dins d'aquest context, ja que es reivindica des de la reialesa. És d'aquesta manera com brolla lentament un entorn culte al voltant del monarca.

### El Regne de Lotaríngia

#### Mort de Carlemany i formació de Lotaríngia
A la mort de Carlemany l'Iperi carolingi entra en una crisi durable de la qual mai es recupera. Abans de morir, Carlemany havia designat ja un hereter per a tot el regne, el qual hauria de tenir la missió de continuar amb la tasca del pare i governar sobre tot el territori que li havia deixat. Aquesta decisió trencava definitivament amb la tradició franca, d'ençà que es volia que hi hagués únicament un rei i no una redistribució del regne a parts iguals entre els fills. Tanmateix, quan Carlemany pronuncia les seues paraules, les coses canvien diametralment. Els fills de Carlemany no accepten la seua decisió. Carles i Lluís, contraris amb la designació del seu germà, s'unixen mitjançant el pacte d'Estrasburg en què expressaren de forma explícita suport mutu fins a aconseguir el seu objectiu. I l'objectiu era tornar a partir el regne a parts iguals.

Els juraments d'Estrasburg foren escrits en fràncic i en alt alemany. Es tracta dels primers documents de caràcter polític i diplomàtic que se signen en llengua vernacla. Abans d'això, els documents reials eren signats i redactats en llatí. Però, d'aquesta volta, les parts contractants volgueren signar i redactar en la llengua que es parlava als territoris reclamats. Si més no, una part dels territoris reclamats perquè a França es parlava igualment l'occità. La seua redacció en llengua vernacla permet a la historiografia actual francòfona i germanòfona reivindicar el fet lingüístic.
De forma paral·lela, el territori carolingi torna a ser assetjat. Els regnes peninsulars del nord d'Europa comencen la seua particular expansió i decidixen penetrar en territori carolingi. Els vikings o normands, així anomenats a l'època, provocaren desestabilització i agreujaren de forma considerable els resultats de la crisi dinàstica. A la crisi interior deguda a les esbatusses entre fills, s'hi afegí l'esbatussa contra els normands. Les fronteres han de ser protegides, però la reialesa es troba en qüestionament mateix de la seua figura sobirana.
Aquesta situació és la que provoca la debilitació del regne i, per tant, la seua fragmentació. Principats, ducats, comtats i altres entitats pròpies de l'edat mitjana s'assumixen a si mateixes. Mercès a això, es creen regnes a les fronteres militars carolíngies. Amb tot, els germans Carles i Lluís aconseguixen apartar l'hereter legítim i partixen el regne en tres mitjançant el tractat de Verdun. Segons aquest, l'antic Regne carolingi queda repartit així:
- Frància, que traduït del llatí queda en França; part atorgada a Carles el Calb
- Lotaríngia, part atorgada a Lotari I
- Germània, que deriva justament de l'alt alemany i que dona nom a Alemanya* en la seua versió germànica (ex.: Germany en anglès), part atorgada a Lluís el Germànic

El destí del territori belga passa justament per Lotaríngia, ja que el territori que correspon a la Frància Mitjana conté el territori belga actual a més d'Itàlia, Suïssa, Luxemburg, els Països Baixos o Frísia. En aquesta franja que rep la jerarquia de reialme les divisions continuen, contràriament a allò que succeïx amb el territori del germà Carles, de forma que gradualment s'hi constituïren diversos estats que en donaren amb el temps forma als actuals. S'hi desenvolupen múltiples feus independents com els comtats de Flandes, Hainaut, de Loon i Namur, els ducats del Brabant i Limburg i el Principat de Lieja. Cal remarcar que totes aquestes entitats polítiques englobaven territoris d'ambdós costats de la frontera lingüística, que no ha esdevingut frontera administrativa fins al 1963.
A la mort de Lotari I, Lluís II rep el títol imperial de les terres italianes. Carles de Provença rep les terres borgonyones. Lotari II rep, per la seua banda, la resta del territori, és a dir, de Bèlgica fins a Suïssa actuals. El Regne de Lotaríngia comença llavors a fracturar-se al seu torn. És el tractat de Prüm. Durant la vida de Lotari II, la seua porció és objecte d'ambició per part de França i del Sacre Imperi germànic. A la seua mort, no hi ha hereters. Els seus oncles, Carles el Calb i Lluís el Germànic, decidixen repartir-se el Regne de Loratíngia amb el tractat de Meersen. El Regne de Borgonya no sobreviu per les ambicions territorials dels veïns i el territori antigament lotaringi queda dividit en tres:
- La part occidental es queda a França
- La part oriental es queda al Sacre Imperi romà
- La part del sud es queda a Itàlia

Després d'un episodi breu d'unió mercès a Carles el Gros, el territori antigament lotaringi torna a ser dividit a la mort de Carles el Calb i Lluís el Germànic. Tota l'antiga Loratíngia a excepció de Borgonya passa a mans del Sacre Imperi romà. Els reis germànics miren de substituir els antics càrrecs absorbits per fills seus. El fill bastard d'Arnulf, per exemple, esdevé rei de Loraríngia sota el nom de Zuentibold I. Això el porta a fer la guerra contra Reginald de Hainaut, que pretén substituir-lo. Gran feudatari, és mort l'any 900.
Quan el nou rei del Sacre Imperi romà, Lluís IV l'Infant, accedix al poder, Lotaríngia passa a ser un ducat supervisat pel comte Gerbhad de Francònia. I, tot seguit, a la mort de Lluís IV, el nebot de Conrad de Francònia, Gebhard, és designat per la jerarquia nobiliària del Sacre Imperi nou rei de Germània per la crisi successòria: la mort del rei es fa sense hereus. Tanmateix, Reginald s'oposa a l'accés de Gebhard al poder i demana ajuda al rei de França, Carles el Ximple. N'aconseguix ser designat marquès de Loratíngia. Finalment, quan mor Reginald, el poder passa a ser exercit per Wigèric de Bidgau.
*Germània no era un país. L'estat alemany només sorgix al segle xix. Tot i que ja s'hi parlava alemany, el territori es troba fracturat en una conjunt d'estats composts anomenats Sacre Imperi germànic.

#### L'escissió de Lotaríngia

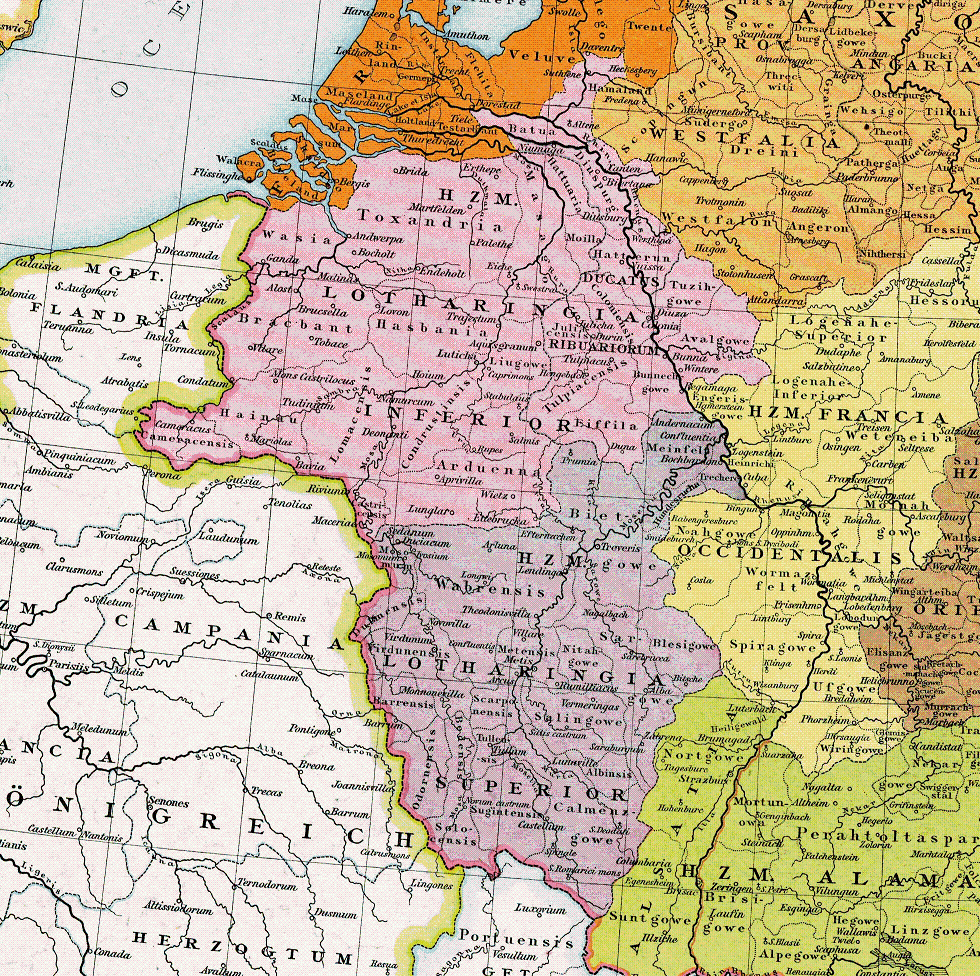
Divisió de la Lotaríngia entre el 953-959

El fill de Reginald de Hainaut, Gislebert, es revolta contra Carles el Ximple de França, tot recolzant-se sobre el rei del Sacre Imperi romà, Enric l'Ocellaire, el qual resol envair l'any 925 Loratíngia. Gislebert n'obté el títol de ducat de Loratíngia. El territori queda des de llavors dintre del Sacre Imperi romà per a molt de temps, prou com per veure com accedix al poder Otó I.
Otó I rep el títol d'emperador dels romans per part de Roma, de forma que el Regne germànic passa a ser anomenat Sacre Imperi romà. El regne es compon d'una diversitat de feus que fan ofici d'estats composts que elegixen conjuntament una figura central que és la qui rep el títol d'emperador dels romans. L'accés d'Otó I al títol permet la formació d'una realitat que perdurà fins al segle xix.
A la successió del duc de Lotaríngia, aquesta passa a mans del fill del rei, Enric, que es revolta contra el poder l'any 940. Vençut i humiliat públicament, aconseguix trobar la confiança d'Otó, que li concedix el ducat de Baviera, tot i que és reemplaçat poquet de temps després per Otó de Verdun. Quan mor aquest últim, el rei cedix el territori a Conrad el Roig, que porta llavors una política contrària a la casa de Hainaut, Reginald i el seu nebot Gislebert, recolzant-se aquesta volta en el rei de França. Una revolta hongaresa sacseja el territori loratingi, a més de les conspiracions contra el rei Otó.
El rei, davant d'aquesta situació, i amb la finalitat de tenir un ducat molt més controlat i pacífic, confia Lotaríngia a Brunó de Colònia. Aquest es recolza en l'ajuda de la jerarquia eclesiàstica per tal de fer acceptar el seu nomenament. Els hongaresos són apartats definitivament sota la seua espasa i el territori lotaringi patix una escissió. Brunó de Colònia decidix partir-la en dos:
- Alta Lotaríngia; situada a Mosella i que prefigura la regió actual francesa de Lorena; atorgada a Frederic de Bar
- Baixa Lotaríngia; situada entre la vall de l'Escaut i el riu Rin a l'est; atorgada a Jofré de Metz

#### La Lluita de les Investidures
Fruit d'aquesta divisió, sorgixen noves rivalitats. Les jerarquies feudals de Lotaríngia s'alien o s'esbatussen segons convinga al costat de França o del Sacre Imperi romà per fer-se amb el territori. Aquesta esbatussa esdevé fins i tot qüestió d'estat en haver-hi intents de destronar el rei francès. En tot cas, després de la mort d'Otó II, la Baixa Lotaríngia passa a mans del comte de Verdun, Jofré I, cosa que aporta finalment un escenari més unificat en aconseguir desfer-se de totes les revoltes. Però l'any 1044, Enric III, successor, torna a dividir Loratíngia entre els dos fills i, un dels fills, precisament, rebutja el repartiment. Torna a fer-se la guerra. Verdun i Nimègue són destruïdes. Fins a la mort d'Enric III no es veurà pau a la vista.
Mentrestant, al Sacre Imperi romà, una nova problemàtica apareix entre Roma i el Sacre Imperi germànic. Després de la caiguda de l'Imperi Romà, tot i que el nomenament dels càrrecs eclesiàstics corresponia en teoria a l'Església catòlica, en la pràctica era habitual que fos realitzat per les autoritats seculars. En moltes ocasions els càrrecs eclesiàstics, especialment els de bisbes i abats, comportaven ingressos procedents d'extenses terres. Per això, era habitual que els monarques nomenassen gent de confiança o, fins i tot, els venguessen al major postor. En consonància, però, amb la reforma gregoriana, l'Església catòlica decidix esborrar aquesta pràctica i l'emperador del Sacre Imperi germànic s'hi oposa.
És així com el segon fill del comte de Verdun, Jofré I, decidix ajudar l'emperador del Sacre Imperi romà, alhora que fa la guerra contra Flandes i Holanda. En aquesta Lluita de les Investidures, plena de segones intencions que van més enllà del territori controlat pel mateix monarca del Sacre Imperi romà, el fill és assassinat pels comtats de Flandes i Holanda. El nebot, però, malgrat ser designat per la jerarquia per succeir al difunt, és apartat pel rei del Sacre Imperi romà, el qual tria el seu fill Conrad de dos anys. Això deslliga finalment la Baixa Lorena (Loratíngia) de l'Imperi germànic sense apaivagar els ànims.
Els episodis que se succeïxen són de fractura continuada. D'ara endavant són els comtats, principats i altres estructures menors les qui tenen sobirania. No existix poder central, no hi ha regne. El territori seguix pres per les revoltes de cases feudals que continuen esbatussant-se per l'antiga Loratíngia. D'aquesta fractura naixen el comtat de Namur, el ducat de Limburg, el ducat del Luxemburg*, de Stavelot-Malmédy, etc.
*Luxemburg esdevé amb el temps un cas particular perquè aconseguix constituir-se en forma de país. És, de fet, l'únic microestat que aconseguix durant molt de temps un reconeixement tangible dins d'Europa quan la resta de microestats actuals es troben immersos en continuats episodis de defensa de les seues fronteres.

### L'any mil al territori belga

#### Període de feudalització
Vista genèrica:
La visualització genèrica que es pot fer de l'edat mitjana després de l'any mil en territori belga actual és de feudalització pronunciada. L'Alta i Baixa Lorenes són escenari d'ascens i caiguda de diversos principals, comtats i ducats en rivalitat perpètua. El territori lotaringi, és a dir, lorè, és de forma general propietat del Sacre Imperi germànic, tot i que algunes parts són feudatàries de França. França mira a tot preu de controlar allò que considera seu. Però, vista la guerra que manté contra el Regne d'Anglaterra, un nou actor s'hi afig. Anglaterra rivalitza, doncs, com a represàlia per aquest territori que es troba en essència dins de la geopolítica germànica. Això permet a la Baixa Lorena estendre's de l'Escaut fins a Sàxia i l'Hesse. Sobre tot aquest territori, senyories i comtats pràcticament independents, com el ducat de Brabant, de Limburg, del Luxemburg, de Hainaut, de Namur i el Principat de Lieja, s'enfronten per allargar el seu patrimoni alhora que topen amb les ambicions de la dinastia francesa i anglesa, les quals són ingerència per al conjunt d'estats germànics. 
Entrant a l'any mil, el comtat de Flandes aconseguix destacar dins de la multiplicitat de les divisions feudals sorgides a la mort de Carlemany quant a la part alta de Lorena o Lotaríngia es referix. La seua potència és cada volta més gran i adquirix més i més territori. En aquest context el territori del comtat flamenc és cedit a la casa dels Balduí a la Dieta de Colònia de 1056. Un seguit de successions i casaments porten a la unió entre els Balduí i Hainaut. A la mort del darrer hereu, naix una crisi successòria per la possessió de Flandes. Robert el Frisó reivindica el territori flamenc i combat el fill de Balduí VI. Flandes, feu francès, encara sota Robert el Frisó, seguix retent homenatge al monarca francès, fet que no deixa de banda l'alta autonomia del territori i el seu poder creixent, un poder cobejat per totes bandes.
La successió de Robert el Frisó porta altra volta a una batalla. El seu fill és Carles de Dinamarca i decidix anar en contra de la noblesa, cosa que li valgué l'assassinat per part dels seus rivals. La seua mort engendra una crisi que dura dos anys. La sobirania pot quedar en mans de Dinamarca i això, França, no vol permetre-ho. El rei francès, Lluís VI, aconseguix amb l'ajuda de la noblesa imposar el seu candidat a succeir el lloc vacant. El candidat és fill d'Enric III d'Anglaterra. Enric és alhora enemic de França o com a mínim els regnes francès i anglès no se suporten. És important recordar que tan sols uns anys després comença una llarga contesa bel·licosa entre França i Anglaterra. Tanmateix, el fill del rei anglès és contrari a Anglaterra i, per tant, el candidat servix els interessos de França. Però, en canvi, el rei no accepta que el seu fill siga designat per la corona francesa com a candidat. Les dues parts es lliuren llavors a una guerra. Això provoca igualment aixecaments a les ciutats flamenques perquè el nou rei, Guillem Cliton, duu una política declaradament antianglesa en consonància amb els interessos francesos.
Els interessos francesos que anaven fins aleshores ben encaminats, s'estronquen quan Guillem Cliton mor en batalla. El seu successor, Teodoric d'Alsàcia, adquirix més independència de cara al poder francès i anglès. A més, allarga el seu territori gràcies a concessions de privilegis a ciutats i comtats. A la seua mort, els successors del comtat de Balduí-Hainaut aprofiten l'ocasió per a fer-se altra volta amb el territori flamenc, anteriorment perdut, aleshores en mans de la casa d'Alsàcia.

#### Les croades dels s. XI i XIII
Les croades que la jerarquia catòlica volgué portar contra el poder musulmà involucraren les cases feudals de la Bèlgica actual. El successor de Balduí IX de Flandes i Hainaut marxà a fer la guerra contra els musulmans i n'obtingué el tron de Constantinoble. L'any 1205 mor contra els búlgars i deixa dues filles de quatre i dos anys. La més jove s'esposa amb Ferran de Portugal sota influència del rei francès. Ferran, això no obstant, preferia el partit del rei anglès, Joan sense Terra, aliat del comtat de Bolonya i de l'emperador germànic Otó IV. Territoris, aquests darrers, contraris als interessos de la corona francesa. 
Jofré de Bouillon, després de fer la guerra conjuntament amb Guillem el Conqueridor l'any 1066, i també, després d'haver aconseguit la Baixa Lorena, se'n va a fer la guerra contra els musulmans a les croades promogudes per l'Església catòlica. El 15 de juliol del 1099 la seua armada es desfà del poder musulmà i és triat per a regnar sobre Jerusalem. Les cròniques medievals en feren un heroi, tot i que després de la seua proclamació com a rei el seu regnat durà solament un any. 
I és que França es troba en plena guerra contra el rei anglès. Després de la fracturació carolíngia, la reialesa anglesa aconseguix adquirir territori francès, i França, precisament, és contrària a deixar-lo en mans angleses. A més, vol recuperar territori perdut, d'ací que propose candidat per a la successió del territori deixat per Robert el Frisó. Un territori que si bé seguix sent feu, en la pràctica gairebé es gestiona tot sol sense l'autoritat francesa.
Així, en plena guerra entre França i Anglaterra, Ferran és capturat pel tron francès en la batalla de Bouvines l'any 1214. Hi quedà empresonat durant prop de tretze anys. Això no obstant, res impedix les bones relacions entre Flandes i Anglaterra. Nous matrimonis són aprofitats entre les parts bel·ligerants per fer-se una guerra econòmica. La dinastia dels Dampierre pren les regnes de Flandes. La tria de Guillem II d'Holanda, escollit el 1247 com a rei dels romans, provoca hostilitats a les terres flamenques, que donen lloc a revoltes populars, les quals són aprofitades per França per a imposar un embargament sobre Flandes. França pretenia llavors rompre amb el comerç angloflamenc: això empobrix la població i l'economia flamenca.

#### Guerra de Flandes

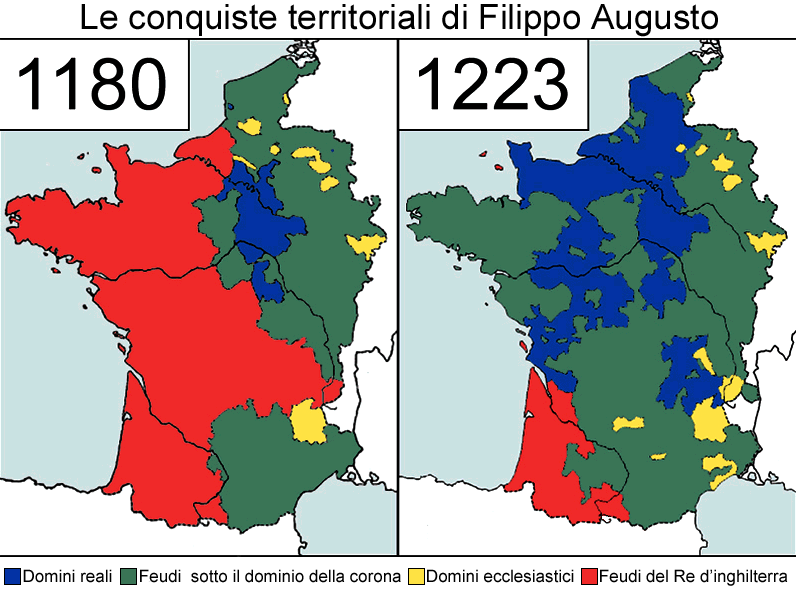
L'evolució de l'adquisició de territori per part de Felip August de França

Davant la situació provocada pel bloqueig francès, el rei anglès, Eduard I, fa pressió perquè Flandes elimine definitivament el vincle de vassallatge francès. És en la voluntat d'imposar-se sobre França i sobre la jerarquia nobiliària partidària del cantó francès que la sobirania flamenca adopta el símbol del lleó. L'alta burgesia, per contra, en senyal de confrontació, adopta la flor de lis francesa. A tot això seguixen episodis de pau, marcats per tractats entre Anglaterra i França, els quals tornen a fer-se la guerra amb l'ascensió al poder dels Valois francesos. Flandes és llavors envaïda per França. Tanmateix, a la mort del rei francès, Carles de Valois, la casa d'Hainaut succeïx a Joan I d'Holanda, una fita que fa pensar que França ateny el Rin. Els destronats decidixen, doncs, reprendre hostilitats i unir els territoris flamencs amb l'objectiu de fer fora la petjada del rei Felip IV de França: és la Guerra de les comunes flamenques.
L'any 1302 és la desfeta francesa, que hui és aprofitada pel nacionalisme flamenc per a recrear l'oposició entre flamencs i valons. És a dir, malgrat que Flandes fos durant molt de temps un feu francès, la pràctica deixa demostrada que aquest feu és en mans de tothom i de ningú. El tron anglès se'l disputa, les cases nobiliàries locals també, la qual cosa fa entrar-hi el Sacre Imperi romà i, amb tot, provoca les reaccions de la corona francesa, que vol mantenir-lo sota la seua espasa. Flandes per la seua banda és un comtat creixent quant a poder i, alhora, una bona font de recursos naturals. La guerra oberta entre cases feudals porta el territori a una independència de facto. Això no agrada a França i, per aquest motiu, quan els Valois destronen els Capet a França, l'objectiu primer és sotmetre definitivament Flandes. Però Flandes és neerlandesa, no francòfona, i d'ací surt la rivalitat que el nacionalisme flamenc commemora perquè percep la voluntat francesa dels Valois com una invasió. Invasió, d'altra banda, exitosa. Tot i la desfeta francesa de l'any 1302, el Regne francès acaba guanyant i imposant una dura pena.

#### Guerra dels Cent anys
En la seqüència de les hostilitats entre anglesos i francesos, el tron anglès decidix reclamar la successió del tron francès l'any 1328, després de la mort del rei francès, Carles IV. Això provoca una guerra de més de cent anys i propulsa els dos regnes a episodis sagnants que condicionaren l'esdevenir de la seua economia.
En la guerra, el successor flamenc, col·locat a propòsit per França, decidix donar suport a França i això provocà la revolta de les comunes flamenques que depenien del tron francès per a la seua subsistència. La llana anglesa és preuada en territori flamenc i, vista la situació, el conflicte amb Flandes no trigaria a aparèixer. Això succeïx l'any 1336, quan el comte ordena l'arrest dels comerciants anglesos sobre el comte de Flandes. Anglaterra hi reacciona imposant un embargament sobre l'exportació de llana. És així com Flandes fa la guerra contra França i a favor d'Anglaterra, tot i tenir un sobirà contrari a tot això, que per la seua banda mira de negociar la fi de les hostilitats contra el seu territori entre Londres i París.
El comte de Flandes és mort en una batalla contra Anglaterra i això apaivaga els ànims. Lluís II de Flandes és qui proposa llavors una pau que havia de segellar-se amb el casament de la seua filla amb el príncep anglès. Els historiadors pensen que aquesta circumstància és, més que honesta, interessada. Es pensa que Lluís II de Flandes hagué de demanar aliança amb Anglaterra perquè l'economia es veié durament afectada i, per tant, era del seu interès continuar amb els llaços comercials anglesos perquè una oposició contra Anglaterra allargaria la pobra situació econòmica.

#### Guerra de Successió Brabant
Quant a la part baixa de Lorena, l'etapa de la història medieval de Bèlgica està marcada per l'ascens dels Brabant. Una simple herència llunyana servix per a engendrar nous reclams. Tot aprofitant el seu creixement, el comtat de Lovaina, actualment una regió neerlandesa de Flandes, reclama el seu dret sobre el tron flamenc i mercès a això l'actual Brabant esdevé un ducat amb força poder, que li permet pujar al tron de les terres de l'antiga Loratíngia.
Lambert I de Lovaina és efectivament fill de Reginald de Hainaut. S'esposa amb Gerberga, que és filla del duc de la Baixa Lorena, de la casa dels Brabant. Dins la Baixa Lorena trobem el comtat de Lovaina. Per tant, dintre de la línia successòria, el comtat de Lovaina reclama durant tota la seua vida els seus drets sobre el tron flamenc, que a parer seu remunten igualment a la dinastia franca dels carolingis. L'any 1106 el rei germànic Enric IV nomena precisament un Brabant per al ducat de la Baixa Lorena. Tot aprofitant, des de Lovaina, territori brabant, es procedix a l'adquisició de tots els feus de la zona de manera que, 100 anys després, el poder dels Brabant és prou fort com per fer-se a grans trets amb la Baixa Lorena. És així com el ducat de la Baixa Lorena, anteriorment Lotaríngia, passa a anomenar-se ducat de Brabant.
La política d'expansió és altra volta contestada. L'any 1244 el ducat de Limburg -pertanyent al Sacre Imperi germànic- reclama el dret a successió dels Brabant i això provoca noves hostilitats. Els Luxemburg, els Gueldre i l'arquebisbe de Colònia, entre d'altres, decidixen protegir-se d'aquesta política d'expansió Brabant aliant-se amb els Limburg. Però, contràriament a les esperances, la guerra és perduda i els Limburg veuen el seu patrimoni annexionat als dels Brabant. De fet, el comtat del Luxemburg és també annexionat. Joan I de Brabant és, doncs, l'únic sobirà que queda i justament no per gaire estona més. La política expansiva continua i això li val la pèrdua total de la sobirania. Quan el seu successor assumix el tron, els Brabant es troben en crisi financera perquè les batalles contínues esgotaren el proveïment i progressivament es troben amb deutes a pagar.

Aquesta situació és aprofitada per a tornar a contestar la sobirania Brabant. La guerra de successió que se seguix és catastròfica per als Brabant. Aquests han d'acceptar la repartició del territori i això acabà comportant la submissió a una branca dinàstica francesa. És així perquè els vincles que unixen els Luxemburg amb Margarida de Borgonya apropen de cop i volta el territori de l'antiga Baixa Lorena a la jerarquia francesa. El ducat de Brabant, és a dir, la Baixa Lorena o Lotaríngia queda d'ençà a mans dels Borgonya. 
Vista genèrica:
Amb tot, després de la Guerra dels Cent anys, els comtats i ducats, excepte el Principat de Lieja, del territori actual belga passen a estar en possessió borgonyona. Borgonya és llavors un feu francès però històricament no sempre ho ha estat. El Regne de Borgonya naix en terres suïsses i s'allarga fins que, fruit de les fragmentacions carolíngies, acaba en mans franceses. La part suïssa actual queda llavors dins del Sacre Imperi romà mentre que l'altra s'incorpora definitivament al territori francès. La part francesa passa a conèixer-se com a ducat borgonyó mentre que la suïssa perd la seua forma inicial per a esdevenir un conjunt molt fracturat d'estats. Una minsa part d'aquest conjunt forma progressivament una confederació dins del ja confederat Sacre Imperi germànic. És justament el ducat borgonyó qui adquirix el ducat de Brabant. 

## L'edat moderna

### El somni borgonyó
Abans de la unificació dels territoris borgonyons i des de la parcel·lació de l'Imperi carolingi als principats autònoms, Bèlgica coneix destins diversos dins del mateix territori i a voltes de forma encreuada. Aquesta parcel·lació i destins entrecreuats no és precisament el fruit d'una lògica predeterminada sinó el resultat de circumstàncies particulars que afavorixen la lluita per múltiples territoris en mans de cases feudals amb ambicions patrimonials traduïdes en polítiques expansives. Tanmateix, els ducs de Borgonya pretengueren, amb el seu ascens dins d'aquest trencaclosques belga, construir un estat poderós i modern que emulés el model francès, del qual al cap i a la fi provenen. D'aquesta voluntat naix una nova entitat: Països Baixos. Portar a terme aquest projecte ambiciós necessita abans de tot la unificació de tots aquests comtats, ducats i altres formes feudals dispars alhora que unides per enllaços no sempre matrimonials. Precisament l'objectiu final passa per la unió matrimonial. D'això s'encarregà la dinastia dels Borgonya.

### Les Disset Províncies

#### Països Baixos Borgonyons (1384-1482)

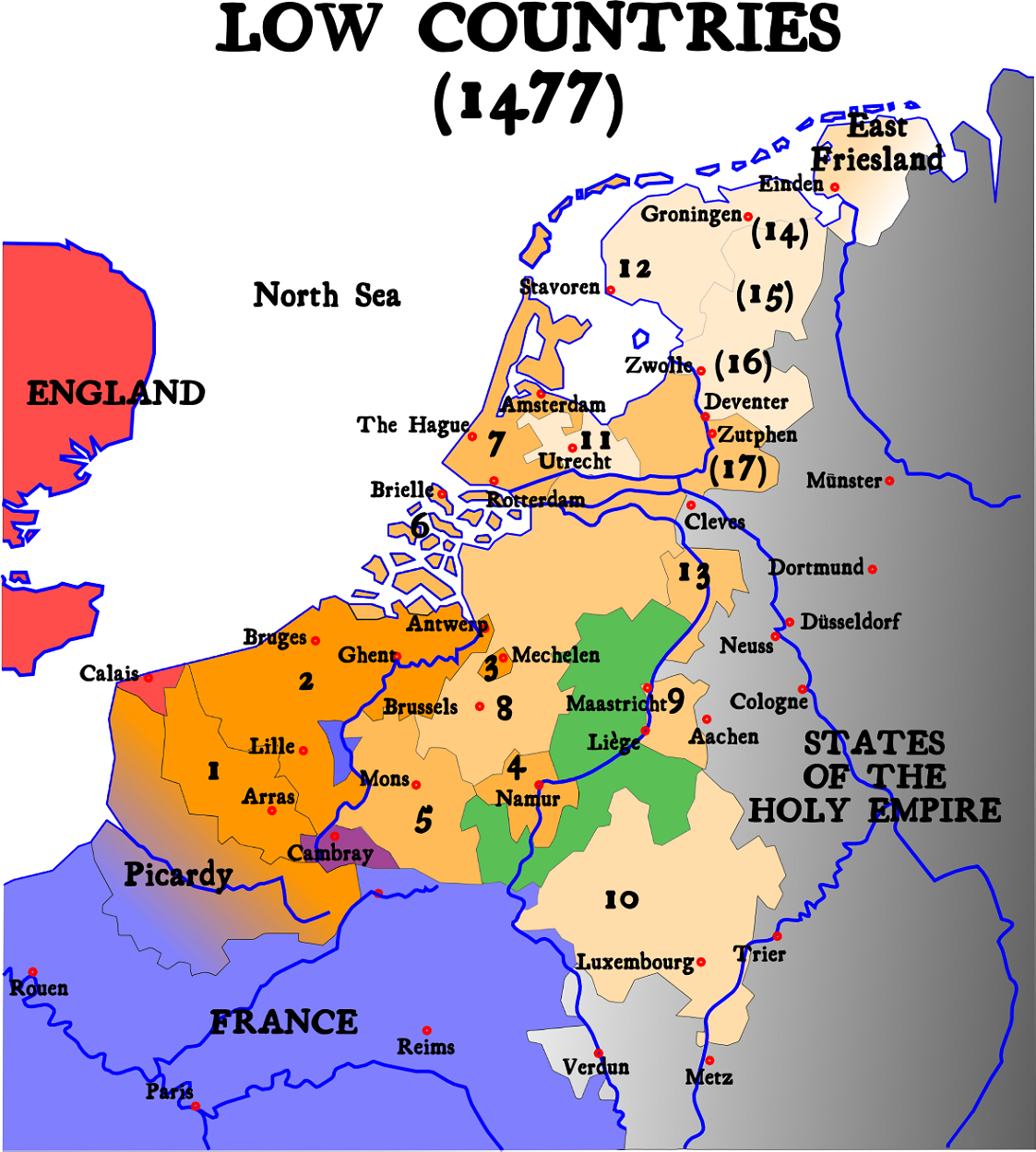
Les Disset Províncies i el Bisbat de Liège, 1477)

A l'eixida de la Guerra de Cent anys, els territoris belgues (excepte el Principat de Lieja) i els Països Baixos actuals (dels quals els límits remunten al segle XIX) són a mans dels ducs de Borgonya, vassalls del rei de França. Sota França, Felip el Bo i el seu fill Carles el Temerari, el país coneix una expansió econòmica de la qual s'aprofiten les ciutats, i sobretot, Brussel·les, que acull el poder al palau dels antics ducs de Brabant. Als mapes de l'època, el projecte dels Grans Països Baixos, que va des de les illes de Frísia fins a la Picardia francesa, permet imaginar els futurs Països Baixos dels segles XIX i XX, a més de la Bèlgica moderna. Sobre aquest mapa imaginat de Grans Països Baixos queda representada de forma personificada i icònica la forma d'un lleó que és posat justament en valor per conferir legitimitat a l'ambició borgonyona de construir un estat únic a l'estil francès. Però la política ambiciosa de Carles el Temerari que vol connectar les seues possessions de Borgonya a les dels Països Baixos provoca un conflicte amb la França de Lluís XI. A la mort del Temerari en combat, l'any 1477, els Països Baixos borgonyons passen a mans dels Habsburg.
Mentre les possessions estigueren a mans dels Borgonya la llengua oficial i imposada a la Cambra del Consell fou el francès. El territori en realitat parlava, però, moltes altres llengües i el francès no n'era precisament la majoritària. S'hi parlava efectivament el neerlandès, el frisó i l'alemany, a més del francès. Per un ordenament del 1409 s'imposà per primera volta unes pràctiques lingüístiques que situen el francès en avantatge davant la resta de llengües del territori. El neerlandès era autoritzat, però únicament en la presa de decisions deliberatòria de porta tancada, fet que relegà aquesta llengua a segon terme. El seu ús no era obligatori, vist que només s'emprava en cas que hi hagués sol·licitud per una de les parts. Això és el que provocà per primera volta en la història de la Bèlgica actual una situació de conflicte lingüístic que al llarg dels anys continuà reforçant-se per les contínues influències que el poder manté amb França. 
Carles V naix l'any 1500 a Gant, hereu a la vegada dels Habsburg, dels ducs de Borgonya i d'Espanya. Es considera flamenc i borgonyó. Parla diverses llengües. Electe emperador del Sacre Imperi romanogermànic, el seu poder és immens. Té sota la seua autoritat, el Regne de Castella, el Principat de Catalunya, Andorra, el Regne de València, el de Nàpols, les confederacions suïsses, bona part del territori actual alemany i austríac, dividit en principats, ducats i comtats amb relativa independència, les colònies espanyoles de l'Amèrica Llatina, a més del territoris belgues actuals, la qual cosa inclou igualment en eixa època influència sobre el ducat de Luxemburg, etc. La pràctica ja heretada de la península Ibèrica d'anar-se'n a jurar les Constitucions Catalanes de la Confederació catalanoaragonesa, es trasllada igualment als Països Baixos o Disset Províncies Unides. Allà el sobirà ha de jurar càrrec. Les terres sobre les quals regna el tornen el sobirà més poderós d'Europa. Regna en la pràctica sobre dos hemisferis i això és el que porta la historiografia hispànica a dir que Espanya tingué un rei que governava sobre un imperi que no veia pondre's el sol.
La pràctica confederada no és única i exclusiva a Europa. És fins i tot habitual. Abans que el poder hispànic es fes càrrec dels territoris de les Set Províncies Unides, aquestes ja funcionaven a mode de confederació. Els Borgonya instal·laren justament un parlament estamental representatiu de quatre -inicialment n'eren quatre- estats estamentals dits el Gran Consell, que és en realitat un organisme supraestatal per sobre del Consell Ordinari. Tot plegat amb vista a tenir un únic estat unificat. S'hi promouen de fet monedes pròpies per cada estat, la qual cosa constituïx una novetat perquè permeté unificar la major part de les transaccions del territori actual belga, recordem, altament fragmentat. En aquest Gran Consell es prenien decisions conjuntes que havien de ser aplicades a totes les entitats feudals de l'època, que tot i així conserven el seu marc jurídic i lingüístic. De cara a l'exterior, doncs, es pot veure un estat únic que actua amb veu pròpia, però que en la pràctica és el resultat de diverses veus independents que seuen juntament al voltant d'un hemicicle estamental. El terme Disset Províncies, que és el nombre d'entitats que s'acaben ajuntant ja deixa en evidència que tenim uns estats generals a la francesa però amb pinzellada neerlandesa. L'expressió mateixa prové del neerlandès.
A banda, sota l'espasa dels borgonyons, els territoris neerlandesos conegueren un període de creixement econòmic i de creació cultural. El famós Renaixement del nord es degué a les terres neerlandeses. Les formes de capitalisme incipients contribuïren a ampliar les mirades de l'època i gràcies a això nasqué una nova pràctica artística, més matemàtica, més grega i romana que el gòtic o el romànic. El territori flamenc esdevé llavors un centre de gravitació on destaquen artistes com Jan van Eyck. El platonisme d'antuvi és substituït progressivament per una nova mena de concepció platònica dels símbols. El capital al servei de l'art portà progressivament a voler posar en relleu la propietat personal. És així com el platonisme religiós deixa lloc al platonisme dels diners. I, en conseqüència, el barroc ja no mostrà només la cara religiosa de les cosmovisions, sinó també la potència i el poder que els estats absolutistes volgueren imposar, un poder que veiem traslladat als retrats neerlandesos de famílies aristocràtiques i protestants de l'època.

#### Països Baixos Espanyols (1482-1713)
L'accés de Carles V al Sacre Imperi germànic porta, d'una banda, reformes a les institucions de les Disset Províncies i, d'altra, fruit d'un ambient humanista, el continent europeu camina lentament però amb tota seguretat cap a anys incessants de guerra continuada per motius polítics amagats de religiositat. La nova Reforma protestant marcà un abans i un després en el continent europeu.

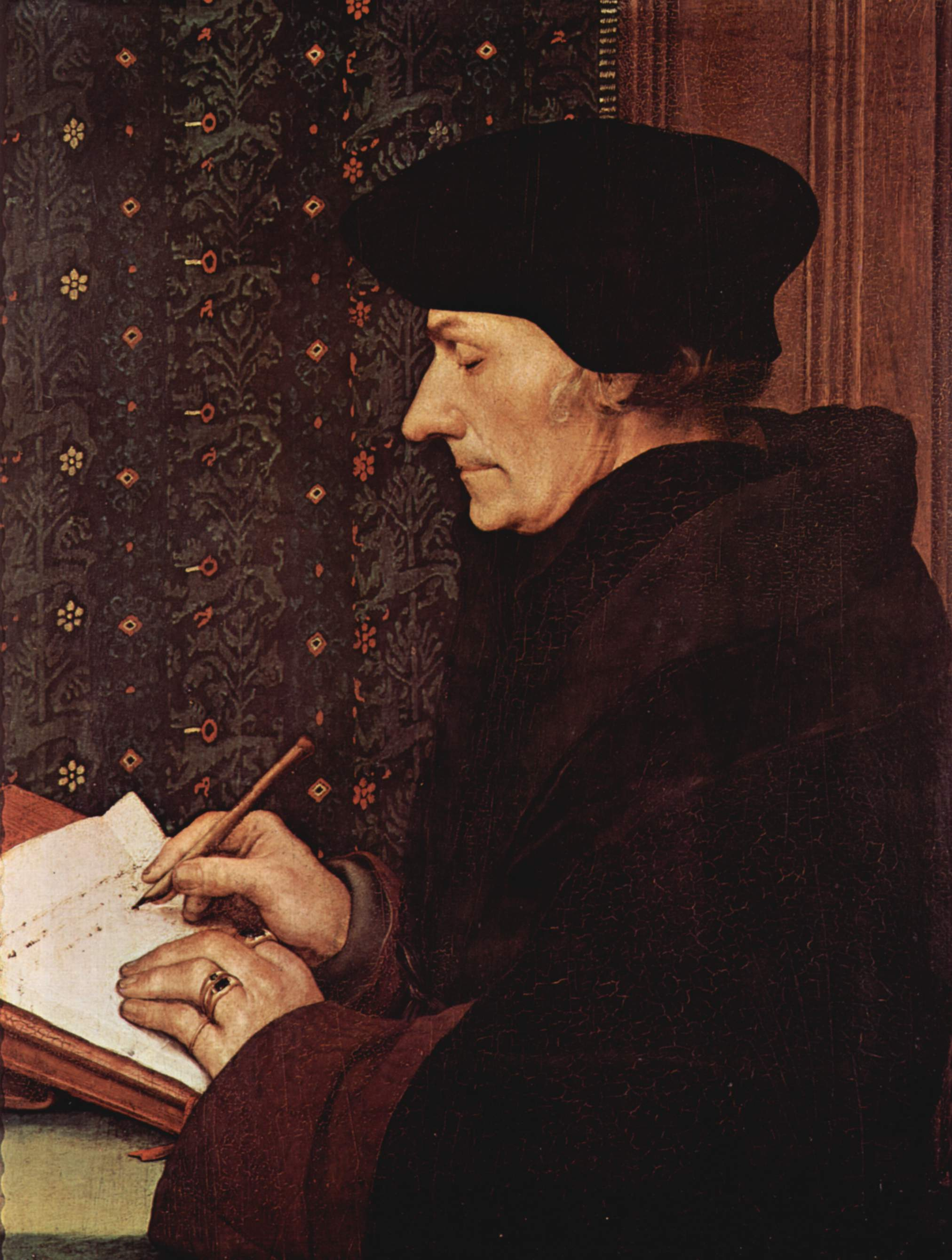
Erasme per Hans Holbein el Jove, 1523

En la mateixa línia que quan els borgonyons eren al poder, els Habsburg emprengueren encara més reformes per donar més centralisme a la confederació de les Disset Províncies. L'emperador dels romans decidí crear tres consells que gestionassen la justícia, la política i les finances de tots els territoris de les Disset Províncies dins d'una política conjunta. Portà igualment a terme tota una política de reforçament administratiu desplegant agents de control per tal de tenir el territori molt més sota la seua mirada. Tanmateix, cal dir que, per bé que hi hagué una reorganització de les institucions, l'essència mateixa del model continuà vigent i seria massa simplista veure-hi una evolució cap a un estat centralitzat. Estem encara davant d'un conjunt d'entitats feudals amb els seus costums propis d'aquesta època que seguixen manant i reunint-se en un hemicicle jeràrquic per prendre decisions conjuntament sense que això traga autonomia a cadascuna d'aquestes composicions.

Paral·lelament, el territori belga actual fou un focus de pensament gràcies a l'humanisme que, per bé que nasqué a Itàlia, s'estengué ràpidament per tot Europa, principalment als estats del centre-nord, la qual cosa portà a la Reforma protestant i, així, a les guerres de religió que marquen aquest període. Artistes i intel·lectuals de l'època són atrets pel territori neerlandès; es divulguen així per tot Europa nous valors. L'individualisme comença a ser posat en relleu per primera volta. La relació que els escolàstics dictaren entre la moralitat i els diners anà canviant igualment de forma progressiva. Això ajudà a fer penetrar el capitalisme en terres flamenques.
L'humanisme també significà la circulació ràpida de la impremta. Els tallers d'impressió tingueren un èxit fulgurant en territori neerlandès. De fet, foren les grans empreses d'edició cartogràfiques al continent europeu. L'any 1537, Gérard Kremer, originari de Rupelmonde, però instal·lat al Louvain, més conegut amb el nom de Mercator, fou el primer que realitzà un mapa de Terra Santa. El 1540 es torna cèlebre mercès a una representació cartogràfica del comtat de Flandes. Per sospites de ser favorable a la Reforma protestant, marxa cap a Renània, des d'on publica el 1554 un mapa d'Europa, un mapa mundial "ad usum navigantium", fent ús del sistema cilíndric, el qual l'ha tornat famós arreu del món.
El Renaixement artístic posa altra vegada èmfasi en els clàssics grecs i romans. L'antiguitat és rellegida. La impremta hi tingué un paper molt important; gràcies a aquesta, l'humanisme s'expandí molt més ràpidament, a partir del 1450.[3] Endemés, les acadèmies i les universitats també tingueren un paper clau en la seua expansió, i se centraren en la llengua, la filosofia i la literatura. Estaven formades per erudits que, sota la protecció econòmica (mecenatge) d'un senyor, es dedicaven a la traducció de manuscrits antics i a l'intercanvi de coneixements i idees.[4]
L'humanisme de les terres actuals belgues també feu evolucionar la medicina i el coneixement del cos humà gràcies a Andries Van Wesel, Andreas Vesal, etc. Vesal fou fins i tot cirurgià de Carles V. L'Església catòlica perseguí molts científics de l'època perquè el mètode de dissecció era contrari a allò que l'Església deia que era moral. Per aquest motiu el mateix Vesal tingué problemes amb la jerarquia catòlica, com altres genis de l'època, com Leonardo Da Vinci.
Al final de l'edat mitjana, hi havia un cert malestar en àmplies capes de la societat pel rumb que havia pres l'Església:
- Luxe exagerat amb què s'envoltava l'alta jerarquia eclesiàstica.
- Escassa cultura i relaxament de costums del clergat.
- Compravenda de càrrecs eclesiàstics per a benefici propi.
- Venda de butlles i indulgències per a obtenir el perdó de Déu.

Alguns humanistes, com Erasme de Rotterdam, ho criticaren i defensaren una religiositat més íntima basada en la lectura de la Bíblia. Això va suposar la divisió de l'Església el 1515. Es considera generalment que la Reforma protestant consegüent comença amb Les 95 tesis de Martí Luter (1517), tot i que existixen una sèrie de precursors com Johannes Hus anteriors a aquest esdeveniment. Luter va clavar les seues 95 tesis a la porta de l'església de Tots Sants a Wittenberg,[2] que servia com a tauler d'anuncis de la universitat. Aquestes s'utilitzaren com a punts de debat per a criticar l'Església i el papa. Els punts més polèmics se centraren en la pràctica de la venda d'indulgències i la política de l'Església sobre el purgatori. Altres reformistes, com Ulrich Zwingli, aviat s'uniren a aquestes tesis.
La figura de Carles V és indispensable per a entendre el desenvolupament dels escenaris posteriors a les 95 tesis de Martí Luter. El papat li exigí que retirés les tesis en una butlla i que es fes enrere en tot allò que hi deia. Però, ans al contrari, Martí decidí cremar públicament la butlla papal i això el portà davant del monarca hispànic Carles V. Aquest li exigí que es retragués de tot allò que havia fet i dit. Però, decidix no fer-ho i l'emperador dels romans l'expulsa. Llavors troba refugi en la noblesa local. Aquest fet marca un precedent perquè la noblesa entra en guerra contra Carles V. Alguns principals, comtats i ducats preferixen seguir els nous corrents que deriven en diversos cismes com el luterà, el calvinisme o l'anabaptisme. L'emperador no ho acceptà perquè posava en qüestió la seua autoritat i en la pràctica podia venir a desunir el conjunt d'estats composts del Sacre Imperi romà. Per aquest motiu s'inicià una persecució contra el protestantisme, recolzada per l'Església catòlica, alhora que el Sacre Imperi romà feia front als avançaments bel·licosos del poder musulmà a les fronteres balcàniques. És, doncs, amb tot aquest seguit d'esdeveniments que el continent europeu s'immergix en pràcticament dos segles de guerres continuades de religió.
Unes guerres que en realitat tenen el pretext religiós de legitimar ambicions polítiques -el mateix monarca navarrès Enric IV decidí convertir-se al catolicisme per poder optar al tron francès. Els nobles de cada racó d'Europa miren justament d'adquirir més patrimoni o de deslligar-se d'un conjunt per després fer-se amb altres territoris. Per tant, tot evocant motius religiosos, moltes revoltes són en essència polítiques i no pas espirituals. La Inquisició sorgix de cop i volta en aquesta època en terres belgues i té com a cap François Vander Hulst. Anvers, que fou una de les ciutats que més creixement tingué gràcies a l'humanisme i el Renaixement, visqué una ràpida expansió del luteranisme. Molts humanistes han de fugir a Anvers perseguits per la Inquisició. El monarca i el papat es disputen fins i tot la legitimitat de liderar les persecucions. Tot plegat dona lloc al desenvolupament del moviment religiós dels anabaptistes als Països Baixos. El protestantisme s'escampa per tot Europa, principalment a França, que passa a dessagnar-se entre hugonots i catòlics. Amb tot, l'arribada de la nova "heretgia" significà encara més centralització als Països Baixos perquè el monarca hispànic creié llavors molt més convenient reorganitzar les institucions jurídiques de cadascun dels territoris a mans germàniques per tal de controlar amb ferocitat tota mostra de protestantisme.

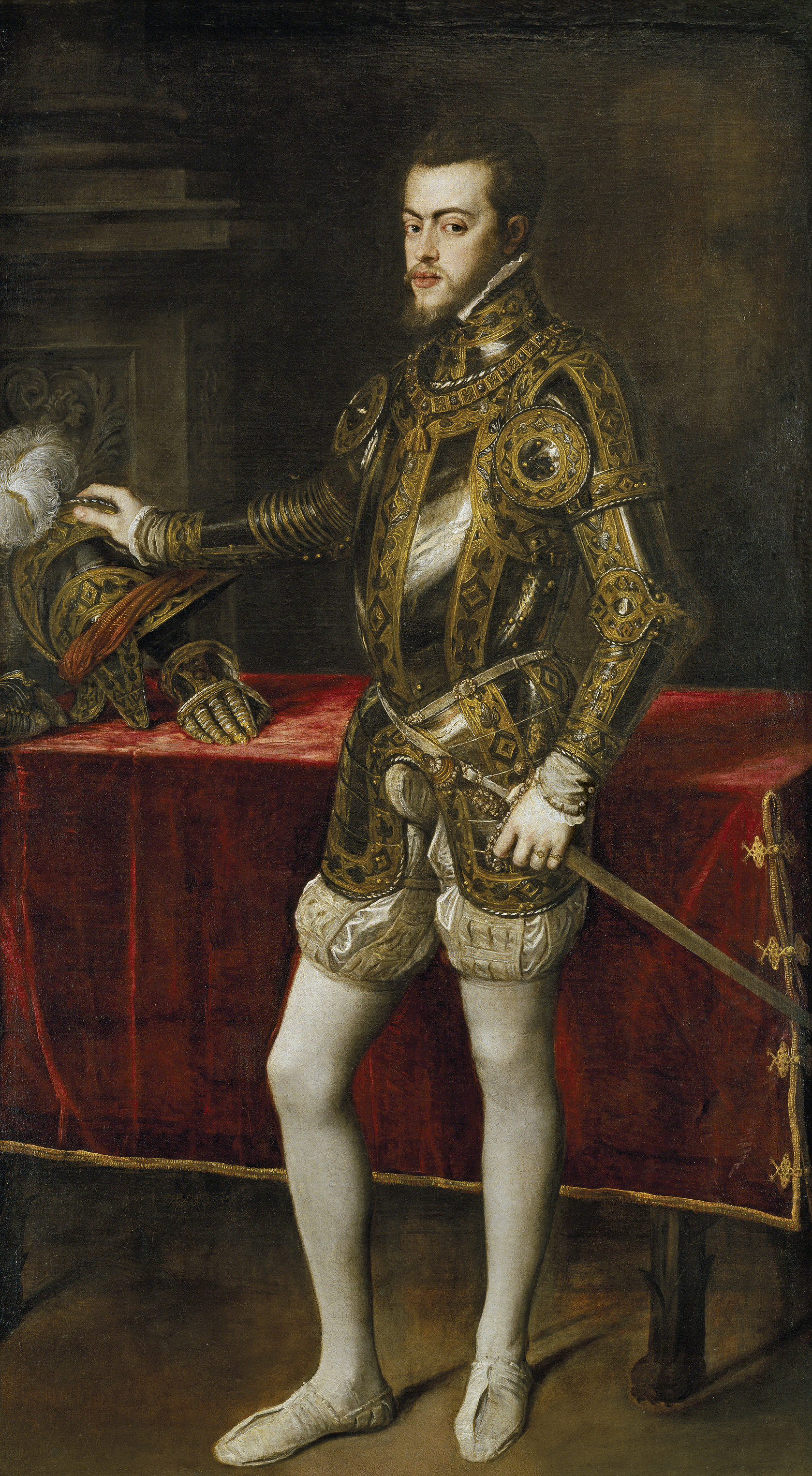
Retrat de Felip II de Castella, per Ticià

En virtut de la pragmàtica sanció, els Països Baixos o Disset Províncies Unides quedaren sota un únic príncep. Aquest fet és de summa importància perquè els Països Baixos acabaren per adoptar el protestantisme i el poder del príncep mirà d'imposar-hi el catolicisme mitjançant l'alternança de figures catòliques dins del càrrec, quan resulta que la noblesa és protestant. A la successió de Carles V, Felip II de Castella reprèn la política religiosa del seu pare i nomena els bisbats, fet que exclogué bona part de la noblesa tradicional dels Països Baixos, és a dir, la protestant. Els Països Baixos queden aleshores sota les ordres de la germana del rei que assumix el rol de princesa de les Disset Províncies. La noblesa, apartada, no n'accepta els nomenaments i es revolta, que coincidix amb hostilitats contra França. França és un regne força gelós en eixa època del poder que tenien els Habsburg. Així, doncs, Felip II canvia la seua germana per Guillem d'Orange, stathouder d'Holanda, però aquest es casa amb Anna de Saxònia, filla d'un dels vassalls més importants i alhora enemic de Carles V, Maurici de Saxònia, convertit al protestantisme i al servei de l'estat francès.

És d'aquesta manera com el príncep dels Països Baixos es revolta contra el seu monarca per qüestions religioses. Guillem d'Orange hauria pronunciat, el 1564: "no puc pas admetre que els sobirans vulguen regnar sobre la consciència de llurs súbdits i que es desfacen de la seua llibertat de creença i de religió". Els nobles locals donaven efectivament prioritat als seus interessos comercials i això implicava transaccions amb Anglaterra, que fa del protestantisme raó d'estat. Per tant, el príncep, no podia "pas admetre que els sobirans" tinguessen dret a exigir la "religió" que els súbdits havien de practicar.
Els Països Baixos eren en eixa època una font important per al finançament. El negoci del banc s'hi desenvolupà exitosament fins a fer de les terres neerlandeses la plaça financera per excel·lència d'Europa. La guerra contra França i les polítiques religioses de la corona hispànica dels Habsburg sobre aquest territori empitjoraren de cop i volta la situació política. Londres es deslligà llavors de la plaça financera d'Amsterdam. A més, la persistència a voler imposar el catolicisme quan la noblesa és protestant provoca encontres no gens menyspreables amb Anglaterra. Aquesta torna a procedir als bloqueigs del comerç de la llana i això exaltà encara més l'empipada dels nobles. La situació econòmica se'n ressentí.
El rei Felip II reacciona molt malament a les revoltes, sobretot a eixes que es dediquen a desfer-se de símbols catòlics per considerar-los iconoclastes. En conseqüència envia als Països Baixos al duc d'Alba, que ha de reprimir tota mena de sollevament, si cal i tot reprimir amb contundència nobles destacats, els quals passen per l'anomenat popularment Tribunal de la Sang. És així com el fill d'Orange és arrestat pel duc d'Alba i com, endemés, li confisca tots els béns. El príncep preparà llavors una guerra contra el poder hispànic amb el suport dels hugonots francesos. Tot adduint criteris religiosos, el príncep inicià llavors una guerra de secessió que amb el temps acabà atorgant la independència als Països Baixos, però, en canvi, separà alhora el territori neerlandès.

La guerra contra el poder hispànic durà gairebé vuitanta anys. Durant aquest temps la Guerra dels Trenta anys sacseja Europa. Aquesta que comença per motius religiosos es transforma ràpidament en una guerra d'ambicions reials. França decidix fer la guerra al poder Habsburg per enveja de l'immens territori que posseïx. Alhora, el Regne francès veu com un antic protestant, navarrès i, per tant, en contra del poder castellà, es fa amb el poder del regne després de la seua conversió intencionada al catolicisme. Anglaterra, per la seua banda, no vol permetre que els territoris amb els quals comercia tinguen figures catòliques. Anglaterra ajuda als neerlandesos contra els castellans. França provoca alhora revoltes a la península Ibèrica. Portugal i Catalunya miren de separar-se de Castella l'any 1640. Castella es troba llavors en una situació de gran debilitat. Atacada per pràcticament per totes bandes, fins i tot als Balcans, on el poder turc mira de penetrar Viena, la Guerra dels Vuitanta anys acaba donant victòria als Països Baixos, no sense conseqüències. Als acords de pau, el Regne de França acorda donar la independència a Portugal i reafirmar l'acord amb Anglaterra pel qual els Països Baixos accedixen a la independència. També aprofita l'ocasió per mirar d'arrabassar el territori flamenc de les possessions neerlandeses en considerar que Flandes és una part del seu regne. Paga la pena recordar que Catalunya no accedix a la independència i veu una part del seu territori annexionada a França. L'annexió, contràriament a Catalunya, no fou fàcil perquè fins al segle xviii els Països Baixos (nord) independitzats miren de defensar-se de les ambicions imperialistes de França. A més, s'alien amb l'aristocràcia de l'època, que també té interessos en el territori dels Grans Països Baixos. Luxemburg, per exemple, annexionat altra volta a França, mira igualment de desfer-se de la influència francesa. Per tot això i fins entrat el segle xviii els Grans Països Baixos fan la guerra a França, que s'alia amb Espanya. Per bé que els Països Baixos del nord queden exempts d'annexions no és el cas dels del sud, que veuen algunes de les seues ciutats i regions afegides definitivament al Regne francès. 
Mentre els Països Baixos estigueren sota la corona hispànica, la política lingüística no fou favorable al neerlandès. Castella imposà el castellà en les relacions diplomàtiques. França, per la seua banda, exigí el francès quan s'annexionà territori flamenc. De fet, la part corresponent als antics borgonyons sempre s'adreçà en francès. Tot i que la noblesa local podia adreçar-se en llengua pròpia, en aquest cas en neerlandès, a més de fer-se parlar en llengua pròpia, existix clares diferències entre les llengües que poden fer-se servir per a ús diplomàtic i les que no.
Per tant, malgrat que la Guerra dels Vuitanta anys donà la independència als Països Baixos, aquests perderen una part del seu territori, concretament la part flamenca, que correspon actualment a la part neerlandòfona de Bèlgica. La divisió significà amb el temps un regirament de les creences religioses d'ambdós territoris. Si la part holandesa continua practicant el protestantisme, la flamenca es convertix (a la força) al catolicisme. La Contrareforma esdevé llavors un mecanisme eficaç per a convertir el territori dels Països Baixos del sud. Els jesuïtes hi tenen un rol destacat en portar-hi missions evangelitzadores. Això, d'altra banda, provoca un renaixement cultural dins de l'àmbit de la pintura barroca. Grans artistes com Rubens fan la delícia de la Contrareforma. De fet, els jesuïtes tingueren un paper destacat en la lluita contra el jansenisme. De confessió catòlica, Jansénius publicà l'any 1640 una tesi en territori belga actual des d'on hi condemna les pràctiques dels jesuïtes i propugna tornar l'Església catòlica a pràctiques més acordes amb l'esperit primari del cristianisme. Si això ja havia generat problemes dins del protestantisme, és lògic que després que els Països Baixos quedassen dividits en dos, l'afer es presentaria encara més virulent. Així els jesuïtes feren i aconseguiren que Jansénius fos condemnat i, amb això, s'aixecà polèmica entre les terres neerlandeses del sud i el papat.

#### Països Baixos austríacs (1715-1792)
El Països Baixos austríacs comencen amb la Guerra de Successió espanyola. L'1 de novembre de 1700, Carles II de Castella i Aragó-Catalunya, últim descendent de Carles V, no té hereus i mor. L'herència es disputa llavors en una guerra d'àmbit internacional que implicà quasi tots els regnes d'Europa en haver-hi interessos territorials. Dos pretendents al tron es disputen la legitimitat de succeir a Carles II de Castella i Aragó. Felip d'Anjou, net de Lluís XIV, d'una banda, i l'arxiduc Carles, de la casa dels Àustria, d'altra banda. Com a fill de la princesa castellana Anna d'Àustria, Lluís XIV era cosí germà de Carles II, per la qual cosa aspirava que la corona espanyola passés al seu fill Lluís. Ara bé, com que Lluís també era l'hereu del tron francès, això obria la possibilitat d'una unió dinàstica hispanofrancesa que hauria fet trontollar l'equilibri de potències europees. Si la unió es feia, doncs, efectiva, la potència hispànica esdevindria descomunal en afegir al seu territori les possessions franceses. Anglaterra tenia en eixa època una llarga disputa per la possessió de les colònies d'Amèrica del Nord. Per tant, era del seu interès que la unió no es produís. A més, els Àustria no volien cap unió perquè allò els treia el poder sobre el Sacre Imperi romà, que passaria de llavors ençà a construir-se sota les prerrogatives de l'absolutisme francès.
La guerra és inevitable quan a la mort de Carles II el testament especifica que finalment cedix el tron a Felip d'Anjou. Els Àustria i Anglaterra decidixen, doncs, fer la guerra a França. En aquesta guerra, els anglesos demanen als antics enemics de Castella, annexionats a la seua corona però independitzats amb la Guerra dels Trenta anys, com ara Portugal i els Països Baixos del nord, de fer-hi la guerra conjuntament. Els territoris de parla catalana aprofiten igualment l'ocasió i mitjançant un acord amb el Regne anglès, entren en guerra contra França i Castella per tal d'aconseguir-ne la secessió. França, per la seua banda, mira de fer aliances més enllà i troba suport militar en la futura Prússia i en el Principat de Lieja. Des de la seua creació al segle x fins al 1795, el Principat bisbal de Lieja mai no integrà cap de les unions personals. Això fou un obstacle a la continuïtat geogràfica de les possessions borgonyones (i després espanyoles i austríaques). Malgrat la voluntat d'annexar-la, la destrucció de les ciutats de Lieja i de Huy i les massacres a càrrec de Carles I de Borgonya dit el Temerari el 1468, Lieja mai havia fet part de les Disset Províncies. La fita màxima que els ducs de Borgonya n'obtingueren tan sols fou el nomenament de bisbes "amics".
La Guerra de Successió espanyola acaba amb un final força inesperat. El monarca francès renuncia a la unió dinàstica a canvi que cessen les hostilitats. El Regne hispànic queda llavors en mans d'un príncep francès però en els papers França i Espanya són regnes diferents. A més, la guerra és perduda per a Catalunya i la resta de territoris d'Aragó i per aquest motiu comença un procés d'aniquilació de les terres catalanes amb l'objectiu de crear una Espanya única a l'estil del centralisme francès. El tractat d'Utrecht el 1713 cedix els Països Baixos espanyols als Habsburg d'Àustria. França acabà perdent la zona geogràfica que correspon al nord però, en canvi, hi guanyà pel que fa a la zona geogràfica del sud. Durant aquest segle xviii les diferents ciutats, comtats i marquesats dels Països Baixos del sud s'administren de forma força independent. Els Països Baixos del nord preserven la seua independència sense que França puga fer-hi res. Prússia accedix a fer-se avalar per la resta de monarquies i es constituïx ja com a regne a part. Durant la llarga pau, reformen l'agricultura, les finances i fan renàixer la indústria i el comerç. Carles VI d'Habsburg succeïx el tron dels Països Baixos del sud.
L'etapa següent dels territoris belgues actuals passa per la Guerra de Successió austríaca. A causa dels interessos de Prússia, la rivalitat colonial francobritànica, els problemes italians i l'enemistat angloespanyola de 1739, provocada pel contraban dels vaixells anglesos a Amèrica, la casa d'Àustria es convertí en el centre de la diplomàcia amb la mort el 1740 de l'emperador del Sacre Imperi romà: Carles VI d'Habsburg. Abans de la seua mort, França, Prússia, Rússia, Gran Bretanya i les Províncies Unides havien garantit que la filla de Carles, Maria Teresa I d'Àustria, heretaria el tron del Sacre Imperi, però van aparèixer-hi altres aspirants: Carles Albert I de Baviera i August de Saxònia, gendres de Josep I, germà i antecessor al tron imperial de Carles VI. Volien, respectivament, Bohèmia, la corona imperial i Moràvia. Carles Manuel III de Sardenya reclamava per a si el Milanesat, Felip V d'Espanya reclamava els ducats de Parma i Piacenza. El duc de Belle-Isle, que era el favorit de Lluís XV de França, desacredita la política d'André Hercule de Fleury i donava suport als bavaresos. Si l'imperi dels Habsburg haguera format una entitat nacional, la crisi dinàstica s'hagués reduït a una qüestió austríaca exclusivament. Però tal imperi era una juxtaposició de països units només per la dinastia, la qual cosa temptava a les potències imperialistes a destruir l'hegemonia Habsburg que era obstacle per als seus interessos.
La Guerra de Successió austríaca provocà la invasió dels Països Baixos per part de França. Les victòries franceses se succeïren durant bona part del conflicte. Ara bé, a les negociacions de pau, de forma paradoxal, el rei francès accedix a cedir els Països Baixos austríacs i les Set Províncies Unides (els Països Baixos del nord) als Habsburg. Paradoxal perquè la corona francesa reclama amb constància des que hi hagué fragmentació a la mort de Carlemany el territori flamenc i, per extensió, la resta de territoris neerlandesos. A l'època, aquesta decisió caigué molt malament entre la jerarquia nobiliària francesa. El rei francès assumí així una polèmica al seu propi territori que li valgué un descontentament molt important. La pau que se succeí en territori austríac fa que la reina Maria Teresa acumulés bona fama.

### La Revolució francesa

#### La Il·lustració

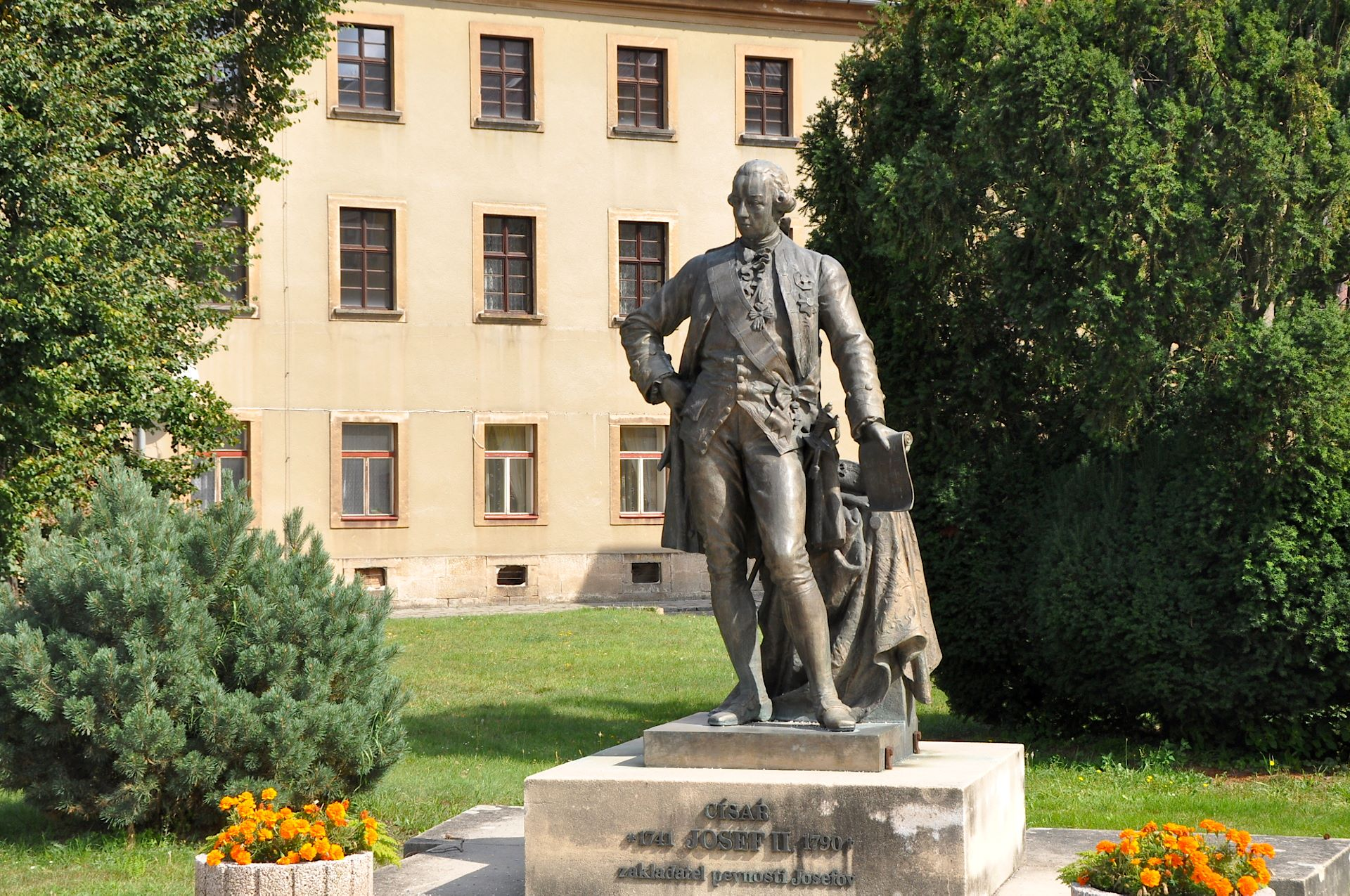
Estàtua d'en Josep II a Josefov, República Txeca

La cara de la Il·lustració als Països Baixos austríacs té com a nom Josep II del Sacre Imperi romà i el despotisme il·lustrat, que és un concepte polític sorgit durant la segona meitat del segle xviii a Europa, característic de les monarquies absolutistes i sistemes de govern de l'Antic règim influenciat per les idees de la Il·lustració, segons les quals les decisions humanes són guiades per la raó. Josep II és considerat l'exemple més il·lustratiu d'allò que s'entén per despotisme il·lustrat.
L'etapa més afí a la Il·lustració es fa efectiva després que el mateix monarca decidís anar-se'n a visitar els Països Baixos austríacs, el ducat de Luxemburg i la resta de territoris sota la seua tutela, d'amagat, és a dir, vestit de simple civil i amb un nom fals. En la seua visita pogué apropar-se al poble i anotar els reclams de la població. De retorn a la casa imperial, emprèn una sèrie de reformes que són en conjunt molt progressistes per a un territori completament immers dins de l'Antic règim.
- Deslliga l'Església del finançament estranger i secularitza l'estat
- Publica un edicte dit de tolerància amb el qual es dona llibertat de culte
- El casament és considerat per primera volta una aliança civil i no religiosa
- S'admet el divorci civil
- Supressió de la companyia dels jesuïtes
- Supressió i centralització de totes les lògies maçòniques en una única i exclusiva lògia
- Els sermons eclesiàstics són censurats
- Desmantellament dels béns del clergat secular i regular
- Redacció d'un codi criminal i d'un altre de civil

Aquestes i altres decisions del monarca il·lustrat no agradaren de forma general als feus dels Països Baixos austríacs i per això hi començà a haver sollevaments contra l'autoritat reial, que no foren obligatòriament reprimits. Eren en essència les classes ben acomodades les qui no donaven el vistiplau a les mesures del monarca. Per això molts decrets foren substituïts o suspesos per tal d'apaivagar les revoltes de la classe nobiliària i eclesiàstica. D'aquesta revolta naixen dues tendències dins de la mateixa oposició: la primera és més tolerant i es troba influenciada per la Il·lustració. S'oposa clarament a les polítiques de Josep II, però hi ha tolerància quant a moltes disposicions pels contactes que manté amb les idees il·lustrades. Són els vonckistes. La segona és del tot tradicionalista i pròpia de l'Antic règim. No contacta amb la Il·lustració i és del tot contrària a qualsevol prerrogativa provinent del despotisme il·lustrat. Són els estatistes. I, tot i això, les diferències entre els dos camps són sobrepassades. Tant els estatistes com els vonckistes decidixen unir forces i anar en contra dels edictes del monarca il·lustrat. És la revolta Brabant que s'acaba plasmant en la creació dels anomenats Estats Units belgues.
Tot emulant casos ja esdevinguts en el passat, les forces contràries a la Il·lustració decidixen independitzar-se del Sacre Imperi romà. El resultat transforma els Països Baixos austríacs en confederació independent i anomenada Estats Units belgues. L'experiment només durà alguns mesos. D'una banda, l'emperador germànic volgué recuperar aquest territori i, d'altra, la divisió mateixa de parers dintre dels opositors a Josep II porta a una situació insostenible. Els vonckistes troben que aquests Estats Units són una còpia plasmada de l'Antic règim. No s'hi senten del tot còmodes per bé que no volen que hi haja canvis il·lustrats. Per aquest motiu demanen mesures al nou estat i aquest els reprimix. A banda, els estats generals de les províncies meridionals (excepte el ducat del Luxemburg) signaren un tractat d'unió l'11 de gener 1790. La nova república no obtingué gaire aprovació internacional per la mà negra del mateix Sacre Imperi romà que mirà d'impedir qualsevol tipus de reconeixement a l'exterior mitjançant fils diplomàtics. Per aquest motiu el desembre de 1790 l'exèrcit austríac reconquerí el poder en nom de l'emperador nou Leopold II, sense que això representés cap reacció per part de l'exterior. Tanmateix, res es fa sense concessions. Prússia, que havia de ser aliada d'aquests Estats Units belgues cedix al xantatge del Sacre Imperi romà a canvi que aquest signe un armistici amb els turcs. De resultes, un cop que l'exèrcit austríac penetra en territori secessionista, abolix els edictes de Josep II i restaura l'Antic règim tal com s'havia entès fins aleshores.

#### La revolta de Lieja
El Principat de Lieja era dintre l'entramat dels Països Baixos austríacs i del conjunt d'estats composts del Sacre Imperi romà, una entitat que malgrat ser feu del poder francès i germànic, conservava força independència, siga de cara als Països Baixos austríacs com a França. Això li permetia gaudir d'uns privilegis que donaven més llibertat al principat mateix. La introducció incipient de la Revolució industrial en aquestes terres, a més de la seua particularitat jurídica, fan del Principat de Lieja un territori propens a rebre idees il·lustrades amb més facilitat que als Països Baixos austríacs.
Així a partir del segle xviii el Principat de Lieja esdevé un focus de divulgació il·lustrada. El mateix Jean-Jacques Rousseau hi imprimix el seu Journal encyclopédique, publicació que tingué un ressò important dins del principat fins al punt que el responsable de la impressió de les idees de Rousseau fou perseguit pels Països Baixos austríacs. Tanmateix, l'elecció del nou bisbe, en la pràctica regent del principat, François-Charles de Velbrück l'any 1722 al capdavant de l'episcopalia, permet l'accés a reformes dites il·lustrades en el si del principat. S'hi promou l'alfabetització de les classes més baixes. Alhora aporta respostes a la pobresa endèmica del 90% de la població que no és precisament membre de la classe nobiliària o clerical. Tot seguint la línia de Josep II suprimix la companyia dels jesuïtes, reemplaçant-la per una associació de divulgació de les arts i la cultura. No sols això, sinó que protegix igualment un jove de l'època per una redacció en què s'hi veu clarament plasmada la defensa de les idees il·lustrades. Si bé el seu successor no compartix les idees de la Il·lustració, tampoc no elimina totes les reformes de Velbrück.
Quan esclata la Revolució francesa, tot aquest precedent fa que el Principat de Lieja també s'aixeque. El 18 d'agost de 1789, una armada composta per obrers i burgesos pren l'ajuntament. Caça les autoritats municipals i en designa de noves. Jacques-Joseph Fabry i Jean-Rémy de Chestret són proclamats burgmestres. El primer havia ja exercit aquesta funció sota el comandament de Velbrük i passa llavors per la personalitat millor armada des del punt de vista diplomàtic. El segon és militar però s'ha il·lustrat particularment contra el príncep bisbe i el Tribunal dels XXII. Els dos personatges lideraren, doncs, la Revolució francesa en territori belga, com a mínim la seua espurna.
El 31 d'agost el clergat i la noblesa reclamen la restauració de l'Antic règim. Però, en canvi, el tercer estat reclama la constitució d'una Assemblea Nacional. No sols això, sinó que s'hi declaren igualment, al Principat de Lieja, els drets humans, tot imitant els esdeveniments que s'estan portant a terme a l'estat veí francès. Davant de tot plegat el rei de Prússia reacciona. Des de Prússia es mira amb molta preocupació l'agitació que té lloc a França, al Principat de Lieja i als Països Baixos austríacs. Per aquest motiu troba el moment ideal per reprimir els revoltats de Lieja. La reacció prussiana torna els revoltats en radicals i aquests defensen el territori autoproclamat obligant la seua població a servir els ideals de la revolució per força. L'acció prussiana, però, no es fa tota sola. La casa d'Àustria també hi col·labora i ambdós aconseguixen sufocar la revolta.

#### Les guerres de la Revolució francesa

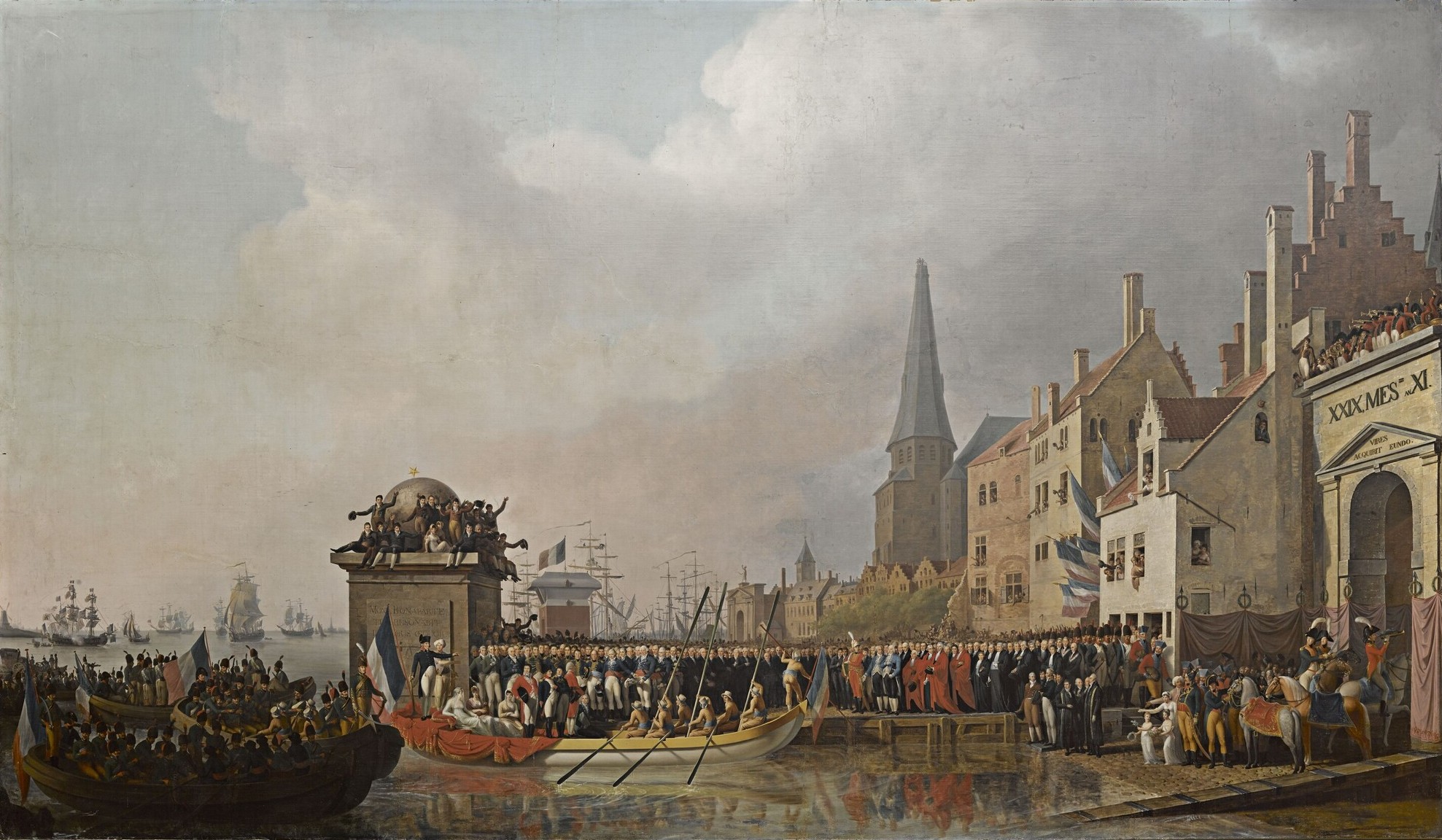
Bonaparte i Joséphine visitant Anvers el 1803

Les guerres de la Revolució francesa significaren l'annexió dels Països Baixos austríacs i del Principat de Lieja per part de França. Els ideòlegs de la Revolució francesa aprofitaren les declaracions de guerra dels estats monàrquics per a annexionar-se territori aliè tot evocant una suposada "frontera natural", expressió que prové de la França de Lluís XIV. Richelieu fou el responsable d'evocar-la per primera volta. Fa referència a les fronteres que la monarquia francesa volia i que considerava "naturals" en virtut d'un passat suposat francès en els territoris desitjats.
La convenció reprèn aquesta idea que voldria que el territori francès anés dels Pirineus a Bretanya i de Bretanya al Rin. Posteriorment, durant les guerres napoleòniques, aquest concepte pannacionalista de "fronteres naturals" s'allarga considerablement fins a considerar que les fronteres de l'Imperi carolingi són les naturals de França. Per aquest motiu durant les guerres napoleòniques, Catalunya, Bèlgica, els Països Baixos o una part d'Alemanya són annexionades i reorganitzades en forma de departaments francesos.
En qualsevol cas, els estatistes i partidaris de la revolució de Lieja resolgueren escapar-se per anar-se'n a promoure una contrarevolució a Bèlgica. A París crearen fins i tot el Comitè de Belgues i Liejans Units, que havia de servir per a donar suport a la Revolució francesa. Mentrestant, el territori belga actual és envaït per França, que hi aplica el concepte de fronteres naturals. Això significà una reorganització de les institucions internes i de les fronteres internes per acomodar-se als departaments francesos. S'aboleixen les institucions pròpies, privilegis i amb un decret s'hi declara que els ciutadans se sotmeten a les lleis i institucions franceses. S'endega tota una sèrie de reformes inspirades en la igualtat i uniformitat, en bona part conservades fins als nostres dies: organització de l'estat civil, igualtat davant els imposts i lleis, jerarquia i administració de la justícia.
En aquest context, el Comitè de Belgues i Liejans escriu un manifest que servix per a legitimar la construcció de l'estat belga actual tal com el coneixement, com a mínim, des del punt de vista de les seues fronteres actuals. El manifest dona suport a la creació d'un estat unitari sota criteris jacobins que comprengui els territoris actuals de Bèlgica. També s'hi especifica que es vol un sistema polític representatiu. Tanmateix, la Revolució francesa absorbix aquest suposat estat i l'integra a la República Francesa. L'any 1797 hi haurà espai a Bèlgica per a unes eleccions representatives, però seran representatives de la República Francesa i no de Bèlgica independent. L'elecció al parlament francès esdevindrà l'única experiència i, alhora primera, democràtica des que Bèlgica surt del règim feudal i de l'absolutisme.
Ultra la invasió del territori belga, es continua, d'altra banda, la industrialització de la vall del Mosa i del Sambre (carbó, siderúrgia, tèxtil), començada pels austríacs, mentre creix el descontentament per les reformes, el despotisme de Napoleó i el forçós enrolament dels joves a l'exèrcit napoleònic.
L'aplicació de les normes de la Revolució francesa sobre els antics territoris dels Països Baixos s'anà implantant amb més o menys facilitat fins que finalment el Directori decidí aplicar-hi igualment tot el cos legislatiu propi d'un estat laïc. Llavors, el clergat i una part de la població mateixa, això sense comptar amb la noblesa, es revolten. Unint forces, Luxemburg, Lieja i Bèlgica decidixen sollevar-se contra l'ocupant. És la Guerra dels camperols.
La revolta fou un vertader fracàs. A Luxemburg, per exemple, el baix poble pren qualsevol estri per fer front a l'ocupant. Però, tanmateix, l'ocupant està organitzat. Preparat militarment, assessorat en l'aparell d'estat, amb un contingent humà professional, el sollevament és esclafat ràpidament i sense gaires dificultats. El descontentament de la població dels Països Baixos austríacs només acaba parcialment amb la signatura del concordat per part de Napoleó amb l'Església catòlica. Parcialment perquè la introducció de l'obligatorietat de servir l'exèrcit per part de Napoleó no agradà gens ni mica als estaments benestants. Ara bé, l'arribada de Napoleó al poder introduí un primer codi civil, cosa que feu evolucionar considerablement les lleis de l'Antic règim. A més, el territori flamenc hagué de servir els interessos militars de França.
En eixa època, l'Imperi napoleònic continua les victòries militars a Europa i, mercès a això, la invasió de Bèlgica anà més enllà. L'únic territori que no caigué del tot a la invasió francesa fou Rússia i Portugal. Això significà que pràcticament tot el continent es trobà sota les mans de la Revolució francesa i no sempre sota els seus valors. Napoleó es fa amb el poder per esdevenir un monarca més. En virtut d'això imposa l'existència d'un imperi centralitzat que té el focus de vida a París. Alhora la invasió francesa demanà un proveïment particular de recursos per fer efectives les ocupacions. El territori belga esdevé llavors una font important de recursos i això ajudà a fer créixer l'economia belga en detriment de la resta de territoris europeus, saquejats i cremats per l'armada napoleònica. La Revolució industrial penetra, doncs, en el territori belga actual mercès a la Revolució francesa, que en potencia la indústria pesant.

## Edat contemporània

### Les guerres napoleòniques
Des del punt de vista cultural, no sols, tot i que en aquest apartat es farà especial èmfasi en el vessant cultural, fou sinònim d'afrancesament. L'Imperi napoleònic volgué obligar els habitants dels territoris annexionats a esdevenir francesos, especialment eixos que formen part de l'anomenada "frontera natural francesa", cosa que inclou Catalunya, Andorra, Bèlgica, Suïssa, Mònaco o Luxemburg. És en raó d'això que les escoles són manipulades per l'imperi a Bèlgica com a instrument ideològic.
Tot i la necessitat de tenir una població alfabetitzada, la revolució significà efectivament l'extinció de tota diferència lingüística a França. Des de la Convenció Francesa que es reprèn la política genocida de la monarquia absolutista francesa i s'exporta a territori aliè. El basc, el català, el bretó, l'alemany, el cors o l'occità són prohibits explícitament i exclosos de l'ensenyament, que és obligatori i públic. Així, a les terres flamenques, s'hi prohibí explícitament l'ús del neerlandès a favor del francès. Si això anteriorment contribuí a provocar un desavantatge entre les dues llengües, ara esdevé motiu constant de baralla entre la comunitat neerlandòfona i francòfona de Bèlgica.
Bèlgica acceptà ràpidament les polítiques d'afrancesament del territori. Per aquest motiu, les tensions entre flamencs i valons del segle XX són únicament una extensió de les ja existents amb anterioritat. En no haver-se afegit als Països Baixos del nord, el territori flamenc patix un constant progrés de les polítiques genocides contra el neerlandès i això és viscut molt malament per la població flamenca, que és en proporció a la valona quantitativament proporcional. De fet, durant l'ocupació napoleònica l'acceptació del neerlandès fou més anecdòtica que real. França imposà el francès en l'administració i les institucions. Alguns texts institucionals podien redactar-se en flamenc, però no tenien força de llei en no trobar-se escrits en francès. Només els texts en francès eren aplicables.
Tanmateix, s'ha de dir que l'imperi desenvolupà l'ambient cultural a Bèlgica. Hi nasqué una nova cultura més propera a la Il·lustració. Tot plegat, però, dintre de l'estratègia lingüística de l'estat francès, que consistia a relegar les altres llengües a un ús rural entès com a inferior davant del francès, que era promogut com a mitjà d'ascens social i cultural. La cultura, doncs, que es desenvolupa al territori actual belga en eixa època era essencialment francesa.

#### El congrés de Viena
La derrota de Napoleó en la batalla de Waterloo davant l'aliança dels prussians i els anglesos de Wellington acaba amb el domini francès i obri el retorn a la monarquia absolutista a tot Europa i, per tant, a Bèlgica també. El congrés de Viena fou convocat per això. Calia restablir altra volta l'Antic règim i celebrar al mateix temps que s'havia acabat la Revolució francesa. A mode d'Antic règim, a Viena foren convocades les delegacions de l'aristocràcia monàrquica europea. Els estats absolutistes guanyadors de la guerra s'hi reuniren per teixir aliances de cara a la protecció mútua en cas que tornés a reprendre la Revolució francesa. També hi concertaren reunions expresses per redibuixar les fronteres d'Europa, tot plegat segons l'interès dels estats vencedors.
En aquest context, els Països Baixos borgonyons són recreats. L'anomenat Regne Unit dels Països Baixos esdevé el nou estat creat per Viena i que ha de servir com a tampó contra França. Dins trobem l'antic Principat de Lieja, els Països Baixos austríacs i Holanda. Luxemburg quedà exclòs però dins de la Confederació Germànica, que era el nou intent formulat per Viena de recrear l'antic Sacre Imperi romà. De facto però, el gran ducat Luxemburguès esdevé independent sota l'administració de Guillem I d'Orange, antic stathouder holandès, el mateix que ha d'ocupar-se igualment del Regne Unit dels Països Baixos; així es pot dir que en la pràctica Luxemburg també forma part d'aquest gran conjunt.
El nou tracte permet a les fèrtils terres de Flandes, la indústria minera, siderúrgica i tèxtil valona trobar sortida i exportació a les províncies del nord pels canals i ports. El riu Escalda torna a estar obert i això contribuïx a l'expansió del port d'Anvers.

### La Revolució belga

#### De l'estat tampó holandès a l'estat tampó belga

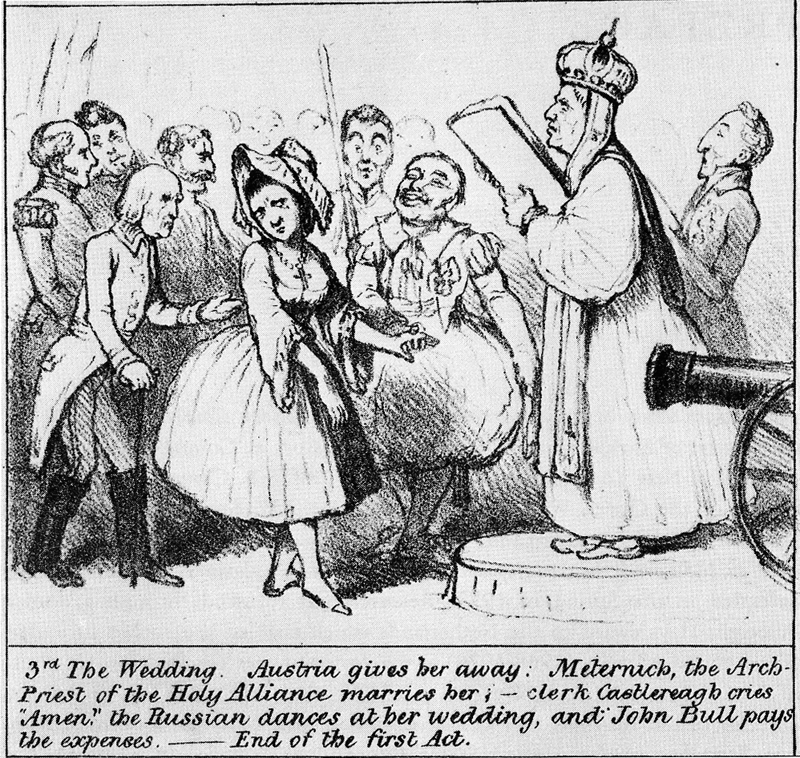
Caricatura anglesa representant el casament entre Bèlgica i els Països Baixos del nord (antiga República de les Províncies Unides). El peu de nota diu "tercera boda, Àustria els duu a l'altar; Metternich, arquebisbe de la Santa Aliança, els unix; el sagristà Castlereagh crida "amén"; el rus balla i John Bull en paga la factura. Final del primer acte"

La creació del Regne Unit dels Països Baixos és per a Valònia i Flandes una incorporació al territori ja constituït anteriorment. En el moment de la separació entre els Països Baixos del nord i del sud, la part del nord, és a dir, Holanda, en vista dels esdeveniments ocorreguts per la Revolució francesa, veu aparèixer una monarquia constitucional. Quan el congrés de Viena decidix tornar a unir els dos territoris ningú ha pres en consideració les fronteres lingüístiques, la realitat religiosa sorgida de la segregació hispànica o l'aspiració mateixa dels pobles concernits. Per tant, la Constitució dels Països Baixos del nord és simplement modificada per a incorporar-hi un apèndix. Això vol dir que amb el congrés de Viena, Valònia i Flandes, indistintament, se sotmeten a les lleis neerlandeses del nord. Tot això amb una llei fonamental inspirada en el model dictatorial napoleònic.
El rei Guillem I, que a més governa Luxemburg com si fos territori neerlandès, demana una reforma de la Constitució més liberal europea, que vol, tot seguit, referendar amb un cos de belgues nobles escollits a dit per la monarquia. I és que malgrat que el congrés de Viena volgué tornar a l'Antic règim, la realitat és que no pot haver-hi un vertader retorn. Les idees de la Revolució francesa ja són una realitat i per això les monarquies europees han d'adoptar règims constitucionalistes. La monarquia constitucional no és precisament una democràcia en el sentit liberal del terme. Tanmateix, concedix una constitució i un parlament al poble. Mitjançant la constitució es garantix en principi els drets bàsics a la població, però en la pràctica és un camuflatge per a fer perviure el règim anterior. És així perquè la constitució dona el dret a vet al monarca, que a més pot tenir el seu parlament per a tombar l'assemblea popular o nacional.
Quan s'hagué de referendar el text constitucional, la part flamenca no l'accepta i la valona l'accepta sense una majoria clara. El rei, contrariat, fa adoptar igualment el text constitucional excloent els vots flamencs contraris a la constitució en considerar-los tergiversats per motius religiosos. I és que Flandes i Valònia ja no són totalment allò que eren. Flandes, per bé que és neerlandesa, no practica el protestantisme; alhora, Valònia és francòfona i catòlica. Quan la guerra contra Espanya separà els Països Baixos, una realitat religiosa diferent a l'anterior es dibuixà: el nord continuà practicant el protestantisme mentre que al sud el poder hispànic imposà el catolicisme. Arribats a la segona onada contestatària del segle xix, les pràctiques culturals a banda i banda són diferents o almenys diferixen quant a confessions religioses.
Si des del punt de vista polític la unió entre els Països Baixos del nord i del sud fou forçada i molt contestada, en canvi, des del punt de vista econòmic, fou molt benvinguda. Els Països Baixos del nord s'incorporaren ja durant el segle xviii a les ambicions colonials. Quan Valònia i Flandes són integrades als Països Baixos, la continuïtat de les colonitzacions, a més de l'entrada de la Revolució industrial, milloren notablement la situació econòmica de Bèlgica i mercès a això el rei aconseguí alguns suports, sobretot eixos que provenien dels grups més liberals de la societat, assentats majorment a les ciutats. 
La unió donà, doncs, més problemes que solucions a un territori dividit al llarg dels segles per les ambicions territorials de les cases reials, sense que això tingués en compte la més mínima expressió de la població que hi vivia. De resultes, les crítiques a Valònia i Flandes contra el rei Guillem I anaren creixent fins a esclatar en la Revolució belga que atorgà la independència a Bèlgica, si més no, des del punt de vista de la historiografia actual. Efectivament, Valònia i Flandes s'independitzaren dels Països Baixos del nord però s'hi creà un estat tampó en el qual s'havia de construir una suposada nació única, unida per la noció oberta del nacionalisme, però que acabà derivant en noves protestes entre valons i flamencs, que seguixen en vigor a finals de segle XX i inicis del XXI.
En tota aquesta situació tingueren molt a veure Anglaterra, França i el Vaticà. Anglaterra temia que la força combinada de l'expertesa industrial valona juntament amb la potència de la flota holandesa els fes ombra a les colònies. Tampoc volia que Valònia s'incorporés a França pel seu potencial industrial. El Vaticà temia que els antics Països Baixos catòlics (espanyols) es tornassen protestants amb la seua incorporació als Països Baixos del nord. Fou, doncs, l'Església catòlica qui començà a atiar els ànims contra Holanda discretament per fomentar sentiments secessionistes. França, per la seua part, dintre del seu somni de les "fronteres naturals", volia annexar-se el sud i per això hi creà la Légion belge parisienne, un exèrcit de vuit-cents voluntaris i mercenaris, esperant que una rebel·lió al sud l'ajudàs al seu projecte expansionista. En no aconseguir-ho, sinó que s'hi creà un estat tampó a part anomenat Bèlgica, França volgué fer de Bèlgica un estat uniforme després de la seua creació on el francès fos l'única llengua vertaderament visible. A ambdós costats del regne, l'oposició contra l'absolutisme del rei feia créixer el camp dels liberals, favorable a un règim més democràtic. Tot això contribuirà a la Revolució belga del 1830 i la fi definitiva del Regne Unit dels Països Baixos el 1839.

#### La Guerra de la independència

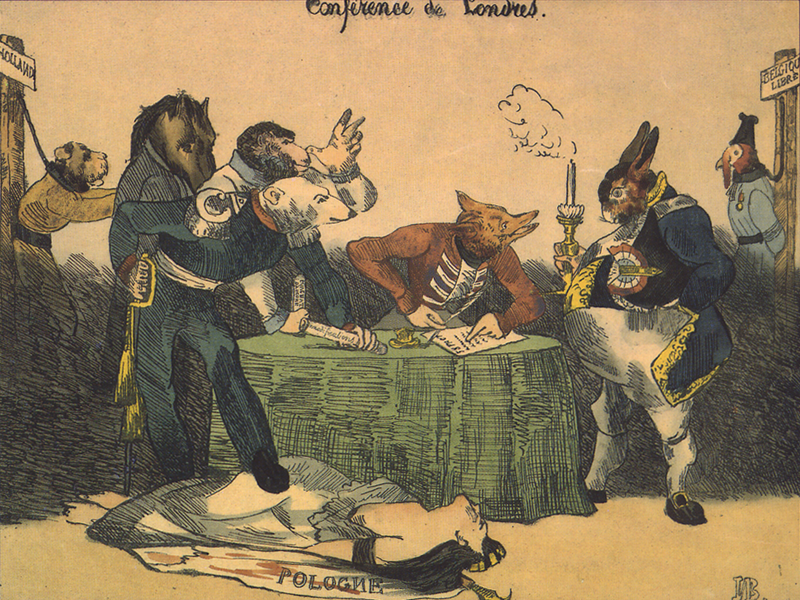
Litografia sobre la conferència del 1830 per Honoré Daumier. S'hi pot veure les figures que representen Prússia, Àustria, Rússia, el Regne Unit i França, mentre els Països Baixos i Bèlgica hi apareixen representats en forma d'animals penjats a la forca. El caricaturista hi representa amb tota la ironia del món una Polònia desproveïda d'estat i reprimida pels congregants

Els colors de la bandera definitiva de Bèlgica després de la seua creació com a estat independent l'any 1830

A la dècada dels 1830 les crítiques cap a la monarquia són molt sonades a Flandes i Valònia. El sud dels Països Baixos es queixa d'una política comercial i institucional favorable al nord. A més, la llengua neerlandesa hi és exclosa. El francès és imposat des de Napoleó i sota Guillem I, tot agreujant d'aquesta manera el recel flamenc vers les institucions i estats hereus del congrés de Viena. Per tal d'apaivagar les crítiques, el rei decidix fer del neerlandès llengua oficial en territori való, que és francòfon majoritàriament. Això provocà crítiques per part dels valons, que no podien consentir que se'ls demanés de parlar una altra llengua que no fos el francès. Justament per això el rei dona llavors més prioritat a l'ensenyança del francès a les escoles del territori francòfon.
La crisi sociolingüística de Bèlgica no és realment recent. El territori flamenc sempre ha patit una situació clara de conflicte lingüístic des que fou incorporat als projectes borgonyons. L'elit de Flandes s'acabà afrancesant de manera que quan Guillem I vol que s'hi parle neerlandès, la classe benestant flamenca s'hi nega. Alhora s'ha d'entendre que a França hi ha una política lingüística clarament xenòfoba. Des dels reis fins a la república s'hi imposa el francès per sobre de llengües com l'occità, el bretó, el basc i fins i tot l'alemany o el neerlandès. França adquirix de fet territoris que no són seus. És el cas d'Alsàcia i Lorena, dues regions germanòfones annexionades per Lluís XIV, però reivindicades com a frontera natural per la monarquia i la Revolució francesa. Aquestes dues regions són les qui legitimen posteriorment els pretexts de les dues primeres guerres mundials. El pannacionalisme francès usà la seua teoria segons la qual existix el patuès per mirar d'erradicar el neerlandès del seu país. Tenint un context de nacionalismes exacerbats pels aparells d'estat, de racisme per la colonització i d'ambicions territorials, a Bèlgica mateix es traslladaren les teories franceses sobre l'ús de les llengües. Així, segons la part valona, a Flandes no es parla neerlandès, sinó flamenc, que és un patuès que no té gaire cosa a veure amb el neerlandès. 
Al contenciós lingüístic, s'hi haurà d'afegir el religiós. Guillem I reforça durant el seu regnat les polítiques no necessàriament laiques però sí contràries a la influència religiosa. És a dir, mirà d'evitar que les escoles públiques fossen preses per l'Església que en l'Antic règim assegurava l'ensenyança de les classes altes; perquè les baixes estaven excloses de poder rebre instrucció. Això no agradà gens ni mica a l'Església catòlica, que ràpidament veié interès a tornar a separar els antics Països Baixos borgonyons. El rei potencià la construcció d'universitats, ateneus i escoles a Bèlgica, llocs d'instrucció públics i no sotmesos a la jerarquia catòlica, que era precisament l'indret preuat per l'Església en tant que podia formar-hi els futurs benestants de la societat. En darrer terme cal agregar a tot això el contenciós econòmic. Flandes i Valònia es queixaven que el rei havia posat un sistema administratiu desfavorable als territoris annexionats. El personal de l'administració era en totes bandes majoritàriament holandès i a ulls de Valònia i Flandes això tenia repercussions per a l'economia. Efectivament es queixaven que l'estat només potenciés l'economia holandesa i que deixés de banda la belga. És a dir, que els fluxos estatals estiguessen pensats per privilegiar el teixit econòmic del nord.
La Revolució belga de 1830 s'esdevé precisament amb un creixement important del sentiment secessionista atiat pels arguments econòmics i religiosos. L'any 1825, per exemple, la comunitat catòlica belga s'unix per oposar-se obertament a les polítiques laïcitzadores de Guillem I. Els partidaris del liberalisme a Bèlgica s'unixen per la seua banda per reclamar una vertadera democràcia. Contesten el monopoli holandès i el vet que el rei posseïx per a controlar tot el sistema legislatiu, judicial i governamental. L'oposició del rei a donar llibertat de premsa, culte, reunió i associació feren que dos camps antagònics com liberals i catòlics s'unissen en una causa conjunta hui traduïda en independència belga. El rei, preveient el ja esperat sollevament, empitjorà la situació en excloure de les decisions parlamentàries la banda flamenca i valona.
Dues onades successives de recol·lecta de signatures portaren a visibilitzar el descontentament. Si la primera de 1829 aconseguí 40.000 signataris, la de l'any següent ja en tenia 350.000. El rei decidix utilitzar la força per reprimir l'evidència. Tot aprofitant les revoltes a París que qüestionaven l'hereu al tron, qualla la revolta l'any 1830. El 15 d'agost s'havia previst l'estrena de La muette de Portici, una obra que cada any s'acollia al Teatre de la Moneda i en què el públic acostumava a exaltar-se perquè l'argument de l'obra pretén traslladar la lluita dels venecians contra el poder hispànic a la seqüència de les revoltes iniciades a la península Ibèrica l'any 1640. L'obra és anul·lada en un moment particularment tens. L'economia no es troba en els seus millors moments i el monarca deixa fortunes per celebrar el seu aniversari al carrer. Els arguments econòmics en foren: no era normal que tenint els súbdits patint, el rei es dediqués a celebrar amb diners públics la seua edat.

El 15 d'agost de 1830 la població que volgué assistir inicialment a l'obra pren el carrer de Brussel·les i es revolta amb les armes a la mà contra els Països Baixos del nord. Progressivament la revolta contagia tota la capital. La capital al seu torn contagia tota Bèlgica. El rei hi envia contingents armats expressament per reprimir la població. Els revolucionaris munten llavors el seu propi govern i hi posen al capdavant Lluís de Potter, que era un periodista i cap de redacció d'articles contraris a la presència holandesa. El 4 d'octubre de 1830 el mateix govern provisional i legítim a ulls dels revoltats proclama la creació de l'estat de Bèlgica. Dos dies després de la proclamació, el govern ja es troba en fase de redacció d'una Constitució per al nou estat. 
En consonància amb allò que s'havia esdevingut a Grècia, els tractats establerts durant el congrés de Viena són estripats i Anglaterra com França donen suport a la revolta flamenca i valona que d'ençà la proclamació del 4 d'octubre de 1830 es transforma en belga. Anglaterra havia efectivament decidit intervenir en la Guerra d'independència de Grècia perquè Rússia havia decidit aprofitar la guerra per a intentar annexionar-se Grècia. En un moment de fort colonialisme europeu, els estats colonials necessitaven tenir el control del mar per poder dominar d'aquesta manera Àfrica i la resta de territoris colonitzats o amb vista a ser sotmesos al colonialisme. Anglaterra fou la primera potència colonial que s'adonà que calia ser fort a nivell marítim i per això volia evitar a tot preu que Rússia tingués accés al mar. La guerra a Grècia trencà l'acord de mútua protecció que s'havien donat les monarquies de l'Antic règim. França, per la seua banda, també amb les mateixes ambicions colonials britàniques i alhora preocupada per no deixar espai de maniobra al seu rival britànic, resol que intervé igualment a Grècia. La revolta o Guerra d'Independència de Bèlgica és a grans trets una reproducció de la guerra grega. Anglaterra no volia deixar la potència industrial en mans francòfones. França no volia deixar el territori belga en mans britàniques. L'Església catòlica no volia veure un altre estat protestant al nord d'Europa. Tots els interessos s'apleguen per donar suport a la secessió del 4 d'octubre de 1830.
El dia anterior el rei holandès havia fet una crida a les potències monàrquiques de l'Antic règim. Prússia no hi intervé perquè diu no voler provocar una guerra amb França. Però Rússia declara que vol ajudar la monarquia holandesa. Per tant, França i el Regne Unit, a més d'Àustria, que inicialment no volgué posicionar-se, resolgueren reunir-se a Londres el 20 desembre del mateix any. La falta de mitjans del Regne Unit per a intervenir sobre sòl continental i la competència que li fa Holanda a les seues colònies decanta la situació. França i el Regne Unit donaren, doncs, suport a la declaració d'independència de Bèlgica. França hi veié una situació idònia per a estendre la seua influència, termes eufemístics per a parlar, sobretot, d'estendre les seues ambicions territorials sobre Bèlgica.

##### Una monarquia sota tutela

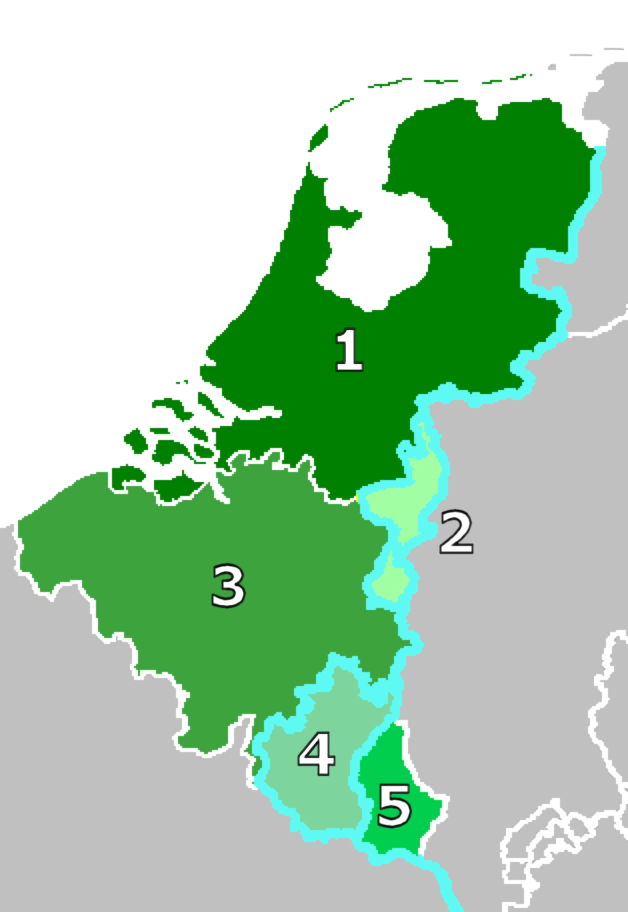
Els Països Baixos, Bèlgica, Luxemburg i Limburg el 1839.
1, 2 i 3 Regne Unit dels Països Baixos (fins al 1830) 1 i 2 Regne dels Països Baixos (després de 1830)
2 Ducat de Limburg (a la Confederació Germànica després de (1839) 3 i 4 Regne de Bèlgica (després de 1830)
4 i 5 Gran ducat de Luxemburg (límits fins al 1830) 4 Província de Luxemburg (unida a Bèlgica el 1830)
5 Gran ducat de Luxemburg (Luxemburg alemany; després de 1839). En blau, els límits amb la Confederació Germànica

A partir del reconeixement de l'estat belga, França inicia les maniobres per annexionar-se Bèlgica. El Congrés Nacional belga escull efectivament el duc de Nemours com a nou monarca perquè el Regne Unit, França, Àustria i Prússia no consideren altra forma que la monarquia. Aquesta ha de simbolitzar en teoria la unitat de Flandes i Valònia. Tanmateix, no escapa a ulls de ningú que la proposta té el seu rerefons. El duc de Nemours és fill del rei de França. Amb el temps, és lògic, la unió entre França i Bèlgica s'acabaria produint en la descendència del rei. En termes menys eufemístics, França s'annexionaria Bèlgica dintre de la legalitat i a ulls de tothom. Vist que les parts contractants no volen que això passe, la proposta és destacada per tot el món, llevat de França, que és la principal interessada. El Regne Unit, Prússia i Àustria pressionen perquè França retire la seua proposta al Congrés Nacional belga.
Després de tenir un govern provisional a l'espera de tenir monarca, el Congrés Nacional belga acaba escollint Leopold de Saxa-Coburg-Gotha, és a dir, el pretendent i finalment monarca és d'Anglaterra. És un príncep d'origen alemany i participà al costat dels Aliats en la guàrdia imperial russa en contra de Napoleó. Proposà de casar-se amb l'hereva de la corona britànica després de naturalitzar-se britànic. Rebutjà el tron de Grècia. Per tot això és escollit com a monarca de Bèlgica. És naturalitzat anglès, però en la pràctica té lligams amb bona part de la monarquia europea. Per això mateix podia haver entrat en el tron grec abans de refusar-lo. A més, aquestes connexions amb la resta d'Europa l'allunyen d'Anglaterra i de França. D'Anglaterra, perquè és príncep d'origen alemany i de França perquè feu la guerra contra Napoleó.
Tot i així, l'estat francès no accepta el tron i el nou monarca es veu obligat a demanar la mà de la filla del monarca francès. Amb això es clouen les reivindicacions franceses en aparença. El casament fa pensar a França que pot accedir a l'annexió de Valònia i Flandes i, en haver-hi un rei naturalitzat anglès, el Regne Unit no ha de témer per l'eventual annexió francesa. Les parts quedaren satisfetes i amb això s'aconseguí crear un altre estat tampó entre Prússia i França, un estat que en el decurs de la història acaba derivant en nous conflictes de convivència. Flandes i Valònia no s'entenen per qüestions essencialment lingüístiques i culturals, que acaben per fer-se visibles en reivindicacions de caràcter econòmic. Si anys abans teníem un "primer acte" en les caricatures de l'època, Europa acabava d'assistir a un nou acte, sens dubte, no l'últim.

Amb tot, mitjançant el tractat de Londres de 1839 les fronteres belgues quedaren fixades. Una minsa part limítrofa amb l'estat confederat germànic és incorporada a Valònia, que és francòfona, mentre que aquesta minsa regió és de parla alemanya. Es tracta del comtat de Limburg. Luxemburg queda llavors exclòs de Bèlgica quan inicialment formava part de l'estat autoproclamat independent de Bèlgica. Bèlgica inicia tot de maniobres per annexionar-se Luxemburg, territori que també és desitjat per França. El rei Guillem I dels Països Baixos, per la seua part, veié amputat el seu regne, però reconegué la independència de Bèlgica per força el 1839. 
Resolta la situació belga fins al proper acte, la propaganda nacionalista empresa per l'estat belga reinterpreta la història del recent creat país. És així com als llibres d'història de les escoles hi apareix un moviment unitari i que diu ser nació, aixecat contra l'esclavitud imposada per les grans potències del congrés de Viena. El nacionalisme belga va més enllà i veu en la creació de l'estat belga un precedent democràtic i exemplar per a la resta d'Europa. Oimés, hi veu la primera pedra que trenca els tractats del congrés de Viena. Aquest discurs és àmpliament comparat per la historiografia de França, que hi veu una única nació unida pels desigs d'unitat, tot plegat dins del concepte obert de nacionalisme segons el qual la nació és nació perquè ho vol el poble i no per l'existència de llengües o cultures. Si bé la visió oberta del nacionalisme no és qüestionable, sí que ho és aquesta interpretació romàntica de la creació de Bèlgica. És força evident que Bèlgica fou creada per interessos confrontats entre França i Anglaterra. Això és el que porta el nacionalisme, no regionalisme flamenc, a magnificar els esdeveniments de l'època fins a atorgar totes les culpes a França. La historiografia francòfona veu en aquest discurs un regionalisme que s'inventa mites inexistents. Al cap i a la fi hi ha sobretot un estat tampó creat a voluntat de França i Anglaterra i un sentiment unitari en contra del monarca holandès sobre el qual es construïx el nacionalisme belga no compartit per tothom en tant que el nacionalisme flamenc és una extensió del neerlandès. 

### Bèlgica en esbós

#### El procés de laïcització belga
Després de la independència, l'estat belga es trobà en construcció. La nova Constitució s'acabà aprovant després d'un llarg debat sobre el dret d'associació. En eixa època dos camps rivals s'erigixen. D'una banda, els liberals que volen una Constitució que permeta laïcitzar l'estat i, de l'altra, els catòlics que veuen en les propostes liberals una forma de restringir el seu poder sobre la societat civil. La nova Constitució acaba donant el dret d'associació sense limitar els moviments de l'Església catòlica. Això fou el principi per a la formació d'un debat intens sobre el pes que havia de tenir l'Església catòlica en el nou estat.
Els liberals es queixaven que l'Església tingués novament les escoles sota el seu càrrec, que tinguessen el dret a formar-se lliurement com a associació i que no se separés, en resum, l'Església de l'estat. Les queixes tingueren la fortuna de tenir una premsa majoritàriament liberal. Així, tot ajudant-se de les crítiques conscients de la premsa, els liberals constituïxen un partit que fa un salt important a les primeres eleccions del país, unes eleccions que ara per ara només consideren el sufragi masculí censatari.
Tot inspirant-se en la Revolució del 1848 de França, que fa caure la monarquia, el partit liberal s'afanya a promoure un esdeveniment equiparable que faça caure la monarquia, però els intents toparen amb l'exèrcit reial, que sufocà ràpidament qualsevol tipus de contestació. Malgrat que darrere del moviment que s'havia volgut impulsar hi havia el cèlebre filòsof Karl Marx, que tot just havia acabat de publicar el seu Manifest comunista contrari al capitalisme, l'oposició entre liberals i catòlics continuà al centre de les preocupacions del segle xix.
Amb el fracàs a la mà, els liberals es giren cap a altres àrees per tal d'aconseguir els seus objectius. Fan aprovar l'abolició dels imposts sobre els timbres per democratitzar la lectura dels periòdics. Després, aconseguixen ampliar la base electoral sense poder eliminar el sufragi censatari, que en eixa època el partit buscava abolir per donar dret a vot a tots els barons majors d'edat. El govern liberal belga també volgué acabar amb les permissivitats que l'Església catòlica oferia envers les associacions caritatives. Amb la Llei dels convents l'oposició entre liberals i catòlics arribà al màxim apogeu. Els liberals es queixaven que l'Església catòlica aprofitàs el sobreentès dels governs anteriors per a rebre les donacions caritatives de ciutadans. En conseqüència proposaven la creació d'associacions caritatives privades controlades per l'estat per evitar que l'Església desviés els seus fons cap a l'organisme eclesiàstic.
L'Església catòlica decidix llavors començar a organitzar-se. Es crea un partit catòlic i alhora s'empra igualment la premsa per a abocar-hi propaganda antiliberal. El treball dona el seus fruits i l'any 1870 els catòlics aconseguixen finalment prendre el poder en les eleccions. S'inaugura, doncs, un període de retrocés quant a idees liberals vista l'homogeneïtat que pren el partit catòlic en les eleccions. L'essència del debat quedà no obstant això en vigor. Els liberals havien proposat que l'Església deixàs de controlar l'ensenyament i que les escoles fossen únicament responsabilitat de l'estat. És finalment sota un govern liberal que s'aconseguix separar l'Església de l'escola. En l'afer escolar, però, intervingué el papat, que hi veia una amenaça i cridava pels perills que suposava deixar l'escola en mans de l'Església. Quan el partit catòlic torna al poder, abolix la llei sobre l'educació i torna a construir els llaços trencats entre el papat i l'estat belga. Ara bé, la religió deixà de tenir-hi presència i passà a formar part d'una assignatura a banda que havia de ser triada personalment per l'alumne.
Paral·lelament, els debats sobre el sufragi universal es reprenen i el vot s'acaba cedint finalment a tots els barons majors d'edat sense diferències de rang social o riquesa. Això comportà una nova política perquè les antigues elits que s'havien repartit el poder a nom del poble començaren a perdre pes. La massa de gent que pogué votar des de llavors aconseguí treure del poder antigues figures certament històriques però percebudes ja com a Antic règim. De l'oposició entre catòlics i liberals, de llavors ençà s'obrí una nova oposició: dreta i esquerra.

#### La Revolució industrial
La Revolució industrial fou introduïda de manera pionera en territori belga. Les primícies d'unes iniciatives al voltant del maquinisme es troben documentades a finals de segle xviii. El fet que les terres flamenques fossen durant molt de temps un lloc d'acollida dels fluxos comercials de l'època moderna al nord d'Europa fa d'aquest territori un indret d'innovació i adaptació al capitalisme abans d'hora.
Durant el segle xix, el territori belga esdevé la segona potència mundial dins de la Revolució industrial. El carbó i el ferro són elements cabdals per aquesta fita perquè a més d'empènyer el país cap a la introducció del maquinisme, permet també de treure l'estat belga de la ruïna. Tot just després de la Revolució belga, l'estat es troba amb unes finances en números roigs. Això condicionà notablement la vida de la població. És tot aprofitant l'entrada del maquinisme que l'estat belga deixa de nedar entre les línies roges i incentiva l'economia propiciant un creixement econòmic que porta Bèlgica a esdevenir potència mundial.
Valònia fou el territori que més aprofità la Revolució industrial en posseir grans recursos miners. La guerra comercial que el govern belga inicià contra els Països Baixos portà a reforçar el predomini del territori való en desavantatge de Flandes. Per tal d'evitar el pagament dels peatges holandesos als ports flamencs, el govern decidix crear un cinturó de ferro que anà des d'Anvers fins a Colònia. Així, Alemanya com Bèlgica s'uniren d'alguna manera per créixer econòmicament, tot aprofitant els beneficis de la Revolució industrial.
A banda, la Revolució industrial a Bèlgica es traduí en una augment de les diferències socials. El fet que no hi hagués cap mena de llei que regulés el mercat i, amb això, les relacions entre treballadors i empresaris, feu créixer les desigualtats entre obrers i capitalistes. De fet, allò que ja és propi del sistema capitalista i de la Revolució industrial, el sindicalisme, acaba empitjorant de forma considerable per la legislació belga. A Bèlgica el codi civil i moltes de les lleis vigents encara seguien sent les mateixes que havia implantat l'Imperi napoleònic durant la invasió. Per això, hi havia diferències clares en la llei mateixa entre obrers i burgesos. Els burgesos, capitalistes i emprenedors tenien dintre de la legislació belga més privilegis, fins al punt que l'obrer era considerat per la llei mateixa com de rang inferior.
Nogensmenys, la Revolució industrial permeté l'arribada de tecnologies del tot noves que a més d'un tipus d'economia capitalista, canviaren completament el mode de vida dels habitants, a més dels seus valors. Aparegueren els primers trens i amb això s'esdevingué una vertadera revolució del transport. Alhora hi hagué una revolució agrícola que feu créixer l'economia del camp gràcies a les màquines. La indústria també canvià el mode de vida. Les ciutats acolliren masses importants de població rural. Allà es desenvoluparen cases de joc, prostitució, cafès i altres tipus d'esbarjo del tot nous.

#### La Primavera de les nacions

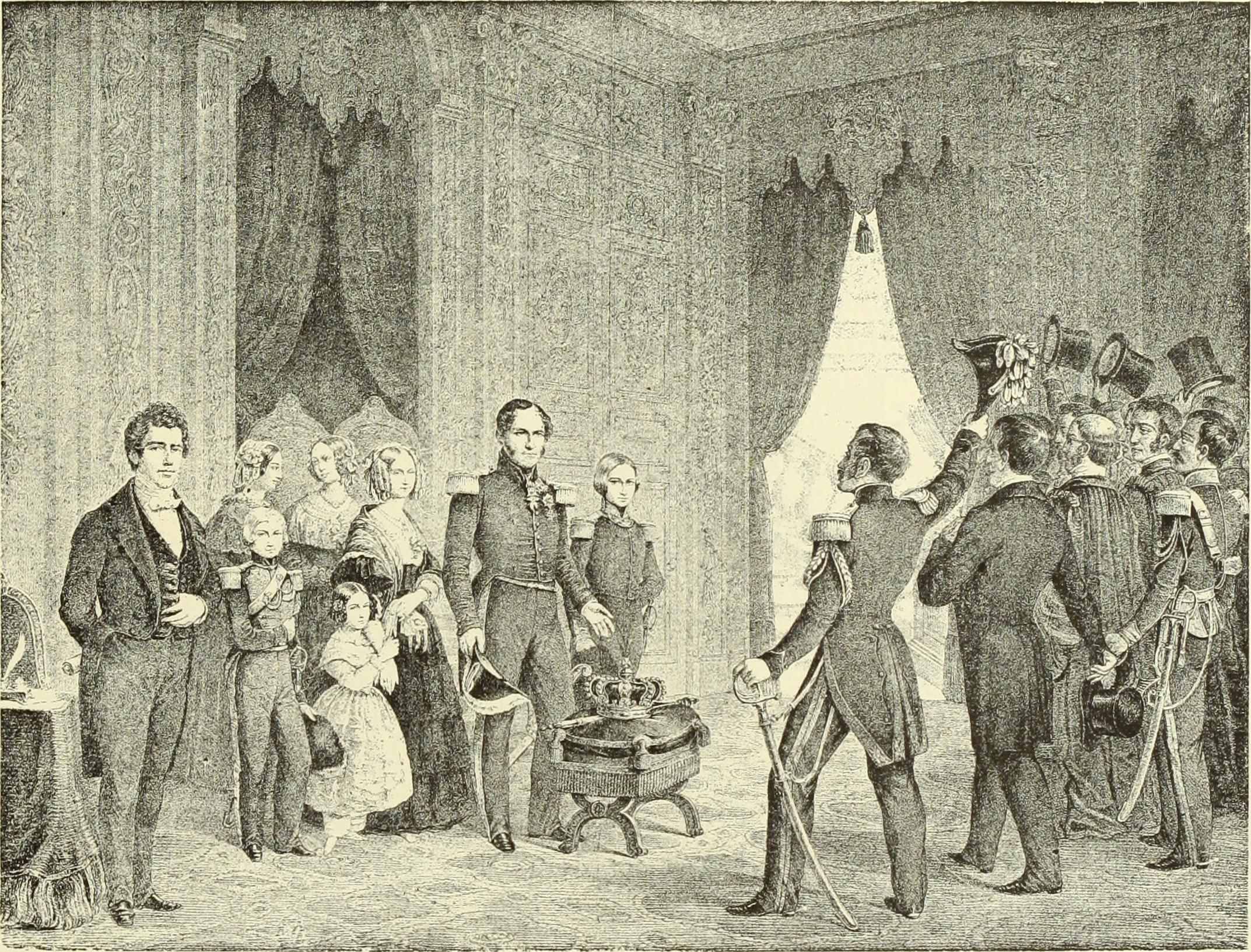
El rei Leopold I de Bèlgica abdicà al seu fill el tron per apaivagar els ànims

En consonància amb el desgast de l'Antic règim, la introducció de la Revolució industrial i l'aparició del nacionalisme a Europa, el continent veu com la població s'aixeca de forma quasi instantània i simultània per mirar de fer caure els règims imposats pel congrés de Viena. És la Primavera dels pobles o de les nacions. En aquesta vaga contestatària no hi hagué massa revoltes, igualment a Bèlgica.
El govern belga expressà molta preocupació des de l'inici per allò que estava passant a París. Flandes fou el territori menys nodrit amb diferència per la Revolució industrial. Per culpa d'això la indústria primària es veié molt afectada. A més, la competència del maquinisme dins de l'àmbit del tèxtil posà al Regne Unit al capdavant i això empitjorà la situació econòmica de Flandes. De por que la situació econòmica fes brollar una revolta, sobretot socialista, el govern belga expulsà Karl Marx i tota una sèrie d'intel·lectuals socialistes. Demana préstecs al banc per ajudar les poblacions més afectades. També s'adopten reformes electorals per donar més vot a la població sencera.
El govern belga inicià també un procés d'industrialització a escala massiva. Deixà quantitats força importants per incentivar la indústria. Això contribuí perquè al país esdevingués la segona potència industrial al món. Tanmateix, el territori flamenc només s'industrialitzà a passes molt lentes. En general, però, es pot dir que a la segona meitat del segle xix, Bèlgica és capdavantera en matèria industrial fins al punt que Karl Marx acabà criticant-la, dient que era la terra preuada pel capital. Res d'això impedí que a la dècada dels 1870 sorgís el primer partit obrer i que el socialisme penetrés a Bèlgica. Tant és així que l'any 1886 una manifestació anarquista esclatà a Lieja, tota una novetat per a l'època. La vaga que se seguí paral·litzà completament l'economia. El govern reprimix les protestes amb 20.000 militars suplementaris.
Fruit de les revoltes, el govern crea una comissió que havia, en principi, d'avaluar la situació del treballador per promoure iniciatives legislatives. Però tot plegat fou una rentada de cara perquè en aquesta comissió cap sindicat o representant del món obrer hi pogué assistir. De fet, el descontentament i el tràfic d'idees que venien dels altres estats permeté crear un primer moviment sufragista que volgué atorgar el vot a tota la població masculina. És justament el partit socialista belga qui decidí aprofitar l'ocasió per a traslladar les crítiques al parlament i mirar d'aconseguir d'aquesta manera una vertadera ampliació del cens electoral, fita que només s'aconseguí a les darreres dècades del segle xix. D'ençà els barons majors de 25 anys i de ciutadania belga havien de votar obligatòriament en les eleccions.
El canvi permeté als socialistes fer-se amb un bon lloc en les dues cambres parlamentàries malgrat no guanyar les eleccions del 1890. Per aquest motiu el govern catòlic mirà de satisfer alguns reclams socialistes, tot esperant que això permetés una reculada dels escons socialistes. En aquesta política d'apropament, s'aproven finalment les primeres lleis de regulació de les relacions entre empleats i caps d'empresa. Unes lleis que per bé que foren benvingudes eren en essència força liberals i molt poc protectores de l'assalariat.

#### L'era colonial belga

Territoris colonials de Bèlgica el 1931

En la seqüència de les exploracions portugueses, el continent europeu s'endinsà en una cursa per colonitzar el planeta en detriment dels pobles colonitzats, que veieren com se'ls maltractava moralment, físicament i econòmicament. Espanya fou certament el primer estat que posà la pedra per a continuar exterminant la cultura dels altres. A això se sumà ràpidament Portugal i, després d'haver provat que es podia esdevenir potència amb l'or robat a l'Amèrica Llatina, els Països Baixos, França i el Regne Unit se sumaren a la cursa per explotar sense cap mena de pietat el territori africà i asiàtic.
En aquest context, estats com el belga, l'italià o l'alemany miren de rivalitzar amb les dues grans potències colonials de l'època que eren França i el Regne Unit. Les àmplies possessions d'aquests dos a l'Àfrica envejaven la resta d'estats europeus. El Regne Unit tenia de fet una supremacia tan enorme dins del continent africà que pogué fins i tot esgarrapar territori colonial portuguès a l'Àfrica en la conferència de Berlín.
Bèlgica, desitjosa de ser una altra potència colonial, inicià les exploracions amb intencions colonials a la dècada dels 1830. És així com Bèlgica envaïx el Congo belga i hi munta la seua companyia colonial d'explotació, tot plegat en una clara competència contra les colònies neerlandeses. La batalla per sotmetre els pobles indígenes portà l'estat belga a fer-se amb:
- l'enclavament de Lado, situat a l'antic Sudan i Uganda
- Katanga, administrat per un comitè especial, i que hui voldria accedir a la independència
- Ruanda-Urundi
- Tianjin
- Isola Comancina, una illa situada al llac de Como a Itàlia, cedida simbòlicament al rei belga per testament el 1919

La colonització significà per a Àfrica la creació d'estats artificials que no tenen res a veure amb la voluntat del poble. Una volta que Àfrica inicià el procés de descolonització, els europeus miraren de reprimir els moviments secessionistes fent vessar molta sang. No sols això, sinó que en el procés de descolonització, els francesos i anglesos, juntament amb el suport de la resta d'Europa, crearen estats artificials a Àfrica, independitzats, certament, però que no fan coincidir la nació amb l'estat, als quals accediren dictadures amb el suport d'Occident.

#### Naixement del nacionalisme flamenc

El moviment flamenc empra una variant de la bandera de Flandes, en què el lleó té la llengua i les urpes negres en comptes de vermelles

La construcció de l'estat belga resultà ser un fracàs. Tot i la propaganda d'estat i els relats historiogràfics francòfons de l'existència d'una unitat entre flamencs i valons que diu actuar en nom d'una nació belga, la realitat és que aquesta nació belga només existix per alguns ciutadans belgues. Els valons són els qui particularment poden veure l'existència d'aquesta nació. A Flandes les coses són d'una altra manera.
L'estat tampó belga nasqué en contra dels Països Baixos. Malgrat que la majoria de la població fos neerlandòfona, és la minoria francòfona qui assumí les noves decisions legislatives i governamentals de l'estat tot partint del model jacobí francès. Així, l'estat belga començà a imposar i mirar d'eliminar el neerlandès de la vida dels ciutadans. Es promogueren diverses lleis per oficialitzar el francès en tots els àmbits i deixar el neerlandès o l'alemany en segon terme. La Constitució mateixa que sorgí després de la Revolució belga no considera el neerlandès o l'alemany com a llengües oficials.
Hi hagué durant tot el segle xix una intenció declaradament explícita d'afrancesar la població sencera. D'aquesta manera les lleis de Guillem I que introduïen per primera volta el neerlandès a les escoles foren abolides. El francès fou imposat a tota la massa de població belga per força. De fet, a les colònies belgues africanes, també s'hi imposà el francès per sobre de qualsevol altra llengua pròpia. Tot això en un moment en què el romanticisme permeté als territoris neerlandesos adoptar les primeres normes d'ortografia i gramàtica dintre del marc de normalització lingüística.
A Europa la llengua és reivindicada com a element de formació de les nacions. Diversos moviments nacionalistes europeus s'inspiraren en Itàlia per fer de la llengua un vincle d'unió entre territoris dispersos i dispars que havien estat separats per les monarquies però que compartien una mateixa llengua: és el cas de Txèquia, Lituània, Grècia, Catalunya, el País Basc, Albània o Finlàndia. Paral·lelament, altres estats ja existents, com el cas de França, Rússia o Espanya, miren de construir una nova realitat que no és la pròpia dels pobles que hi viuen. França tenia aleshores una part de la població que no parlava francès. Les polítiques contràries a les altres llengües foren promogudes des d'estats amb uns governants racistes, d'ambicions imperials, que pensaven ser civilització i per això imposaren a les seues colònies les llengües de l'elit, tot considerant les llengües pròpies dels pobles sotmesos com a patuès.
Tot aquest ambient contrari a la diversitat promogut des de les potències imperials fa que nasca el nacionalisme flamenc. Aquest lluità durant tot el segle xix perquè el neerlandès fos reconegut com a llengua oficial i hi tingués el mateix valor que el francès. De fet, les polítiques pannacionals d'Alemanya foren el bri perquè la població germanòfona de Bèlgica començàs igualment a reivindicar la llengua alemanya igual de reprimida que la neerlandesa. El nacionalisme flamenc a poquet a poquet veié l'estat belga com una creació artificial i impossible de mantenir-se dempeus per la voluntat expressa de voler imposar a la societat flamenca i germanòfona la llengua francesa. És així com de les reivindicacions lingüístiques, el moviment flamenc passà a demanar la disgregació del Regne de Bèlgica. Per tant, després de la seua creació l'any 1830 i amb poc temps d'existència, l'estat tampó belga fou un fracàs.

### Primera Guerra mundial

#### Les contradiccions de l'ànima belga
L'estat belga mateix és una il·lustració evident dels motius de la Gran Guerra. El conflicte tingué lloc per diverses causes:
1. Projectes pannacionals discordants creen estats artificials a Europa com ara Àustria-Hongria
2. Alemanya continua provocant guerres a Europa per tal d'unificar els territoris germanòfons
3. França vol recuperar el territori germanòfon d'Alsàcia-Lorena
4. Alemanya, Itàlia i Bèlgica són estats amb poc, escàs o nul territori colonial i envegen les possession britàniques i franceses
5. Alemanya i Itàlia a més de Bèlgica miren d'aconseguir territori colonial, però el cas alemany topa directament amb el territori colonial britànic i francès

El conflicte permanent per projectes nacionalistes europeus amb ambicions imperials fou el que portà els estats monàrquics i liberals a la guerra. Bèlgica, estat tampó creat per projectes pannacionals discordants entre França, el Regne Unit i els Països Baixos, havia de tenir el seu territori colonial que fes la competència a la resta de territoris colonials europeus. Bèlgica, immersa en un procés de nacionalisme exacerbat, juntament amb Alemanya, es trobava en posició inferior a parer seu perquè no tenia possessions colonials de l'amplitud de les britàniques o les franceses. El mateix esquema es reproduïx a Europa entre els estats de l'època fins que l'espurna incendià el continent.
Paral·lelament, França no volgué acceptar que Alsàcia i Lorena eren territoris germanòfons i Alemanya no volgué acceptar que Alsàcia i Lorena eren francesos. Els germanòfons belgues creien, doncs, que caldria que fossen dins d'Alemanya. Més i tot, una part de la població francòfona de Bèlgica voldria que el territori belga quedés dins de França, població que s'ha anomenant enllaçanisme o vinculanisme. Igualment una part de la població neerlandesa és partidària del rei d'Orange dels Països Baixos, amb què deixaven clar que apostaven per la vinculació o enllaç entre Flandes i Holanda. Alhora hi havia tot un context procliu per a exaltar la creació d'un nacionalisme dit belga, fet que es veu plasmat en el món artístic mateix que exalta herois bàrbars contra Roma per així, mimèticament, fer d'una nació belga en guerra contra a les ambicions dels imperis dels veïns. Una figura d'estil literària per tal de motivar el sentiment dels qui no se senten belgues i exaltar alhora els qui ja s'hi senten.

A tot això caldrà afegir les poques simpaties que provocà l'aliança entre la casa d'Àustria amb Leopold II. Des de França s'intentà que hi hagués una condemna de l'exaltació que en feu la premsa belga. Resulta que altres episodis ocorreguts durant el segle xix allunyen de mica en mica la diplomàcia francesa de la belga. El casament entre les dues cases reials evidencia tot un rerefons que no es limita a una simple imatge de boda. França tingué al llarg del segle xix ambicions sobre Bèlgica. Quan l'any 1860 procedeix a annexionar-se Niça i Savoia, el Regne de Bèlgica queda alerta. És evident que França no desestima fer-se amb Bèlgica, per culpa d'això contesta les ambicions d'Alemanya de fer-se amb Alsàcia-Lorena. Prússia, procedí durant una bona part de la seua existència a donar suport a França fins que encetà la creació de l'estat unificat alemany. Llavors és quan França i Alemanya entren en conflicte. La població belga es troba aleshores del tot dividida entre els qui encara voldrien un estat belga, els qui preferixen ser neerlandesos i francesos, a més dels qui volen ser alemanys.
L'any 1866 Napoleó signà un tractat secret amb Bismarck en què França s'annexionava Bèlgica en una política de compensacions encetada per la política pannacionalista de França i Alemanya. El fet que el periòdic Times aconseguís publicar l'any 1870 aquest pacte just quan l'Imperi francès declarà la guerra a Prússia dins del context de creació d'un estat nacional únic per a Alemanya, posa en evidència els fils que conduïxen a la Gran Guerra. En la Guerra francoprussiana, Bèlgica preferix declarar-se neutral. 
De la lluita imperial entre França, el Regne Unit i Alemanya sobre Bèlgica naix un apel·latiu d'Edmond Picard que pretén justificar l'existència de l'estat belga i la suposada existència d'una nació belga. És l'anomenada "ànima belga" o dit d'una altra manera, l'esperit d'haver-se conservat com a estat independent tot i les angoixes franceses, neerlandeses i alemanyes de fer-se amb Bèlgica.
Nota: tot preveient una guerra entre França i Alemanya, a Bèlgica, l'aparell d'estat comença a preparar-se per a defensar-se. Bèlgica es declararà neutral però defensarà les seues fronteres. El servei militar obligatori esdevé afer de debat després de la crisi de Bòsnia i Hercegovina l'any 1902. Els catòlics i els flamencs s'oposen a un servei obligatori. Però el rei en fa cas omís i aprova una llei híbrida. L'exèrcit queda reforçat alhora que la llei obliga els militars flamencs a parlar el francès. 

#### Cronologia de la guerra

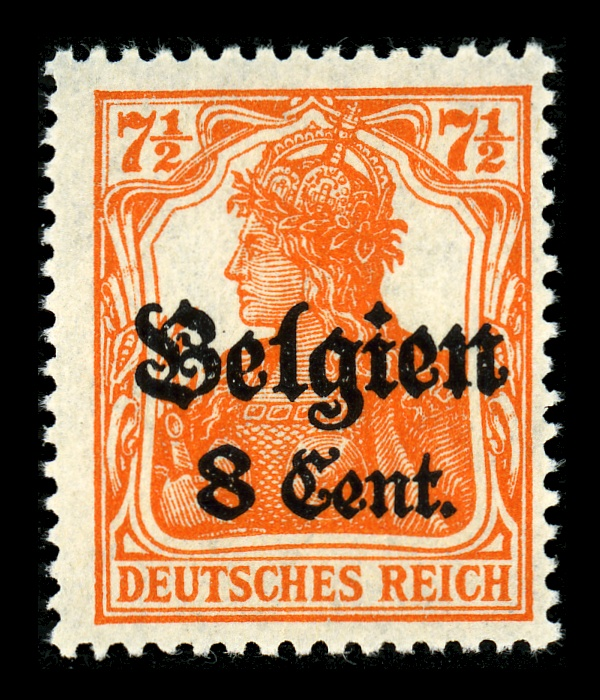
Segell alemany en què es veu escrit Bèlgica i que fou utilitzat durant l'ocupació dins de Bèlgica mateixa

L'estat alemany preparà una confrontació a dues bandes per guanyar la guerra. En primer lloc havia de guanyar França, i de forma simultània contra Rússia. El fet que els russos tinguessen una aliança militar amb França feia difícil una guerra a dues bandes i per això l'estat alemany preveié una estratègia per parts. La primera era precisament atacar l'estat francès i en aquest atac Bèlgica fou envaïda. La invasió a Bèlgica, que s'havia declarat neutral, marcà un precedent a Europa. Un estat que s'havia declarat neutral havia de ser respectat en totes les guerres perquè així s'havia establert segles abans. Però Alemanya no tenia gaire maniobra i havia de passar per algun estat fronterer amb França. De resultes, envaí Bèlgica i Luxemburg. Això feu patir notablement la diplomàcia suïssa, que pensà en tot moment que l'estat alemany faria exactament el mateix amb Suïssa, sobretot si tenim en consideració que en aquella època es troba dividit entre si donar suport al bàndol francès o a l'alemany. Suïssa s'acabà declarant neutral però en la pràctica l'opinió pública seguí dividida entre els dos bàndols.

La invasió, doncs, es fa efectiva el 4 d'agost del 1914. Lieja fou la primera ciutat atacada. Les forces alemanyes pensaren en tot moment que hi trobarien resistència per part de la comunitat francòfona de Lieja i malgrat que efectivament fou així no tingueren realment problemes per desfer-se de l'armada belga. Per tant, la invasió fou relativament fàcil. Otto von Emmich fou el responsable de procedir en les operacions militars contra Bèlgica. El rei belga confià per la seua banda la protecció de Lieja al general Gérard Leman. Els alemanys destrossaren els ponts i totes les comunicacions belgues. L'aturada temporal de l'avançada fou viscuda igualment per Luxemburg. Tanmateix, el 7 d'agost del 1914 la rendició ja era una realitat i Bèlgica quedà ocupada per l'estat alemany. Bona part de les fortaleses belgues miraren de fer front a la invasió, però eren vulnerables als tirs de l'artilleria alemanya. Calgué tres dies de bombardeigs perquè Bèlgica es rendís. 
El fet que l'estat belga decidís lluitar per evitar la invasió i que no deixàs passar les tropes alemanyes sense incidència fou interpretat per l'estat alemany com una forma de traïció, i per aquest motiu no hi hagué gens de por a reprimir la població civil que es mostràs resistent. És més, aquest fet provocà una actitud del tot bel·ligerant en contra de Bèlgica: atacs, mutilacions, execucions i altres mètodes foren utilitzats sense pietat contra la població belga. No existixen proves que confirmen que els civils flamencs i valons es comportassen agressivament contra els alemanys. Els civils foren en tot moment passius i no volgueren provocar l'ocupant; però això no els eximí de la mort que els conferí l'armada alemanya.
De resultes, el rei i la seua armada decidiren resistir a l'ocupació i traslladar tot el contenciós armamentístic a Anvers per tal de fer front a l'armada alemanya. Alhora les notícies s'escamparen molt ràpidament per tot Europa. La premsa de l'època entrà en plena propaganda i es començà a exagerar les conseqüències de l'ocupació. Des de Brussel·les es mirà re reforçar la rereguarda per fer front a l'enemic. Alhora molts civils miraren de fugir i refugiar-se en algun país que fos més estable i que no comportès un trasllat de la guerra. Això no obstant, la victòria alemanya fou de curta durada, com a mínim dins d'una part del territori, a partir del moment que els britànics i els francesos es declararen en guerra. El sòl belga fou utilitzat per a repel·lir l'exèrcit alemany i mercès a la intervenció estrangera les tropes alemanyes hagueren d'assumir una primera rendició a Lovaina. Res d'això evità que els alemanys calassen foc a les ciutats que anaren ocupant.
La primera fase de la guerra fou d'avançament clar per part d'Alemanya. Del 2 d'agost al 5 de setembre del primer any de conflicte, l'armada francesa ja arribava a les portes de París i s'havia menjat una part, per no dir tota, del territori belga i luxemburguès. La batalla de Marne permeté aturar l'avançament però l'estat alemany continuà avançant pel nord d'ençà que agafà les costes belgues per envair territori francès. El Regne Unit hagué, en tota aquesta operació, d'enviar-hi la seua divisió naval per tal de donar suport als belgues, que aleshores es trobaren en situació força pessimista quant a la guerra. El territori belga es troba del tot ocupat i l'enemic el fa servir com a rereguarda per a atacar el sòl francès, que es troba ja ocupat de Compiègne a Verdun i Nancy. Tota una línia separa els dos camps rivals, que amb el temps esdevé un punt mort, des d'on es caven trinxeres i la guerra no avança ni retrocedix. 
La invasió belga porta els partits de dreta i esquerra, així com els sindicats, a deixar les seues diferències de banda per lluitar contra l'ocupant. És la sagrada unió que en termes francesos es traduïx per la unió sagrada. A França hi tingué lloc un fenomen semblant. 
El Congo Belga s'uní igualment a la guerra com la resta de colònies africanes en mans d'Europa. Els britànics foren els primers a promoure la guerra al continent africà per tal de tallar els proveïments d'Alemanya. Això portà la guerra a Àfrica i per aquest motiu s'acabà qualificant la Gran Guerra de Primera Guerra mundial a posteriori. El Congo Belga participà, doncs, en els escenaris de violència entre francesos, belgues, britànics i alemanys.

#### El frontisme flamenc

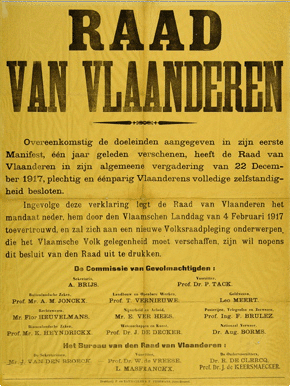
Pòster del Raad van Vlaanderen (RVV) anunciant la independència flamenca

És política pròpia de França prohibir l'ús de qualsevol llengua que no siga la francesa. A Alsàcia-Lorena l'estat francés obligà l'ús del francès quan aconseguí fer-se amb aquest territori. Mentre la regió quedà sota territori alemany, l'obligació era de parlar alemany. Aquesta política lingüística revela l'essència mateixa del conflicte. França diu seguir la doctrina d'un nacionalisme obert en què és membre de la nació qui vulga ser-ho. Alemanya diu seguir la doctrina d'un nacionalisme tancat en què és membre de la nació qui parla alemany o és fill d'alemanys. La retòrica de les dues bandes no s'adiu amb la realitat. Alemanya seguix al peu de la lletra la posada en marxa d'un nacionalisme tancat fins al punt de vulnerar drets bàsics als seus ciutadans, tot i que aquest nou estat es vol fort i modern. França vulnera igualment els drets bàsics en negar el dret dels seus ciutadans a parlar la llengua que vulguen. Per tant, podem dir que tots dos nacionalismes són més tancats que oberts.
Això té incidència a Bèlgica. L'estat belga es construïx des de la seua creació sota les prerrogatives jacobines franceses. És a dir, per molt que és belga qui vulga ser belga, tot emulant el nacionalisme dit obert, la realitat és que només els francòfons són belgues, la resta és tractada com a ciutadans de segona. Per aquest motiu el neerlandès és exclòs intencionadament de Bèlgica. Això es traslladà a l'armada. A partir del moment en què l'aparell d'estat belga decidix reforçar l'armada, promou lleis en contra del neerlandès i l'alemany. Aquestes dues últimes llengües queden banides de l'exèrcit belga.
La mateixa cosa apareix a França. L'estat francès obligà fins i tot els legionaris estrangers a parlar el francès. La qüestió a Bèlgica derivà en plena guerra mundial en un conflicte força important que desestabilitzà l'armada belga. Els militars flamencs començaren a queixar-se i a empipar-se virulentament contra les polítiques discriminatòries dels francòfons. L'escalfament arribà al rei belga quan els anomenats frontistes decidiren fer saber al rei belga que consideraven la situació impròpia d'un estat democràtic i per aquest motiu lluitarien per Flandes i no per Bèlgica.
El debat generat arran d'aquesta situació fa nàixer tot un col·lectiu contrari al canvi de llei. Els "pacifistes" pensaven que calia fer canvis legislatius únicament després de la guerra. Però, per al bàndol flamenc, això evidenciava la mala fe del bàndol francòfon. Una llei s'aprova d'un dia per l'altre i té aplicació immediata. No procedix a cap esforç extraordinari llevat de la seua redacció i aprovació. Així, tot veient el conflicte, les autoritats alemanyes miren de potenciar l'anomenada flamenpolitik. Es tracta d'exaltar encara més el nacionalisme flamenc mitjançant el concepte alemany de nació. De resultes, la mateixa població civil hi dona suport i, mercès als activistes, munten institucions que no agraden a l'estat belga. Tant és així que molts d'aquests activistes han de fugir després de la guerra als Països Baixos per no ser reprimits per l'estat.

#### L'estat de la qüestió després de la guerra
Amb el final de la guerra Bèlgica assistí a un escenari encoratjador. El rei havia promès efectivament que faria cas a les exigències que s'havien formulat durant el conflicte des de totes les classes. Els flamencs haurien d'haver vist reconeguts els seus drets, etc. La primera promesa complerta fou l'aprovació del sufragi universal masculí pur i simple. També hi hagué reformes al parlament perquè el sistema de proporcions fos representatiu o s'apropés el màxim a la representació real. A més, algunes dones són autoritzades a exercir el dret a vot.
Des del punt de vista econòmic i social, Bèlgica es trobà esgotada. Les destrosses foren molt importants. Tanmateix, seu entre els guanyadors de la guerra i això li permet posar valor en la seua independència. Tant és així que aconseguix que els Aliats li cedixen les colònies alemanyes de Ruanda i Burundi. D'ençà la guerra i la signatura de l'armistici, Bèlgica participa juntament amb França en l'exaltació de la guerra fent del dia de la seua signatura una festa nacional amb desfilades militars i un contingent important de polítics representatius dels estats aliats.
La pau serví per a posar les bases per a una nova guerra de nacionalismes contra nacionalismes: el Regne Unit i França continuaren promovent una política colonial ambiciosa que preveia ja dividir el Llevant sense tenir en consideració el dret dels pobles a autodeterminar-se. Els catorze punts wilsonians foren des de l'inici paper mullat. França continuà donant suport a l'existència d'estats tampó com Bèlgica. Fa efectiva la possessió d'Alsàcia-Lorena. El Regne Unit continuà promovent l'animadversió contra Rússia, esdevinguda comunista. Alhora la victòria d'aquests dos actors no fou sinònim de creació d'estats democràtics i liberals a Europa. Alemanya fou humiliada doblement. En primer lloc els guanyadors enfonsaren intencionadament l'economia del país prohibint fins i tot l'explotació de sectors primordials per a una represa de condicions econòmiques. Això és el que provocà l'aparició del nazisme a Alemanya. En segon lloc, Àustria quedà separada d'Alemanya i els països germanòfons del cordó que se situa entre França i Alemanya reben l'aval d'existència. És el cas de Suïssa i Luxemburg. Es limiten igualment les ambicions pannacionals alemanyes sobre Polònia i es permet la independència d'algunes nacions a l'est, tot i l'evident oposició russa.
La Societat de Nacions fou un assaig per a l'ONU i aquesta tornà a esdevenir, com la seua precedent, una comèdia en què els Aliats de la Primera Guerra mundial fan i desfan al món per interessos aliens a qualsevol sentit comú o ètic. Bèlgica formà part dels membres fundadors de la Societat de Nacions Unides. Com els seus homònims, tampoc volgué reconèixer el dret a autodeterminació. Rebé fins i tot més colònies després de la guerra.

### ElsGolden Twenties

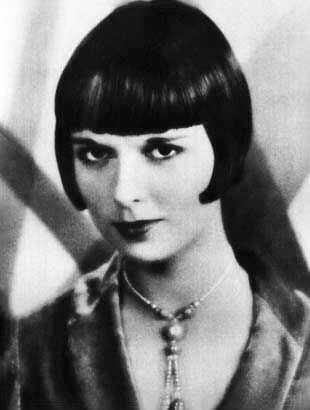
Louise Brooks, una dona flapper i representació clara de les primeres vagues feministes

L'entreguerres permeté a l'estat belga d'anar recuperant-se econòmicament i guanyar fites socials importants. Després de la guerra, se submergí en una crisi de caràcter global que l'afectà enormement. L'atur se situà a nivells molt elevats i els sindicats deixaren constància de les seues queixes. Per això el rei belga començà a cedir i introduí reformes dins del sistema electoral. Alhora el govern belga hagué de promoure lleis socials per evitar mals majors. Es porten a terme reformes fiscals i estructurals. S'introduïxen els primers elements per construir una primera seguretat social belga. La jubilació ja és obligatòria. Els sindicats poden desenvolupar-se finalment amb tota llibertat.
Això pel que fa l'economia i l'estat de salut social. A nivell nacional altres qüestions ja pendents des de la creació mateixa de l'estat belga tenen un final del tot diferent a eixe que s'havia anunciat durant la guerra. L'estat belga en tant que guanyador de la guerra es troba en una situació d'exaltació de l'unionisme. L'aparell d'estat així com la premsa promouen a consciència una exaltació del nacionalisme belga. De fet, l'exaltació també es visqué a França o el Regne Unit. No debades, l'exaltació del nacionalisme belga fou sinònim de repressió envers la comunitat neerlandòfona belga. Les posicions jacobines tornaren a posar-se a l'ordre del dia en detriment del neerlandès, fet que provocà un empitjorament notable de la situació de conflicte lingüístic i discriminació anterior.
El nacionalisme francòfon belga veu en eixa època una evidència clara que Flandes volgué aprofitar la guerra per a promoure projectes polítics contraris als seus. A més, el suport que hi donà Alemanya amb l'anomenada Flamenpolitik fou utilitzat intencionadament per tal de rebaixar les aspiracions de la comunitat neerlandòfona, tot acusant-la de promoure un nacionalisme tancat, com aqueix que Alemanya promovia. La llengua francesa és presentada com un vincle d'unió i fonament de "la civilització llatina victoriosa dels bàrbars germànics". París i Bussel·les, és a dir, la comunitat francòfona belga i l'estat francès, acorden en secret un tractat d'ajuda mútua en cas que Alemanya torne a atacar i provocar una altra guerra.
De resultes, el govern belga i el rei belga decidixen no atendre les reivindicacions lingüístiques de la comunitat neerlandòfona. Aquesta es troba altra volta en activisme i demanant-ne uns mínims. El govern belga, que és la formació que preferix el rei, atén molt tímidament les reivindicacions i aprova una primera llei que imposa l'unilingüisme per àrees lingüístiques, de forma que Valònia no es veja obligada a parlar neerlandès i Flandes tampoc obligada a parlar francès. Aquest segregacionisme lingüístic empitjorà la convivència ja poc amable entre valons i flamencs. Això i més, el rei no volia donar volada a les demandes flamenques perquè aquestes eren antimilitaristes i s'apropaven al moviment pacifista socialista. Segons el rei una política de no-discriminació envers la comunitat flamenca era un perill per a la seguretat de Bèlgica. Dit d'una altra manera, el rei volia que hi hagués una promoció declarada del militarisme per tal de defensar-se de l'evident reacció alemanya i això ho barrejava amb els drets bàsics dels flamencs per reprimir-los.
En qualsevol cas les reformes en l'àmbit econòmic i social porten per primera volta després de la guerra un fort creixement econòmic espectacular que treu Bèlgica de la pobresa durant la dècada de 1920. Són els anomenats Bojos Anys Vint, en què s'introduïxen les primeres vagues feministes, les noves avantguardes, un triomf espectacular del model capitalista, el qual construïx gratacels, introduïx el màrqueting i l'economia de mercat. Tot plegat sota forta pressió monetària. Bèlgica té una divisa poc estable.
Els Anys Vint contribuïren igualment a impulsar l'economia de Flandes. Bèlgica posa en marxa el primer projecte de lliurecanvi entre països. S'unix amb Luxemburg en un acord que pot perfectament associar-se als precedents immediats de la Unió Europea. Ocupa igualment de forma militar les zones baixes industrials d'Alemanya tot contribuint d'aquesta manera a l'alçament del nazisme. Tot això amb l'ajuda de França. El moviment nacionalista flamenc és qui posa traves a aquestes bones relacions entre França i Bèlgica. Relacions que no feren altra cosa que reforçar el territori belga davant l'imminent contraofensiva alemanya, vista la situació que els mateixos vencedors provocaren.
La dècada de bonança tingué el seu punt final amb la Gran Depressió de 1929. La crisi es contagià a Bèlgica i si en èpoques anteriors s'havien registrat augments de productivitat importants ara els nivells tornaven a línies vermelles. El franc belga perd valor, el govern ha de fer front a noves exigències socials, com el Pla D Man, al mateix temps que l'estat belga es prepara per una nova guerra. Tornen les aliances estratègiques per defensar-se de la reacció alemanya. Bèlgica diu llavors formar part del pacte francorus.

### Segona Guerra mundial
Durant la Segona Guerra mundial Bèlgica és altra volta envaïda per Alemanya. El rei Leopold III s'oposà durant el conflicte al govern belga perquè aquest exercia d'executiu i no de titella de la seua persona. Alhora reforçà la presència militar belga per tal d'evitar eventuals represàlies que finalment acabaren tenint igualment lloc. Tal com havia passat amb la guerra anterior, Bèlgica es declarà neutral, però la suposada neutralitat fou més retòrica que real. Les relacions amb França i els contactes secrets amb el Regne Unit posen de manifest un aparell d'estat del tot contrari a les ambicions alemanyes.

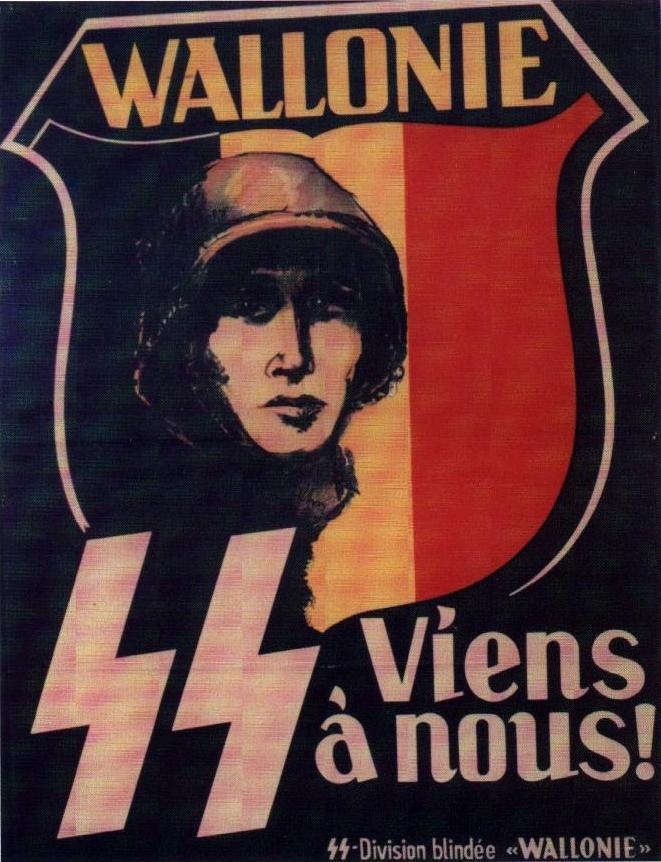
Cartell de l'SS valona que anima a la població francòfona a allistar-se a l'exèrcit alemany

La invasió alemanya feu dimitir els reis de Bèlgica i dels Països Baixos. La diplomàcia belga marxà del país per tal de trobar refugi i estratègies a França. El govern belga entrà en querella contra el rei perquè considerava que com a cap d'estat havia de fugir del país per tal de muntar una contraofensiva efectiva fora de Bèlgica amb l'ajuda de França, Rússia i el Regne Unit. Però, en canvi, el rei s'obstinava a quedar-se tindre del territori per defensar-ne les fronteres. El rei és vençut amb la invasió i no té cap altra alternativa que rendir-se.

La Segona Guerra mundial fou una repetició de la primera de forma molt general. Primerament, Alemanya tornà a fer voltar les estructures belgues, tallà totes les comunicacions i procedí a destruir tot allò que tenia al seu abast. A més a més, tornà a fer presoners de guerra que s'enviaven a Alemanya, tot plegat sense parlar de les execucions i les deportacions de jueus, homosexuals, gitans i altres minories o tipus de població contrària al feixisme alemany. 
Nota: d'un simple projecte pannacional, l'estat alemany passà a una política clarament genocida en què es deportaren jueus de forma massiva a camps de concentració per tal d'exterminar-los. A més, imposà una estricta dictadura feixista als estats envaïts amb l'ambició de crear una suposada "raça ària" i neta de tota barreja. La política alemanya estrenyé aliances no gens menyspreables amb altres estats feixistes de l'època com ara Espanya, Itàlia o Turquia. Això fou el que permeté a Alemanya assajar els preparatius per la guerra sobre el País Basc, que fou bombardejat. 
Alemanya reprengué igualment l'episodi frontista flamenc de la Gran Guerra. En virtut de la flamenpolitik, molts flamencs foren alliberats i pogueren guanyar les seues llars. Alhora els frontistes radicalitzaren notablement les seues postures fins a donar suport cec al feixisme alemany. La ideologia feixista penetra així doncs en territori belga per una Alemanya conscient de la política discriminatòria i poc respectuosa amb els drets humans de la comunitat neerlandesa. Cal precisar que això mateix també succeí en altres estats com Lituània. El territori lituà fou sotmès durant segles a Rússia i aquesta calcà les polítiques lingüístiques de França sobre el territori que posseïa, de manera que els lituans eren reprimits per parlar lituà. De resultes, quan esclata la guerra, el nacionalisme lituà decidix donar suport a Alemanya perquè aquesta els promet la independència. Però, contràriament al cas lituà, Alemanya no volgué donar la independència a Flandes, sinó incorporar-la als Països Baixos i després, tenir-los dins del seu propi territori. 
La població belga tornà a fugir cap a l'exterior i molts s'aproparen a França. Allà fou on reberen la notícia per ràdio que el rei de Bèlgica "no es troba en situació de governar". Unes paraules pronunciades a la ràdio francesa per l'un dels ministres del govern caigut. La ràdio fou utilitzada en tot moment per a comunicar a dins i fora les fallides del govern belga. És així com la comunitat belga que fugí cap a França s'assabentà que el seu parlament i govern hagueren de presentar la capitulació. El rei haurà de reconèixer que és un presoner de guerra. 
La invasió de Bèlgica per Alemanya significà l'establiment d'un règim militar dictatorial en què la jerarquia nazi aprofità per anar prenent els càrrecs del país. El govern belga, que es manté dins però en règim de presoner, se sotmet a les ordres de l'ocupant dins de l'anomenada política del mal menor. És per aquest motiu que Bèlgica és utilitzada per Alemanya com pel govern belga com a font de subministrament per a la guerra. El govern belga es veié en l'obligació de no enfonsar l'economia i col·laborar amb el nazisme. Alemanya també controlà les emissions de ràdio, que passaren a difondre propaganda feixista alemanya. A l'època la ràdio és una novetat que molts governs volen controlar, el francès i el britànic inclosos, perquè suposà un alliberament de la premsa en tant que la ràdio s'adreçava a tothom, fins i tot als qui eren analfabets. Tothom podia ser informat a parts iguals i això fou precisament el que volgueren evitar molts governs. D'ací que França iniciàs abans de la guerra una batalla contra les ràdios d'Andorra, Bèlgica, Luxemburg o Mònaco.
La submissió del govern belga a l'ocupant no significà que tothom hi estigué a favor. Molts sectors s'erigiren en contra i decidiren allistar-se en la resistència. Publicaren premsa clandestina contrària a Alemanya, feren saltar punts estratègics per a Alemanya en sòl belga, feren campanya per fer fora l'enemic, també impulsaren atemptats contra l'enemic, etc. La política del mal menor és del tot contestada per la resistència belga, que preferix sofrir represàlies que alinear-se amb Alemanya.
La política del govern no tingué els efectes esperats des del punt de vista econòmic perquè la guerra provocà igualment una nova crisi. Les deportacions, la penúria, la política de germanització, les persecucions, l'obligació de sotmetre's a una administració invasora, etc., fan que a poquet a poquet la població belga comence a oposar-se a l'ocupació i deixe la política del mal menor per ajuntar-se amb el moviment de resistència.

#### La postguerra i l'ONU
Després de la guerra, Bèlgica torna a confirmar el seu estat independent en incorporar-se a l'Organització de les Nacions Unides. A més, en accedir al poder el socialisme, les dones tenen finalment el dret de poder votar i participar activament en política. S'assistix a una política d'execució sense judici d'alguns partidaris del règim feixista alemany i es mira de desmilitaritzar i desgermanitzar la població. La repressió s'abat llavors contra els que col·laboraren amb el nazisme. El moviment flamenc frontista que donà suport al feixisme alemany fou perseguit sense miraments. Si anteriorment hi havia ja una política discriminatòria i racista envers la població de parla neerlandòfona, la qüestió s'estén i es generalitza. Bèlgica decidix representar-se a nivell internacional com a estat francòfon. Alhora són pronunciades prop de tres mil penes de mort contra els qui col·laboraren. 
Nota: per bé que calgué un judici contra molts membres del moviment frontista flamenc per haver col·laborat amb una dictadura feixista que mirà d'exterminar població belga i les minories nacionals, s'ha d'entendre que el moviment naix per una situació de discriminació vinguda dels francòfons, que no suporten que es puga parlar una altra llengua que no siga el francès. Per això el nacionalisme flamenc emet llavors la crítica anomenada de "col·laborador idealista", que consistix a fer palès que hi hagué molta més repressió contra Flandes, no perquè s'hi col·laborà amb Hitler, sinó perquè eren flamencs. D'aquí que hi haja un col·laborador idealista en tant que malgrat ser col·laborador amb el feixisme alemany la justícia belga no condemnà amb fortes penes els valons pel fet de ser francòfons.
Després de la segona guerra mundial la regència havia recaigut en mans del seu germà, el príncep Carles, i el país visqué immers en la crisi de la qüestió reial i l'any 1950 se celebrà a Bèlgica un referèndum pel qual la monarquia fou acceptada com a forma d'estat. El referèndum promogut sobre la monarquia, que tenia com a principal causant el mateix monarca que durant la guerra fou altament criticat per no haver fugit del país per elaborar una altra estratègia amb els Aliats, confirmà amb un 5% de marge la continuïtat de la monarquia. El debat i la propaganda no estigueren a l'altura del que es desitjava, malgrat que al final el resultat tornà a donar validesa a Leopold III. El monarca aconseguí més suports a Flandes que no pas a Valònia. Els comunistes i els socialistes que no acceptaren realment la resposta final del referèndum promogueren vagues en tot l'estat que contrastaren aviat amb els partidaris de la monarquia. El 30 de juliol de 1950 quatre manifestants antileopoldistes van morir a Grâce-Berleur per les bales la gendarmeria i el rei va abdicar i va cedir el tron a germà petit Balduí mentre la seva filla gran, Josefina Carlota quedava exclosa de la successió, per la Llei Sàlica que va ser abolida el 1991.
En la Guerra Freda, Bèlgica se situà dins del bloc capitalista. Fou efectivament membre fundador de l'OTAN i visqué un procés de creixement econòmic espectacular mercès a la situació de la postguerra i a l'ajuda que els estatunidencs proporcionaren a alguns estats europeus anomenat Pla Marshall. Més democràtica que abans, seguix acumulant greuges per la situació flamenca tot i assistir a un regirament de l'economia. La societat consumista s'hi imposa. El plàstic, la cultura nord-americana, el baby boom, el creixement urbanístic, etc., caracteritzen la postguerra.

### LesTrenta Glorioses
A partir dels seixanta Bèlgica entra en un període de bonança força espectacular. S'introduïx la societat de consum i mercès a les ajudes del Pla Marsall esdevé econòmicament fort. Són les anomenades Trenta Glorioses, que caracteritzen el període de postguerra als països capitalistes d'Europa. La transformació que es produïx a Bèlgica permeté canviar igualment les mentalitats i mercès a això s'aconseguïx per primera volta que hi haja consens a nivell d'escolaritat. D'ençà el 1958 que la població belga pot triar si matricular els fills en una escola catòlica o fer-ho en una escola dita lliure. Les lliures i les catòliques són pagades per l'estat, però mercès a l'activisme dels partits d'esquerra, els pares pogueren optar pel model que preferiren i, endemés, s'aconseguí que l'escola lliure fos gratuïta i exempta de qualsevol tipus d'influència vinguda de l'Església catòlica.
L'Exposició Internacional de 1958 a Brussel·les obrí espectacularment l'estat a la resta del món en mostrar-se capdavanter en tecnologia. En un context de Guerra freda, els russos aprofiten la vitrina per exposar-hi una rèplica de l'Sputnik mentre els estatunidencs preferixen donar a degustar hamburgueses i refrigerants, símbol de la nova Amèrica. L'Atomium fou i seguix sent en l'actualitat el símbol més visible d'aquest èxit belga. Es tracta d'una escultura que, com la Torre Eifel, d'antuvi s'ha transformat en l'emblema de la capital brussel·lesa i de la nova revolució industrial que es fa a ritme de pop, rock, aspiradores, màquines de cafè, ié-ié, feminisme, alliberament sexual, etc. Però també a ritme de bombes atòmiques i d'ací el fet que hi hagués un àtom a l'exposició. Aleshores tothom estava convençut de les proeses i el progrés que aportaria l'era atòmica sense que hi hagués un punt de crítica sobre una Guerra freda que malgrat el nom continuà vessant sang per tot el planeta a ritme de propaganda apocalíptica.
Als anys seixanta, sota la pressió del moviment flamenc i del való, Bèlgica s'enfronta a majors demandes de descentralització de l'estat, evolucionant progressivament cap a un estat federal. El 1963 es fixà una frontera lingüística administrativa que a poquet a poquet esdevé frontera política (vegeu: subdivisions de Bèlgica). Els conflictes lingüístics són cada volta més importants. El 1968-1969 n'arriben al zenit amb l'escissió de la secció francòfona de la Universitat de Lovaina i la creació d'una nova ciutat (Louvain-la-Neuf) en territori való per acollir la nova Universitat Catòlica de Lovaina.

### La guerra colonial al Congo
És després de la Segona Guerra mundial que els Estats Units promouen intencionadament la descolonització de les terres africanes i asiàtiques. Sota el pretext que cal donar dret als pobles a autodeterminar-se, els Estats Units guanyen la manera de posar peu sobre recursos naturals copiosos, tot donant la llibertat als pobles que foren sotmesos anteriorment a l'estricta dictadura i règim d'apartheid. França, Bèlgica, el Regne Unit, Portugal o Espanya mai volgueren cedir les colònies i en tot moment usaren la repressió en contra dels pobles africans que seguiren sent considerats com a inferiors. Això sí, tant França com el Regne Unit es procuraren dividir les terres africanes segons els convingué, tot creant problemes que perduren com la invasió israeliana de Palestina. Oimés, França o Bèlgica mai volgueren reconèixer el dret a autodeterminació dels pobles i, a més a més, mai volgueren reconèixer que aquests pobles havien estat i eren maltractats pels europeus.
Malgrat tot això, Bèlgica, com els seus homòlegs europeus, hagué de donar la independència al Congo. Aquest esdeveniment estigué nodrit de molta propaganda i de bel·ligerància entre França i Bèlgica. França com Bèlgica desitjaven que el seu veí perdés la colònia en una òptica etnocèntrica que veu la colonització com una empremta humanitària de superiors que se'n van a un altre país per a civilitzar a "salvatges". De fet, el Regne Unit i França mantingueren entre ells mateixos aquesta mateixa actitud. Així, per exemple, la premsa britànica i francesa es lloaven de mostrar l'explotació d'africans sota condicions del tot inhumanes. Això sí, es deixaven les que els seus estats feien amb les seues colònies.
Tot reprenent l'estratègia britànica de donar autonomia a les colònies amb el seu propi parlament per garantir-se que així no exigixen la independència, l'Estat belga procedix a reformar les lleis colonials per a dotar d'una assemblea legislativa el Congo i així cedir-los una autonomia que els allunye de les voluntats secessionistes. La proposta belga no agradà i l'Estat belga hagué de cedir i atorgar la independència el 30 de juny del 1960. Patrice Lumumba fou el primer president del nou Estat emancipat i és un símbol africà de la lluita contra la colonització.
Bèlgica, però, mai abandonà les seues pretensions sobre el Congo i això acabà en tragèdia. El país mirà de continuar controlant l'estat congolès en considerar que aquest estava incapacitat de poder-se governar a si mateix. Allò que havia començat per acords negociats derivà ràpidament en bany de sang. Molts belgues colons foren executats per l'exèrcit congolès i això provocà la reacció immediata de l'estat belga, tot plegat en plena crisi a Katanga, autonomia congolesa que volia accedir igualment a la independència. El cas és que els antics colons ja s'espavilaren per dividir segons les seues conveniències Àfrica, creant així estats artificials difícilment sostenibles des d'un punt de vista d'estat-nació. Les noves fronteres no atenen el principi de nació i barregen tothom en una mateixa capsa de grills. Per aquest motiu hi hagué voluntats secessionistes dins dels estats africans. Alhora Europa aprofità l'ocasió per a garantir-se uns negocis fructífers amb dictadures africanes a canvi de petroli.
En l'afer congolès, l'ONU hagué d'enviar-hi els seus cascs blaus i obligà les tropes belgues a retirar-se del Congo. El caos s'instal·là ràpidament i el nou president hagué de dimitir. Tot plegat donà una molta mala imatge de Bèlgica, que es trobà amb manifestacions multitudinàries a l'Àfrica, manifestacions que esdevingueren diàries als mitjans occidentals.

### La Unió Europea
Sobre la base de l'experiència unitària de lliurecanvi dita Benelux, que és un acrònim de Bèlgica, Luxemburg i Països Baixos (de l'angès Belgium, Netherlands and Luxemburg), es construïx allò que amb el temps esdevindrà la Unió Europea. El motiu original per a la fundació va ser el desig de reconstruir Europa després dels tràgics esdeveniments de la Segona Guerra Mundial i prevenir que Europa caigués víctima de la plaga de la guerra. Darrere d'això hi havia encara més motius. França volia construir-la perquè d'aquesta manera podia imposar el seu softpower a tot Europa i fer allò que Napoleó mai aconseguí amb les armes. Amb el temps, l'aliança francoalemanya acabà confirmant perfectament aquestes ambicions. El Regne Unit qüestionà des de l'inici la construcció de la Unió Europea perquè pensava que s'havia de crear una projecte de lliurecanvi i no un projecte ideològic, tal com volia França i s'acabà fent.
En efecte, per bé que la Unió Europea partix de la creació d'una zona de lliurecanvi amb què s'estrenyen llaços comercials per evitar la guerra, en la pràctica s'hi ha construït un estat dins l'estat en què manen França i Alemanya amb clares deficiències democràtiques (ex.: crisi grega, catalana, islandesa, espanyola, irlandesa, italiana, portuguesa, migratòria, balcànica, post-soviètica, constitucional, econòmica, etc.). A tall d'exemple es podria evocar les vies per les quals Nicolas Sarkozy decidix introduir la Constitució Europea després que el poble francès la rebutgés àmpliament en referèndum.
Vet ací la cronologia de la seua construcció:
- Tractat de París de 1951
- Segon tractat de Brussel·les de 1955
- Creació de la Comunitat Europea de l'Energia Atòmica (Euratom) de 1958
- Creació de la Comunitat Europea del Carbó i de l'Acer (CECA) de 1958
- Creació de la Comunitat Econòmica Europea de 1967
- Acta Única Europea de 1987
- Tractat de Maastricht de 1993
- Comunitat Europea de 1999
- Unió Europea de 2007

Per bé que de forma general la Unió Europea ha aconseguit expandir-se fins a incorporar durant la seua etapa àlgida vint-i-vuit estats membres, Suïssa o Noruega mai no se n'han refiat i mitjançant referèndum s'han negat a fer-se membres.

### Vers la federació belga
El conflicte lingüístic belga fruit de la creació d'un estat tampó artificial volgut per França i el Regne Unit deriva en una profunda reforma constitucional a la dècada del 1970. Bèlgica haurà d'abandonar de forma definitiva la seua política de discriminació perpètua contra la comunitat neerlandòfona. El nacionalisme flamenc esdevé cada volta més important i amb un suport notable dins la població, fins al punt que en mimètica nasqué el nacionalisme való. El pacte d'Egmont va fracassar en 1978. i Paul Vanden Boeynants va tornar al càrrec de primer ministre al capdavant d'un govern de transició
Per això la Constitució de Bèlgica patix prop de cinc reformes que caminen cap a més autonomia i drets per a cada comunitat lingüística. S'establix així un estat federal en què existixen dues realitats polítiques (estats federals) que conjuguen tres àrees lingüístiques (neerlandesa, francesa i alemanya) amb una regió central que fa la funció de representació de les tres comunitats lingüístiques de forma que la capital hauria de ser de cara a la vitrina la conjugació de la realitat federal belga.
En la pràctica aquest segregacionisme lingüístic per la poca voluntat de la part francòfona de parlar neerlandès i de la part neerlandòfona de parlar francès ha provocat que en un mateix estat els ciutadans es miren d'esquena. A Flandes la comunitat neerlandesa viu com si fos holandesa. Els mitjans són en part holandesos i emeten exclusivament en neerlandès amb presència abundant de celebritats holandeses o flamenques. Al mateix temps Valònia viu com si fos a França.  Els mitjans són en part francesos i emeten exclusivament en francès amb presència abundant de celebritats franceses o valones. El mateix model es repetix per a la comunitat alemanya.
Les crisis econòmiques i socials han anat succeint-se amb el temps i la monarquia mateixa ha hagut de canviar la cara l'any 2013 per donar una altra imatge sense que això resolga el problema de fons.

### Sisena reforma constitucional
Tot just començar el segle XXI les discrepàncies històriques entre valons i flamencs tornen a posar l'estat contra les cordes. D'aquesta volta la crisi tingué un ressò internacional espectacular. El món pogué assistir a un desgovern d'alçada. Per primera volta en la història, les eleccions donaren majoria absoluta al nacionalisme flamenc, que proposà disgregar Bèlgica i retornar les comunitats lingüístiques a les parts que corresponien o bé crear estats independents a banda. És l'anomenada Partició de Bèlgica.
La partició feu que durant prop d'un any i mig Bèlgica no tingués govern. França tornà a les seues habituals vel·leïtats contra la comunitat flamenca en no voler reconèixer que la creació de l'estat tampó belga sota els principis jacobins derivà en la situació que es presentà aleshores. El Regne Unit, que veié com després de dècades es proposava un referèndum d'autodeterminació per a Escòcia, tampoc volgué donar suport al nacionalisme flamenc que naix per les ambicions colonials britàniques que no poden suportar que els Països Baixos aconseguixen ser més forts que la corona britànica a nivell comercial. Alhora, l'antiga Prússia, és a dir, Alemanya, que veié com les baralles contra França derivaren en una Primera i Segona Guerra mundial catastròfiques, ignorà igualment el dret de la comunitat flamenca a fer secessió i decidir lliurement del seu futur.
La crisi va esclatar l'estiu del 2007, arran de la victòria electoral de l'aliança dels flamencs Christen-Democratisch en Vlaams (CD&V) flamencs i la Nieuw-Vlaamse Alliantie, que van donar suport a una reforma estatal d'ampli abast i a l'escissió immediata del districte electoral i judicial de Brussel·les-Halle-Vilvoorde. Després de 194 dies de negociacions sovint acalorades, les parts finalment van aconseguir formar un nou govern. El desembre de 2008 va esclatar una altra crisi relacionada amb la venda de la banca Fortis a la banca francesa Paribas-BNP, que va tornar a desestabilitzar el país i va provocar la dimissió del primer ministre belga, Yves Leterme. El nou govern dirigit per Herman Van Rompuy va comportar un breu període d'estabilitat fràgil que va acabar quan Van Rompuy va deixar el seu càrrec per convertir-se en el primer president del Consell Europeu. El segon govern de Leterme va caure l'abril de 2010 per la manca de progrés en la resolució del problema de Brussel·les-Halle-Vilvoorde.
L'11 d'octubre de 2011 es va presentar un acord entre els partits flamencs CD&V, Open VLD, Socialistische Partij Anders (sp.a), Groen! i els francòfons Parti Socialiste (PS), Mouvement Réformateur (MR), CDH i Ecolo per a una sisena reforma institucional en la que el districte electoral i judicial de Brussel·les-Halle-Vilvoorde es dividiria, es transferirien competències federals a les comunitats i regions com economia, ocupació i política familiar, i el Senat belga ja no seria elegit directament, sinó que es convertirà en una assemblea de parlaments regionals, amb menys membres.